# Suisse aux Jeux olympiques d'été de 2012
Vous lisez un « article de qualité » labellisé en 2012.
La participation de la Suisse aux Jeux olympiques d'été de 2012 a lieu du 26 juillet au 12 août 2012 à Londres, au Royaume-Uni. C'est la 27e fois que ce pays participe aux Jeux olympiques d'été, après sa présence à toutes les éditions précédentes.
La délégation olympique suisse, dirigée par Gian Gilli, est composée de 102 athlètes : 72 hommes et 30 femmes. Elle est représentée par son porte-drapeau, le joueur de tennis Stanislas Wawrinka, champion olympique du tournoi de tennis en double en 2008. Les sportifs helvétiques, qui participent dans 18 sports, gagnent quatre médailles : deux d'or et deux d'argent. Cela les place au 33e rang du tableau des médailles.
Parmi les médaillés suisses, on trouve Nino Schurter, qui obtient sa deuxième médaille olympique, l'argent, lors de la course masculine de VTT. Le cavalier Steve Guerdat remporte la première médaille d'or suisse dans le saut d'obstacles individuel depuis 88 ans. Nicola Spirig devient la deuxième championne olympique suisse de triathlon depuis ses débuts en tant que sport olympique en 2000. Enfin, le numéro un mondial Roger Federer gagne la médaille d'argent dans le tournoi de tennis masculin en simple après sa défaite en finale contre le Britannique Andy Murray.
Plusieurs athlètes suisses ayant des chances de médailles manquent cependant leurs objectifs. Par exemple, le cycliste Fabian Cancellara, champion olympique en titre, est septième du contre-la-montre sur route après une chute lors de la course en ligne. La délégation suisse ne remplit pas l'objectif principal de Swiss Olympic, qui est d'être parmi les 25 meilleures nations. Elle gagne moins de médailles que lors des quatre éditions précédentes des Jeux d'été. Les athlètes suisses obtiennent 6 diplômes, contre 13 en 2008. Gian Gilli juge ces résultats insuffisants.

## Préparation et objectifs
Swiss Olympic prépare les Jeux olympiques de Londres dès 2008 avec un budget de quatre millions de francs. Le comité national définit des critères de sélection des athlètes suisses, plus difficiles à atteindre que ceux des fédérations sportives internationales. Gian Gilli, chef de mission de la délégation suisse, annonce un an avant les Jeux que « Conformément aux directives sur les critères de sélection adoptées par le Conseil exécutif de Swiss Olympic, les sportives et sportifs sélectionnés doivent disposer du potentiel nécessaire à un classement dans le top 10 à Londres, quel que soit le nombre de concurrents au départ ». Les athlètes et nageurs doivent cependant être capables d'atteindre le top 16. Gian Gilli s'attend à une délégation sportive importante et ambitieuse. Un nouveau programme préparant les entraîneurs pour les Jeux de Londres est également établi. Il annonce aussi l'objectif de Swiss Olympic : terminer parmi les 25 meilleures nations. C'est un objectif jugé « ambitieux », mais atteignable.
En juillet 2012, Gian Gilli précise cet objectif « devrait nécessiter entre 8 et 10 podiums. Mais 5 à 7 médailles seraient déjà un bon résultat ».

## Délégation
Swiss Olympic sélectionne une délégation de 102 athlètes, 72 hommes et 30 femmes, qui participent aux épreuves de 18 sports et 21 disciplines. Le football est le seul sport collectif dans lequel la Suisse est représentée. Les sports individuels dans lesquels les Suisses sont le plus nombreux sont l'athlétisme, avec 14 athlètes, et le cyclisme, avec 11 athlètes. Huitante entraîneurs sont présents. Cela représente environ un entraîneur par athlète, mis à part les footballeurs.
Huit médaillés olympiques font partie de l'équipe suisse. Le joueur de beach-volley Patrick Heuscher et le triathlète Sven Riederer obtiennent le bronze en 2004. Le cycliste Fabian Cancellara en contre-la-montre et les joueurs de tennis Roger Federer et Stanislas Wawrinka en double sont champions olympiques en 2008, et les cavaliers Steve Guerdat et Pius Schwizer et le vététiste Nino Schurter sont médaillés de bronze la même année. Quatre athlètes suisses participent pour la quatrième fois aux Jeux olympiques : Roger Federer, le marathonien Viktor Röthlin, Flavio Marazzi en voile et André Vonarburg en aviron. Le cavalier Pius Schwizer, qui a 49 ans, est l'athlète le plus âgé de la sélection alors que la gymnaste Giulia Steingruber, âgée de 18 ans, est la plus jeune.
Le tableau suivant montre le nombre d'athlètes suisses dans chaque discipline :
| Sport       | Discipline             | Hommes | Femmes | Total |
| ----------- | ---------------------- | ------ | ------ | ----- |
| Athlétisme  | Athlétisme             | 4      | 10     | 14    |
| Aviron      | Aviron                 | 8      | 0      | 8     |
| Badminton   | Badminton              | 0      | 1      | 1     |
| Canoë-kayak | Slalom                 | 1      | 1      | 2     |
| Cyclisme    | BMX                    | 1      | 0      | 1     |
| Cyclisme    | sur route              | 5      | 0      | 5     |
| Cyclisme    | VTT                    | 3      | 2      | 5     |
| Équitation  | Équitation             | 4      | 0      | 4     |
| Escrime     | Escrime                | 2      | 1      | 3     |
| Football    | Football               | 18     | 0      | 18    |
| Gymnastique | Gymnastique artistique | 1      | 1      | 2     |
| Judo        | Judo                   | 1      | 1      | 2     |
| Lutte       | Lutte                  | 1      | 0      | 1     |
| Natation    | Natation               | 4      | 3      | 7     |
| Natation    | Natation synchronisée  | 0      | 2      | 2     |
| Tennis      | Tennis                 | 2      | 0      | 2     |
| Tir         | Tir                    | 5      | 2      | 7     |
| Tir à l'arc | Tir à l'arc            | 1      | 1      | 2     |
| Triathlon   | Triathlon              | 2      | 2      | 4     |
| Voile       | Voile                  | 5      | 1      | 6     |
| Volley-ball | Beach-volley           | 4      | 2      | 6     |
| Total       | Total                  | 72     | 30     | 102   |

## Vie au village olympique

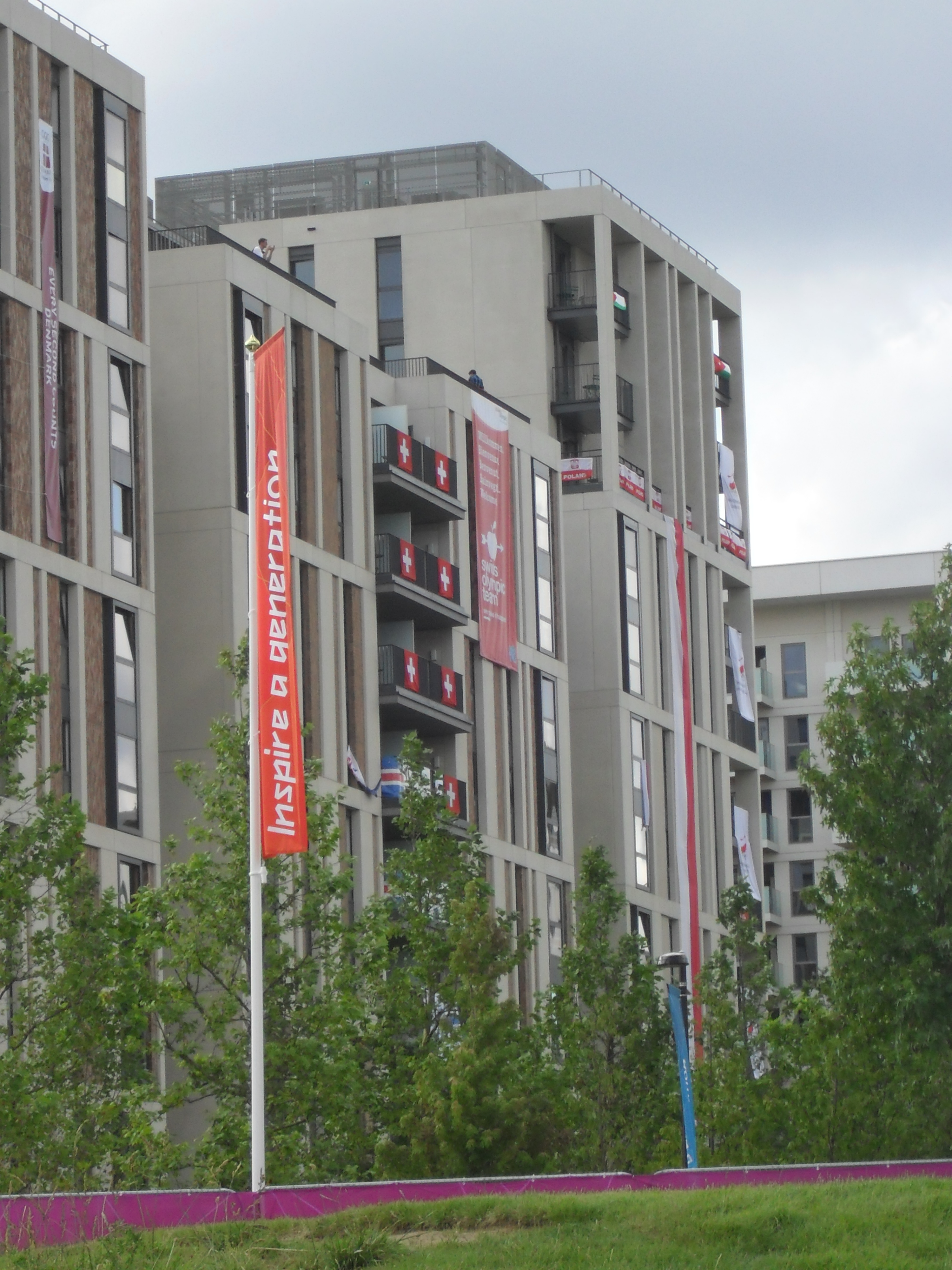
Les appartements des athlètes suisses au village olympique.

Le 25 juillet, soit deux jours avant la cérémonie d'ouverture, la délégation suisse participe à la cérémonie du lever du drapeau suisse, qui a lieu dans le village olympique en présence de la présidente de la Confédération Eveline Widmer-Schlumpf et du ministre des affaires étrangères Didier Burkhalter. La troupe « National Youth Theatre Group » danse et chante pendant la cérémonie longue d'une demi-heure. Les athlètes chypriotes, espagnols, israéliens et sénégalais sont aussi présents pour la levée de leur drapeau. Le chef de la délégation suisse, Gian Gilli, offre alors un cadeau au maire du village olympique : une cloche de vache. Il déclare ensuite : « Il est grand temps que les joutes commencent. Tout le monde s’est longuement préparé et se réjouit d’entrer en lice. Maintenant, ils doivent surtout se concentrer ».
Environ la moitié des athlètes suisses logent au village olympique de Londres. Les autres dorment soit dans des villages olympiques décentralisés, par exemple près des sites de la voile ou du canoë-kayak, soit dans des logements à Londres  pour être plus près des sites de compétitions ou plus tranquilles. Roger Federer, Stanislas Wawrinka et Viktor Röthlin choisissent par exemple cette option.
Pour que les athlètes suisses ne perturbent pas le village en fêtant leurs performances, Swiss Olympic leur demandent de le quitter trois jours après leur dernière épreuve. Ceux qui ne participent pas à la cérémonie d'ouverture peuvent revenir pour prendre part à la cérémonie de clôture.

## Cérémonies d'ouverture et de clôture
La Suisse est la 178e équipe nationale, après la Suède et avant la Syrie, à entrer dans le Stade olympique de Londres lors de la parade des nations durant la cérémonie d'ouverture le 27 juillet. Roger Federer reçoit la proposition de porter le drapeau suisse à la cérémonie d'ouverture pour la troisième fois après avoir remporté le tournoi de Wimbledon 2012 est être redevenu premier du classement mondial. Il préfère cependant donner sa chance à un autre athlète et Stanislas Wawrinka, champion olympique en 2008 avec Federer, reçoit cet honneur. Il est le premier Romand depuis Henri Chammartin, aux Jeux olympiques d'été de 1968 à Mexico, à porter le drapeau suisse aux Jeux d'été. Le Valaisan Stéphane Lambiel a également ce privilège aux Jeux olympiques d'hiver de 2010 à Vancouver. Wawrinka déclare après l'annonce de Swiss Olympic : « Il s'agit pour moi d'un honneur tout particulier de conduire les sportifs suisses dans le stade olympique en tant que porte-drapeau. Je suis fier de porter le drapeau suisse, il me rappelle le grand moment où j'ai reçu la médaille à Pékin en compagnie de Roger Federer ». Environ 30 sportifs suisses sont présents. Certains athlètes suisses entrant dans la compétition dès le lendemain, tels que Fabian Cancellara, n'y participent pas pour ne pas se fatiguer pendant la cérémonie, d'une durée de plusieurs heures. D'autres ne sont pas encore à Londres. Les sportifs présents portent une tenue composée d'une chemise blanche, un pull rouge, un pantalon ou une jupe grise et un blazer gris. En tant que présidente de la Confédération, Eveline Widmer-Schlumpf représente officiellement la Suisse.
Lors de la cérémonie de clôture, le 12 août, les athlètes entrent dans un style moins formel et sont menés par les porte-drapeaux de toutes les nations participantes. La triathlète Nicola Spirig, championne olympique, porte le drapeau suisse.

## Récompenses

### Médailles
La délégation suisse remporte quatre médailles : deux d'or et deux d'argent. Elle est 33e au classement des nations officiel prenant d'abord en compte le nombre de médailles d'or et 42e au classement basé sur le nombre total de médailles. Swiss Olympic offre une prime de 40 000 francs aux champions olympiques et 30 000 francs aux médaillés d'argent. Une somme de 20 000 francs était prévue pour les médaillés de bronze.
| Médaille                           | Discipline | Épreuve                     | Athlète       | Performance            | Date         |
| ---------------------------------- | ---------- | --------------------------- | ------------- | ---------------------- | ------------ |
| Médaille d'or, Jeux olympiques     | Triathlon  | Femmes                      | Nicola Spirig | 1 h 59 min 48 s        | 4 août 2012  |
| Médaille d'or, Jeux olympiques     | Équitation | Saut d'obstacles individuel | Steve Guerdat | 0 point de pénalité    | 8 août 2012  |
| Médaille d'argent, Jeux olympiques | Tennis     | Simple                      | Roger Federer | 6-2, 6-1, 6-4          | 5 août 2012  |
| Médaille d'argent, Jeux olympiques | VTT        | Cross-country               | Nino Schurter | 1 h 29 min 8 s (+ 1 s) | 12 août 2012 |

| Sport      | Médaille d'or, Jeux olympiques | Médaille d'argent, Jeux olympiques | Médaille de bronze, Jeux olympiques | Ensemble |
| ---------- | ------------------------------ | ---------------------------------- | ----------------------------------- | -------- |
| Équitation | 1                              | 0                                  | 0                                   | 1        |
| Triathlon  | 1                              | 0                                  | 0                                   | 1        |
| Cyclisme   | 0                              | 1                                  | 0                                   | 1        |
| Tennis     | 0                              | 1                                  | 0                                   | 1        |
| Total      | 2                              | 2                                  | 0                                   | 4        |

### Diplômes
En plus des quatre médailles, les athlètes suisses obtiennent six diplômes lors de ces Jeux.
| Rang | Discipline         | Épreuve                          | Athlète(s)                                                  | Performance           | Date            |
| ---- | ------------------ | -------------------------------- | ----------------------------------------------------------- | --------------------- | --------------- |
| 8e   | Cyclisme sur route | Course en ligne                  | Grégory Rast                                                | 5 h 46 min 5 s        | 28 juillet 2012 |
| 7e   | Cyclisme sur route | Contre-la-montre                 | Fabian Cancellara                                           | 52 min 53 s 71        | 1er août 2012   |
| 5e   | Aviron             | Quatre sans barreur poids légers | Mario Gyr, Simon Niepmann, Simon Schürch et Lucas Tramèr    | 6 min 9 s 30          | 2 août 2012     |
| 4e   | Équitation         | Saut d'obstacles par équipes     | Paul Estermann, Steve Guerdat, Werner Muff et Pius Schwizer | 16 points de pénalité | 6 août 2012     |
| 8e   | Triathlon          | Hommes                           | Sven Riederer                                               | 1 h 47 min 46 s       | 7 août 2012     |
| 5e   | VTT                | Cross-country                    | Esther Süss                                                 | 1 h 32 min 46 s       | 11 août 2012    |

## Épreuves

### Faits marquants
La première semaine de compétition, sans médaille, est difficile pour les Suisses. Le 26 juillet, lors de la course cycliste en ligne, Fabian Cancellara, alors bien placé dans le groupe de tête, chute à 16 kilomètres et termine à la 106e place. Le 29 juillet, le nageur Dominik Meichtry diplômé olympique en 2008, est seulement 15e du 200 mètres nage libre. La fête nationale, le 1er août, est un jour particulièrement dur pour l'équipe suisse olympique. Alors qu'ils sont champions olympiques en titre, Fabian Cancellara est septième du contre-la-montre et la paire de Roger Federer et Stanislas Wawrinka est éliminée au deuxième tour du tournoi de tennis. Les escrimeurs Fabian Kauter et Max Heinzer, deuxième et cinquième mondiaux, sont éliminés en huitième de finale du tournoi d'escrime et l'équipe de football est éliminée après deux défaites. Le lendemain, en aviron, le bateau suisse de quatre sans barreur poids légers obtient une cinquième place, ce qui est le meilleur résultat suisse jusque-là. Le 3 août, Roger Federer est le premier Suisse à garantir une médaille en remportant sa demi-finale. Le 4 août, neuf jours après l'entrée des Suisses dans la compétition, la triathlète Nicola Spirig remporte la première médaille suisse en devenant championne olympique, dans le même temps que la Suédoise Lisa Nordén. Elles sont départagées à la photo-finish. Un jour plus tard, Roger Federer perd en trois sets sa finale face au Britannique Andy Murray et devient médaillé d'argent. Le 6 août, les cavaliers suisses sont quatrièmes en saut d'obstacles par équipe, à deux points de la médaille de bronze. Le 8, Steve Guerdat devient champion olympique de saut d'obstacle grâce à une finale sans faute. Le triathlète Sven Riederer et la vététiste Esther Süss gagnent deux diplômes le 7 et le 11 août,, alors que la nageuse Swann Oberson est seulement 19e du 10 kilomètres en eau libre le 9. Le 12 août, jour de la cérémonie de clôture, le vététiste Nino Schurter est médaillé d'argent en terminant à une seconde du Tchèque Jaroslav Kulhavý.

### Athlétisme

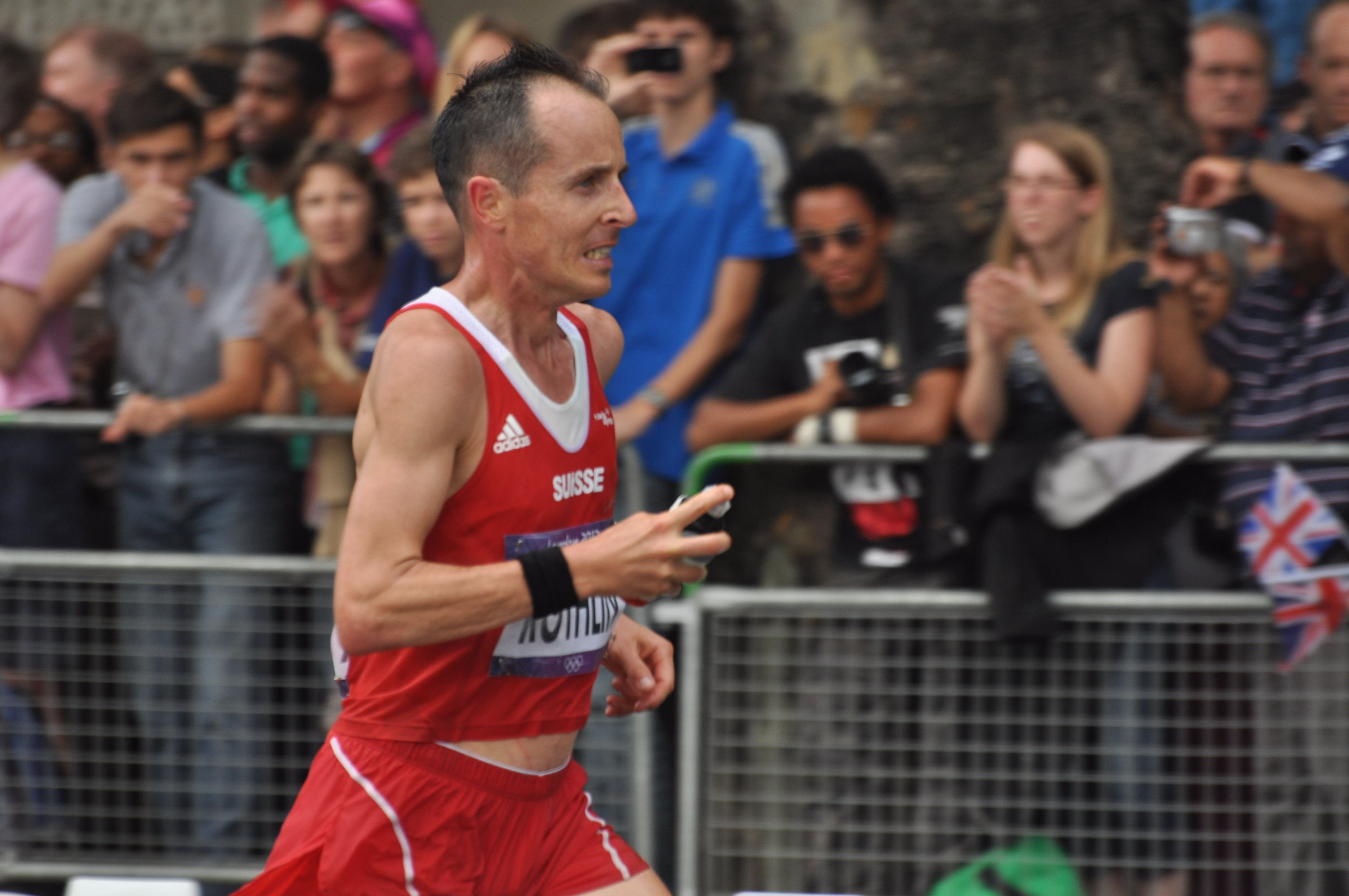
Viktor Röthlin lors du marathon.

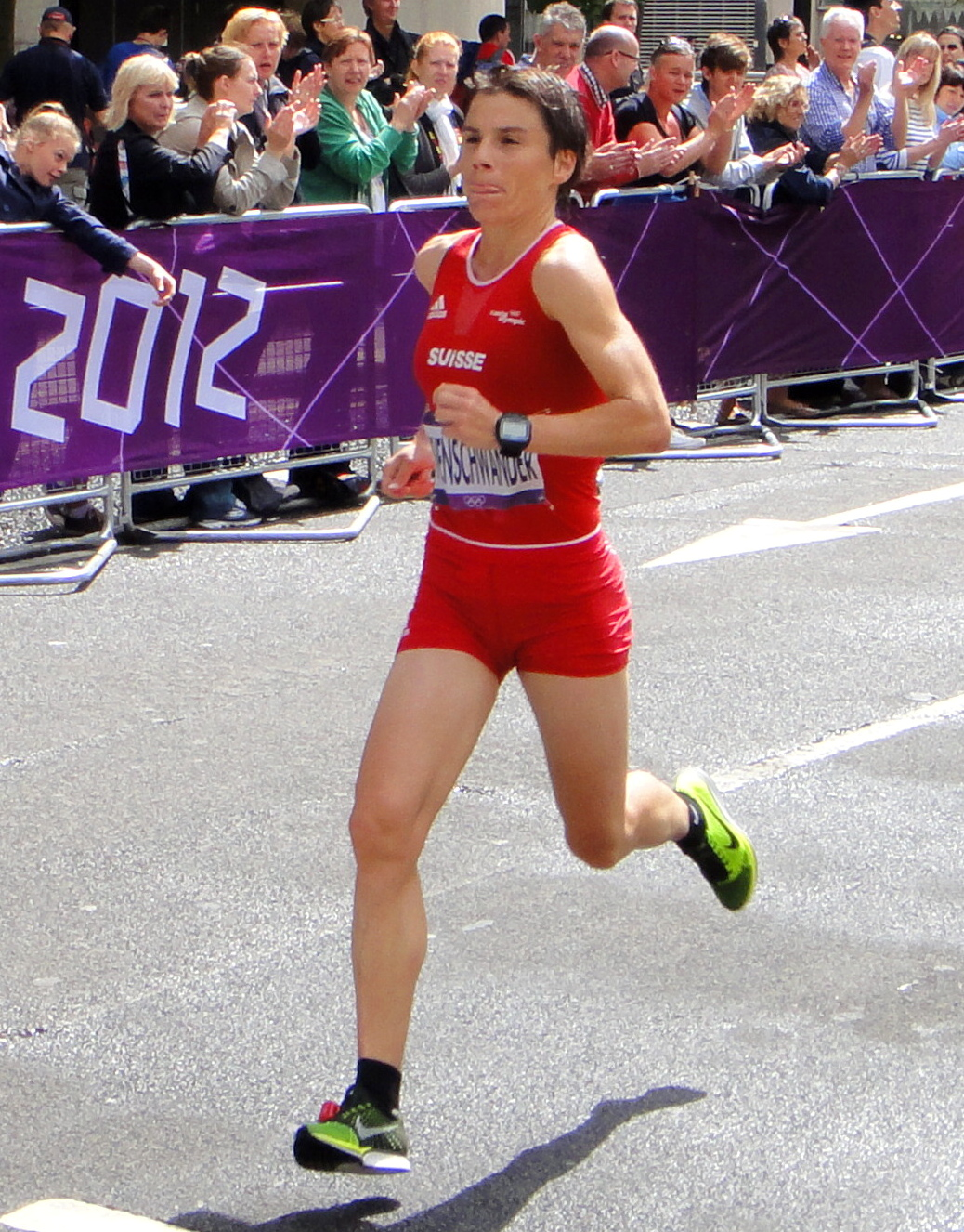
Maja Neuenschwander pendant le marathon.

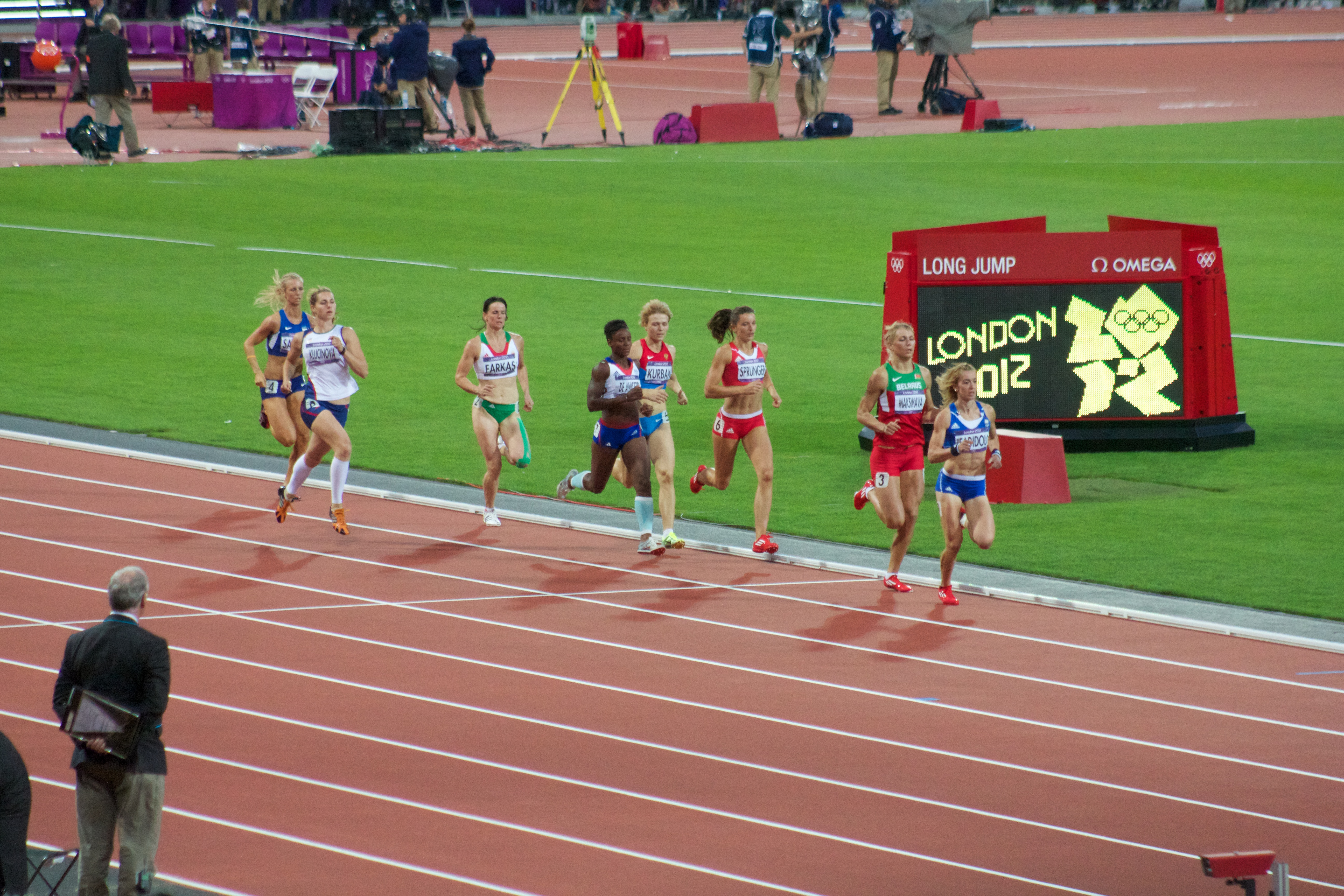
L'heptathlonnienne Ellen Sprunger, en rouge, pendant l'épreuve du 800 mètres.

Quatorze sportifs suisses, 10 femmes et 4 hommes, participent aux épreuves d'athlétisme. C'est une jeune équipe : neuf d'entre eux ont moins de 25 ans, la plus jeune étant Noemi Zbären, qui est âgée de 18 ans. Le marathonien obwaldien Viktor Röthlin est, à 37 ans, le plus âgé des athlètes suisses. Il est aussi le plus expérimenté, puisqu'il participe à ses quatrièmes Jeux olympiques après une 36e place en 2000, un abandon en 2004 et une 6e place en 2008. Le champion d'Europe en titre espère être le meilleur athlète blanc, comme il l'a fait en 2008. À Londres, il se dit au meilleur de sa forme et espère disputer « le marathon de sa vie ». Nicole Büchler, en saut à la perche, est la seule autre athlète qui n'en est pas à ses premiers Jeux olympiques. Elle a échoué au 22e rang des qualifications en 2008. Notamment 16e aux Championnats du monde d'athlétisme 2011, elle rêve d'obtenir un diplôme à Londres. Reto Schenkel, Alex Wilson et Lea Sprunger participent aux 200 mètres. Lors des Championnats d'Europe 2012, le Bâlois Alex Wilson est passé à trois centièmes de la finale. Le Zurichois Reto Schenkel a notamment atteint les demi-finales des Championnats du monde en 2011. La Vaudoise Lea Sprunger, 13e aux demi-finales des Championnats d'Europe 2012, espère passer passer le premier tour et approcher son record. Le Thurgovien Kariem Hussein participe à l'épreuve du 400 mètres haies après avoir battu son record personnel et obtenu sa qualification en juillet. Noemi Zbären, âgée de 18 ans, participe au 110 mètres haies. Elle a remplacé Lisa Urech, qui a renoncé à participer aux Jeux en juillet 2012, car elle n'estimait pas avoir le niveau suffisant pour participer aux Jeux après un début de saison difficile. Noemi Zbären a notamment obtenu la deuxième place des Championnats du monde juniors 2012. La marathonienne bernoise Maja Neuenschwander, 25e aux Championnats d'Europe 2010, se dit prête pour les Jeux : « Je ne dois pas me laisser perturber par le contexte et éviter de partir trop vite. Je veux courir intelligemment et j'espère rattraper de nombreuses coureuses sur la  fin ». Le relais féminin du 4 × 100 mètres, sixième aux Championnats d'Europe en 2012, est composé de Michelle Cueni, Jacqueline Gasser, Mujinga Kambundji, Clélia Reuse, Ellen Sprunger et Lea Sprunger. Leur entraîneur Laurent Meuwly estime qu'une place dans les 12 meilleurs relais est envisageable, et que le « rêve ultime » serait d'aller en finale. Irene Pusterla, septième aux Championnats d'Europe 2012, participe en saut en longueur. En heptathlon, la Vaudoise Ellen Sprunger espère améliorer son record personnel, qui est de 6124 points.

#### Qualification
Pour chaque épreuve, un pays peut engager trois athlètes à condition qu'ils aient réussi chacun les minima A de qualification. Par ailleurs, un seul athlète par nation est inscrit sur la liste de départ si seuls les minima B sont atteints. Les minima de qualification sont fixés par l'Association internationale des fédérations d'athlétisme et doivent être réalisés entre le 1er mai 2011 et le 8 juillet 2012. Pour le marathon, les épreuves de marche ainsi que le 10 000 m, la période est fixée entre le 1er janvier 2011 et le 8 juillet 2012. Pour les relais, une seule équipe par pays est autorisée à concourir. Une moyenne des deux meilleurs temps réalisés entre le 1er janvier 2011 et le 2 juillet 2012 déterminent les 16 équipes qualifiées pour chacune des distances.
Swiss Olympic sélectionne 14 athlètes. Le tableau suivant présente les meilleurs temps réalisés par les athlètes sélectionnés durant la période de qualification, la date et le lieu de ces performances ainsi que les minima de qualification,. Le relais féminin du 4 × 100 m se qualifie grâce à son 14e au classement olympique prenant en compte les deux meilleurs temps réalisés pendant la période de qualification.
| Athlète             | Épreuve          | Meilleur résultat | Date            | Lieu                 | Minima A | Minima B |
| ------------------- | ---------------- | ----------------- | --------------- | -------------------- | -------- | -------- |
| Reto Schenkel       | 200 mètres       | 20 s 48           | 26 mai 2012     | Weinheim (Allemagne) | 20 s 55  | 20 s 65  |
| Alex Wilson         | 200 mètres       | 20 s 51           | 28 mai 2011     | Genève               | 20 s 55  | 20 s 65  |
| Kariem Hussein      | 400 mètres haies | 49 s 61           | 7 juillet 2012  | Berne                | 49 s 50  | 49 s 80  |
| Viktor Röthlin      | Marathon         | 2 h 8 min 32 s    | 26 février 2012 | Tokyo (Japon)        | 2 h 15   | 2 h 18   |
| Noemi Zbären        | 100 mètres haies | 13 s 15           | 7 juillet 2012  | Berne                | 12 s 96  | 13 s 15  |
| Lea Sprunger        | 200 mètres       | 23 s 08           | 29 juin 2012    | Helsinki (Finlande)  | 23 s 10  | 23 s 30  |
| Relais féminin      | 4 × 100 mètres   | 43 s 51           | 29 juin 2012    | Helsinki (Finlande)  | -        | -        |
| Maja Neuenschwander | Marathon         | 2 h 31 min 56 s   | 22 avril 2012   | Zurich               | 2 h 37   | 2 h 43   |
| Nicole Büchler      | Saut à la perche | 4,60 m            | 17 juin 2012    | Riehen               | 4,50 m   | 4,40 m   |
| Irene Pusterla      | Saut en longueur | 6,66 m            | 20 juin 2012    | Chiasso              | 6,75 m   | 6,65 m   |
| Ellen Sprunger      | Heptathlon       | 6 124             | 20 mai 2012     | Landquart            | 6150     | 5950     |

#### Résultats

##### Hommes
Alex Wilson est quatrième de la première série du 200 mètres, remportée par Usain Bolt, en 20 s 57. C'est le 15e temps au total. Les trois meilleurs de chaque série sont qualifiés pour leur place, et Wilson fait partie des trois athlètes retenus pour leur temps. Le Bâlois d'origine jamaïquaine est content de son résultat : « Je n'avais jamais couru aussi vite le matin ». Il termine septième de sa demi-finale, encore remportée par Bolt. Il est éliminé en réalisant un moins bon temps que lors de sa série de qualification : le 21e temps en 20 s 85, alors que huit athlètes vont en finale. Wilson est satisfait : « Vingtième mondial plus ou moins, c'est ok. Je suis encore jeune. Aujourd'hui, j'en voulais beaucoup trop je crois. Mais je ne peux pas me plaindre, j'ai atteint mon but ». Reto Schenkel, quant à lui, termine à la septième place de sa série et est éliminé dès les qualifications. Souffrant de douleurs à la cuisse lors de sa course, il réalise le 41e temps en 20 s 98. Il est déçu,.
Kariem Hussein, inscrit à l'épreuve du 400 mètres haies, déclare forfait après son dernier test, quelques jours avant sa compétition. Blessé au pied gauche, le Thurgovien est abattu : « Je suis déçu, vidé, triste. J'aurais tellement aimé me frotter aux meilleurs du monde ».
Au début de son marathon, Viktor Röthlin, régulier, reste longtemps autour de la 30e place. Après « une grande crise » dans le deuxième des trois tours, il « revit ». 27e au milieu du parcours, il reste dans son rythme et remonte progressivement. Il réussit le meilleur temps sur les deux derniers kilomètres et atteint finalement la 11e place en 2 h 12 min 48 s. Il est le troisième Européen derrière le Polonais Henryk Szost, 9e, et l'Italien Ruggero Pertile, 10e et partenaire d'entraînement de Röthlin. L'Obwaldien est satisfait de sa performance : « Onzième, ce n'est pas une catastrophe. C'est même une chance extraordinaire pour moi. Je suis très content ».
| Athlète        | Épreuve          | Séries      | Séries      | Demi-finales | Demi-finales | Finale          | Finale       |
| Athlète        | Épreuve          | Résultat    | Rang        | Résultat     | Rang         | Résultat        | Rang         |
| -------------- | ---------------- | ----------- | ----------- | ------------ | ------------ | --------------- | ------------ |
| Reto Schenkel  | 200 mètres       | 20 s 98     | 41e         | Non qualifié | Non qualifié | Non qualifié    | Non qualifié |
| Alex Wilson    | 200 mètres       | 20 s 57     | 15e q       | 20 s 85      | 21e          | Non qualifié    | Non qualifié |
| Kariem Hussein | 400 mètres haies | Non partant | Non partant | Non partant  | Non partant  | Non partant     | Non partant  |
| Viktor Röthlin | Marathon         | NC          | NC          | NC           | NC           | 2 h 12 min 48 s | 11e          |

##### Femmes

###### Courses
Sur le 100 mètres haies, la Bernoise de 18 ans Noemi Zbären termine sixième de sa série en 13 s 33. C'est le 27e temps au total. Éliminée lors de cette course, elle aurait dû battre son record de six centièmes pour atteindre les demi-finales. Elle est satisfaite : « Je n'ai trouvé le bon rythme qu'après la deuxième haie. Cela ne s'est ensuite pas trop mal passé ».
Lors de la course de 200 mètres, Lea Sprunger est quatrième de sa série avec un temps de 23 s 27, à 19 centièmes de son record personnel. 30e sur 52 au total, elle ne se qualifie pas pour les demi-finales. La Vaudoise n'est pas déçue : « Je pensais pouvoir courir plus rapidement, car j'avais vraiment eu de bonnes sensations lors des deux derniers entraînements avant de venir à Londres. Ce n'est pas le temps que j'espérais. Mais il faut positiver. Je réussis quand même mon deuxième temps de la saison, ce n'est pas si mal ».
Michelle Cueni, Mujinga Kambundji, Ellen Sprunger et Lea Sprunger courent le relais 4 × 100 mètres. Elles réalisent le 7e temps de la première demi-finale, et le 13e temps au total, ce qui ne suffit pas pour atteindre la finale. Leur résultat de 43 s 54 est à trois centièmes du record de Suisse. Lea Sprunger déclare après la course : « Nous espérions forcément mieux car nous avions les jambes et que l'ambiance est magique dans ce stade. Nous avons cependant donné le meilleur de nous-mêmes, et le chrono n'est pas décevant en soi ».
Lors du marathon déroulé sous la pluie, Maja Neuenschwander est 72e au milieu du parcours. Elle gagne 19 places et termine 53e en 2 h 34 min 50 s, ce qui correspond à son troisième meilleur temps personnel. La Bernoise estime avoir « fait une bonne course ».
| Athlète                                                                                     | Épreuve               | Séries   | Séries | Demi-finales  | Demi-finales  | Finale          | Finale         |
| Athlète                                                                                     | Épreuve               | Résultat | Rang   | Résultat      | Rang          | Résultat        | Rang           |
| ------------------------------------------------------------------------------------------- | --------------------- | -------- | ------ | ------------- | ------------- | --------------- | -------------- |
| Noemi Zbären                                                                                | 100 mètres haies      | 13 s 33  | 27e    | Non qualifiée | Non qualifiée | Non qualifiée   | Non qualifiée  |
| Lea Sprunger                                                                                | 200 mètres            | 23 s 27  | 30e    | Non qualifiée | Non qualifiée | Non qualifiée   | Non qualifiée  |
| Michelle Cueni Jacqueline Gasser Mujinga Kambundji Clélia Reuse Ellen Sprunger Lea Sprunger | Relais 4 × 100 mètres | 43 s 54  | 13e    | NC            | NC            | Non qualifiées  | Non qualifiées |
| Maja Neuenschwander                                                                         | Marathon              | NC       | NC     | NC            | NC            | 2 h 34 min 50 s | 53e            |

###### Concours
La perchiste Nicole Büchler commence son concours par un saut de 4,10 m réussi au troisième essai. Après avoir passé 4,25 m au premier essai, elle échoue trois fois à 4,40 m dans un fort vent. Elle obtient le 25e rang, alors que les 12 meilleures athlètes sont qualifiées pour la finale. La Bernoise n'est pas satisfaite de son résultat : « C'est une grosse déception. Ce concours est le reflet de ma saison : je manque de constance ».
Dans des conditions difficiles, Irene Pusterla termine à la 25e place sur 30 du concours de saut en longueur. Elle saute à 6,20 m, alors que 20 centimètres supplémentaires sont nécessaires pour accéder à la finale. La Tessinoise est loin de son record de Suisse établi à 6,84 m. « Le vent tournait, changeait à chaque saut. J'ai eu de la peine à régler mon élan. Ça m'énerve de ne pas avoir réussi à sauter parce que je me sentais en forme ». Elle dit cependant avoir gagné « une expérience importante ».
| Athlète        | Épreuve          | Qualification | Qualification | Finale        | Finale        |
| Athlète        | Épreuve          | Distance      | Rang          | Distance      | Rang          |
| -------------- | ---------------- | ------------- | ------------- | ------------- | ------------- |
| Nicole Büchler | Saut à la perche | 4,25 m        | 25e           | Non qualifiée | Non qualifiée |
| Irene Pusterla | Saut en longueur | 6,20 m        | 25e           | Non qualifiée | Non qualifiée |

###### Heptathlon
Ellen Sprunger commence bien son heptathlon, puisqu'elle améliore son record personnel sur le 100 mètres haies lors de la première épreuve avec un temps de 13 s 35, soit le 11e rang. Après une 28e place au saut en hauteur, à un centimètre de son record, et un 32e rang au lancer du poids, elle réussit un deuxième record personnel sur 200 mètres. Son temps de 23 s 59 la place au 4e rang. Son score intermédiaire de 3661 points est le meilleur de sa carrière : « C'était une première journée presque parfaite. Je suis contente que les haies se soient bien passées, et j'ai bien négocié les moments délicats. Il y a eu énormément d'émotions ». La deuxième journée d'Ellen Sprunger se passe moins bien. Elle reste en dessous de ses meilleurs résultats lors du saut en longueur, où elle obtient une 24e place, et du lancer du javelot, où elle se place au 18e rang. Sur 800 mètres, elle est 21e à plus de 4 secondes de son record : « Je suis déçue de ma course, de finir comme ça mon hepta ». Son score total est de 6107 points, à 17 points de son record. Elle est au 19e rang de la compétition. La Vaudoise est satisfaite : « Je crois que j'ai réalisé une superbe performance malgré tout. J'ai rêvé de ce moment si souvent : être sur la piste olympique ces deux jours était simplement incroyable »,, !
| Athlète        | Épreuve  | 100 H   | SH     | LP      | 200 m   | SL     | LJ      | 800 m         | Total |
| -------------- | -------- | ------- | ------ | ------- | ------- | ------ | ------- | ------------- | ----- |
| Ellen Sprunger | Résultat | 13 s 35 | 1,71 m | 12,62 m | 23 s 59 | 5,88 m | 45,63 m | 2 min 17 s 54 | 6107  |
| Ellen Sprunger | Points   | 1072    | 867    | 702     | 1020    | 813    | 776     | 857           | 6107  |
| Ellen Sprunger | Rang     | 11e     | 28e    | 32e     | 4e      | 24e    | 18e     | 21e           | 19e   |

### Aviron

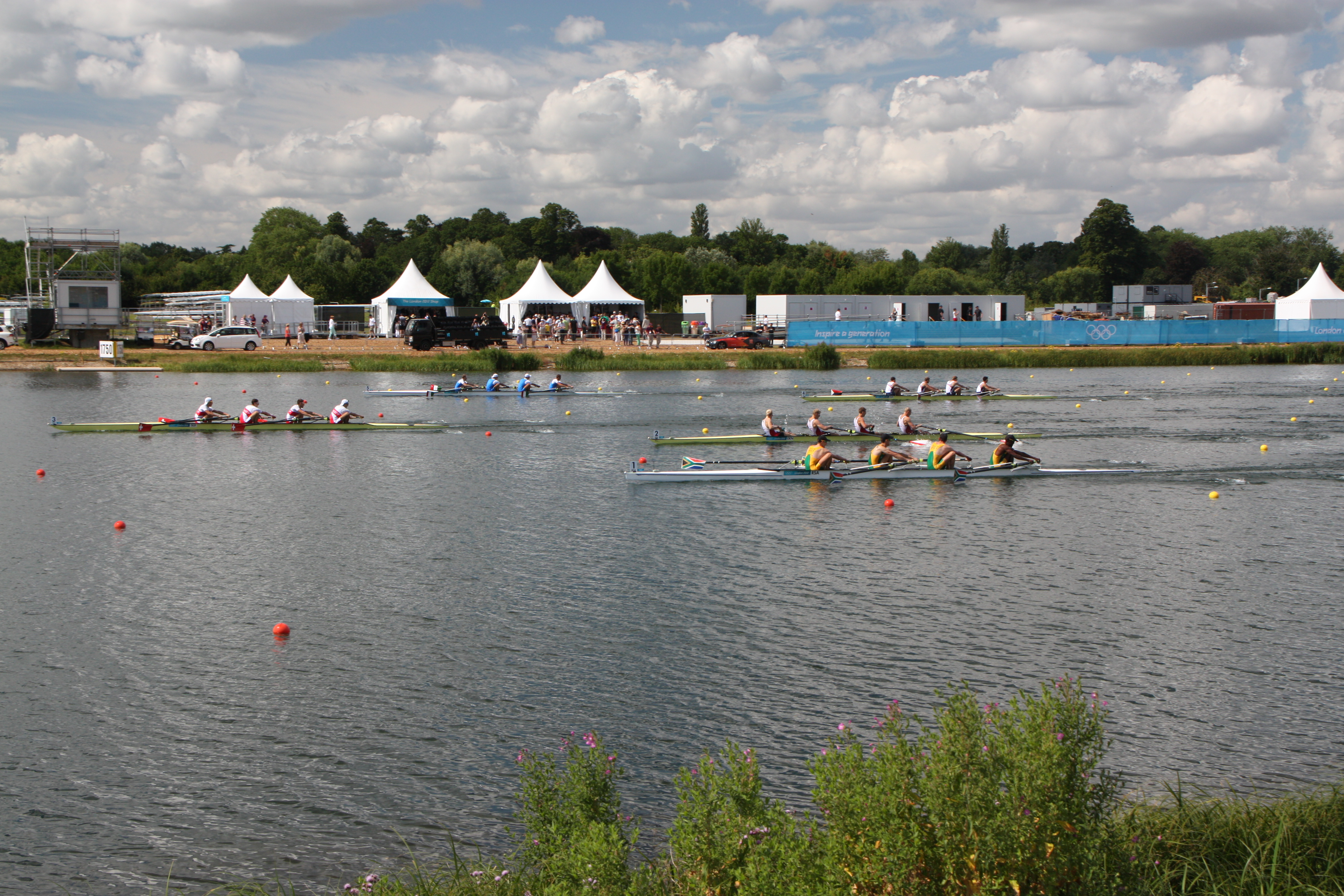
Dans la compétition du quatre sans barreur poids légers, le bateau suisse, à gauche sur la photo, remporte sa série.

Deux bateaux masculins suisses participent aux Jeux olympiques. Les Lucernois Mario Gyr et Simon Schürch, le Zurichois Simon Niepmann et le Genevois Lucas Tramèr prennent part à la compétition de quatre sans barreur poids légers. C'est une jeune équipe, puisque sa moyenne d'âge est de 24 ans
. Simon Schürch occupe la position de rameur de proue et Mario Gyr est le chef de nage. Ils ont notamment été médaillés de bronze aux Championnats d'Europe en 2010, huitièmes aux Championnats du monde la même année et sixièmes des Championnats du monde en 2011. Ces quatre rameurs participent tous pour la première fois aux Jeux olympiques,,,. À Londres, ils espèrent une médaille : « C'est notre rêve. Ambitieux mais réaliste. Nous avons décroché le bronze aux championnats d’Europe en 2010 et ces dernières années, dans les principales compétitions internationales, nous nous sommes propulsés jusqu’à la 4e place »… Le Vaudois Augustin Maillefer, le Thurgovien Nico Stahlberg et les Lucernois Florian Stofer et André Vonarburg participent à la compétition de quatre de couple. Vonarburg, âgé de 34 ans, participe à ses quatrièmes Jeux olympiques. Il a obtenu un 5e rang en quatre de couple en 2000, un 8e rang en skiff en 2004 et un 9e rang également en skiff en 2008. Stofer, âgé de 31 ans, occupe la position de rameur de proue. Il prend part aux Jeux pour la deuxième fois après un 8e rang en quatre de couple en 2004. Maillefer, âgé de 19 ans et chef de nage, et Stahlberg, âgé de 20 ans, y participent pour la première fois,. Stahlberg, Stofer et Vonarburg ont notamment obtenu ensemble le neuvième rang des Championnats du monde en 2011 avec Jérémy Maillefer, le frère d'Augustin blessé pendant l'hiver précédant les Jeux. Leur but est de finir parmi les huit meilleurs bateaux à Londres.

#### Qualification
En quatre de couple et en quatre sans barreur poids légers, 13 bateaux sont qualifiés pour les Jeux olympiques, dont 11 lors des Championnats du monde 2011. Le bateau suisse de quatre sans barreur poids légers, sixième, et celui de quatre de couple, neuvième, sont donc qualifiés.

#### Résultats
Aux qualifications, les trois meilleurs bateaux des trois séries sont qualifiés directement pour les demi-finales. Le bateau suisse de quatre sans barreur poids légers remporte la sienne comptant cinq bateaux en terminant les 2 000 mètres du parcours en 5 min 53 s 56. C'est le troisième temps total. Dans sa demi-finale regroupant six bateaux, il est aussi premier après 500 et après 1 000 mètres, avant de se faire dépasser par les Britanniques. Il est deuxième de sa course en 6 min 0 s 97, à 1 s 29 des meilleurs. C'est aussi le deuxième temps total des demi-finales. Les trois meilleurs bateaux de chaque demi-finale vont dans la finale A, attribuant les places 1 à 6, alors que les trois derniers vont dans la finale B attribuant les places 7 à 12. En allant à la finale A, les Suisses ont mathématiquement une chance sur deux de remporter une médaille et sont assurés de remporter un diplôme. Ils ont déjà battu au moins une fois tous leurs adversaires à l'exception des Britanniques et visent une médaille. Lucas Tramèr prévoit que « Ça se jouera au mental. Nous sommes les plus jeunes parmi tous les bateaux en lice, nous n'aurons rien à perdre ». Environ une heure et demie avant la finale, un vent latéral se lève. Alors que les Suisses sont programmés sur la ligne 2, très exposée au vent, la fédération suisse demande que les lignes soient réattribuées d'après le classement des demi-finales pour que les meilleurs bateaux, dont les Suisses, deuxièmes, ne soient pas désavantagés. Cette requête est refusée par les organisateurs. Les Suisses prennent un bon départ avant de perdre du terrain sur leurs concurrents. Quatrième après 500 mètres, ils sont cinquièmes après 1 000 mètres, comme à l'arrivée. Leur temps est de 6 min 9 s 30, soit 6 s 46 de plus que les champions olympiques. Les Suisses pensent avoir été désavantagés. Lucas Tramèr estime que « Nous n’avons pas eu de chance. Nous ne voulons pas nous plaindre mais c’est la faute à la météo, c’est flagrant ». Simon Schürch décrit leurs sentiments : « Pour le moment, la déception l’emporte. Nous voulions réussir aujourd’hui la course de notre vie et nous n’y sommes pas parvenus »,,.
Le bateau de quatre de couple, quant à lui, termine à la quatrième et dernière place de sa série lors des qualifications. Son temps de 5 min 45 s 13 est le 11e sur 13 bateaux au total. Les trois meilleurs étant directement qualifiés pour les demi-finales, les Suisses doivent passer par une épreuve de repêchage qualifiant trois bateaux sur les quatre participants. Les Suisses, deuxièmes après 500 mètres, sont ensuite troisièmes avec un temps de 5 min 45 s 13. Lors de leur demi-finale comptant six bateaux et disputée avec un vent contraire, ils sont cinquièmes après 500 mètres et se font dépasser. Avec le temps de 6 min 19 s 64, ils sont douzièmes et derniers des demi-finales à plus de 16 secondes des meilleurs. Ils disputent la finale B, où les places finales 7 à 12 sont attribuées. Sixièmes après 500 mètres, ils reviennent à la cinquième place après 1 000 mètres. Les athlètes helvétiques sont sixièmes en 6 min 4 s 37 et ont le douzième rang final. Ils sont déçus de ce résultat.
| Athlète                                                          | Compétition                      | Séries        | Séries | Repêchage     | Repêchage | Demi-finales  | Demi-finales | Finales      | Finales |
| Athlète                                                          | Compétition                      | Temps         | Rang   | Temps         | Rang      | Temps         | Rang         | Temps        | Rang    |
| ---------------------------------------------------------------- | -------------------------------- | ------------- | ------ | ------------- | --------- | ------------- | ------------ | ------------ | ------- |
| Mario Gyr Simon Niepmann Simon Schürch Lucas Tramèr              | Quatre sans barreur poids légers | 5 min 53 s 56 | 3e     | NC            | NC        | 6 min 0 s 97  | 2e           | 6 min 9 s 30 | 5e      |
| Augustin Maillefer Nico Stahlberg Florian Stofer André Vonarburg | Quatre de couple                 | 5 min 45 s 13 | 11e    | 5 min 44 s 90 | 3e        | 6 min 19 s 64 | 12e          | 6 min 4 s 37 | 12e     |

### Badminton

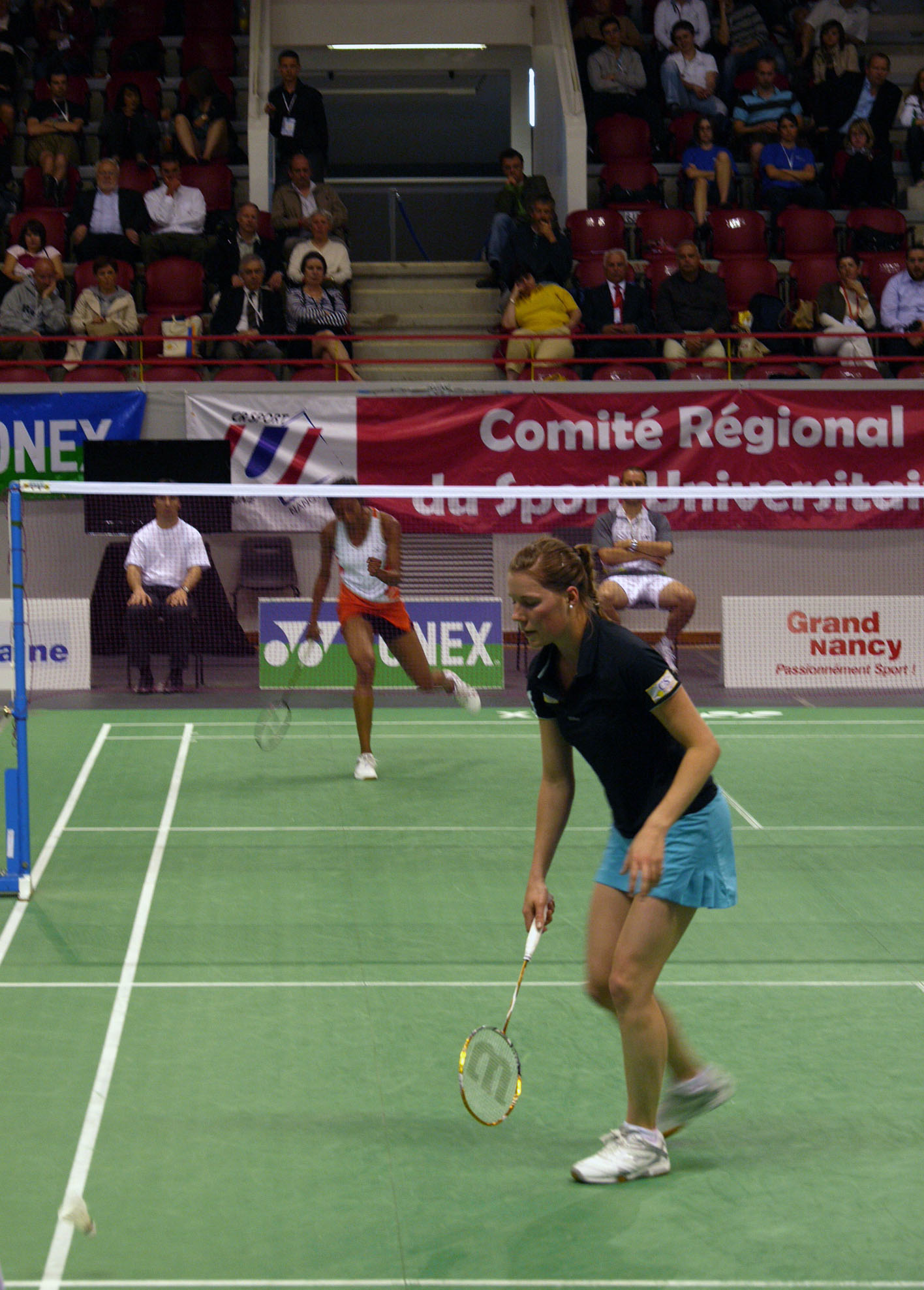
Sabrina Jaquet, ici en 2011 au premier plan, participe à ses premiers Jeux olympiques.

Sabrina Jaquet est la seule représentante de la Suisse en badminton. La Neuchâteloise de 25 ans participe pour la première fois aux Jeux olympiques. Elle a notamment terminé à la cinquième place des Championnats d'Europe de badminton 2012. Pour ses premiers Jeux, Sabrina Jaquet espère atteindre les huitièmes de finale.

#### Qualification
Le critère pour déterminer le nombre de places attribuées à chaque pays est le classement au 3 mai 2012 publié par la Fédération internationale de badminton. Il prend en compte les résultats entre le  2 mai 2011 et le 29 avril 2012. Grâce à ces résultats, la Suisse obtient une place pour le tournoi en simple dames. Le 11 mai, Swiss Olympic annonce avoir choisi Sabrina Jaquet pour représenter la Suisse. À ce moment-là, Sabrina Jaquet est, avec son 68e rang mondial, la deuxième Suissesse derrière la Valaisanne Jeanine Cicognini, qui la devance de 27 places. Juste avant les Jeux, il n'y a plus qu'un écart de quatre places entre les deux.

#### Résultats
Le tournoi commence par une phase de 16 groupes de deux ou trois joueuses. La gagnante du groupe est qualifiée pour les huitièmes de finale. Sabrina Jaquet affronte d'abord la Belge Lianne Tan, 55e mondiale. Elle perd ce match, avec des résultats de 21-16 à chaque set. La Suissesse ne mène qu'une fois au score : à 7-6 dans la deuxième manche, et perd les quatre points suivants. Elle défie ensuite l'Indienne Saina Nehwal, qui est moins à sa portée, puisqu'elle est placée au 5e rang mondial. Sabrina Jaquet s'incline par 21-9 et 21-4 en seulement 22 minutes. Elle exprime sa déception en déclarant : « Cela fait très mal de quitter les Jeux d'une telle façon, même si j'ai vécu une incroyable expérience. Contre Tan, je savais que je pouvais gagner. Mais je me suis mis trop de pression sur les épaules. Cela a affecté ma prestation. Et face à Nehwal, je n'avais pas récupéré mentalement. Je ne me sentais déjà pas bien avant le match ».
| Athlète        | Compétition  | Phase de groupe                                | Phase de groupe                                | Phase de groupe | 8e de finale     | Quarts de finale | Demi-finales     | Finale        | Finale        |
| Athlète        | Compétition  | Adversaire Score                               | Adversaire Score                               | Rang            | Adversaire Score | Adversaire Score | Adversaire Score | Rang          |               |
| -------------- | ------------ | ---------------------------------------------- | ---------------------------------------------- | --------------- | ---------------- | ---------------- | ---------------- | ------------- | ------------- |
| Sabrina Jaquet | Simple dames | Battue par Lianne Tan (BEL) 2-0 (21-16, 21-16) | Battue par Saina Nehwal (IND) 2-0 (21-9, 21-4) | 3               | Non qualifiée    | Non qualifiée    | Non qualifiée    | Non qualifiée | Non qualifiée |

### Canoë-kayak

#### Slalom

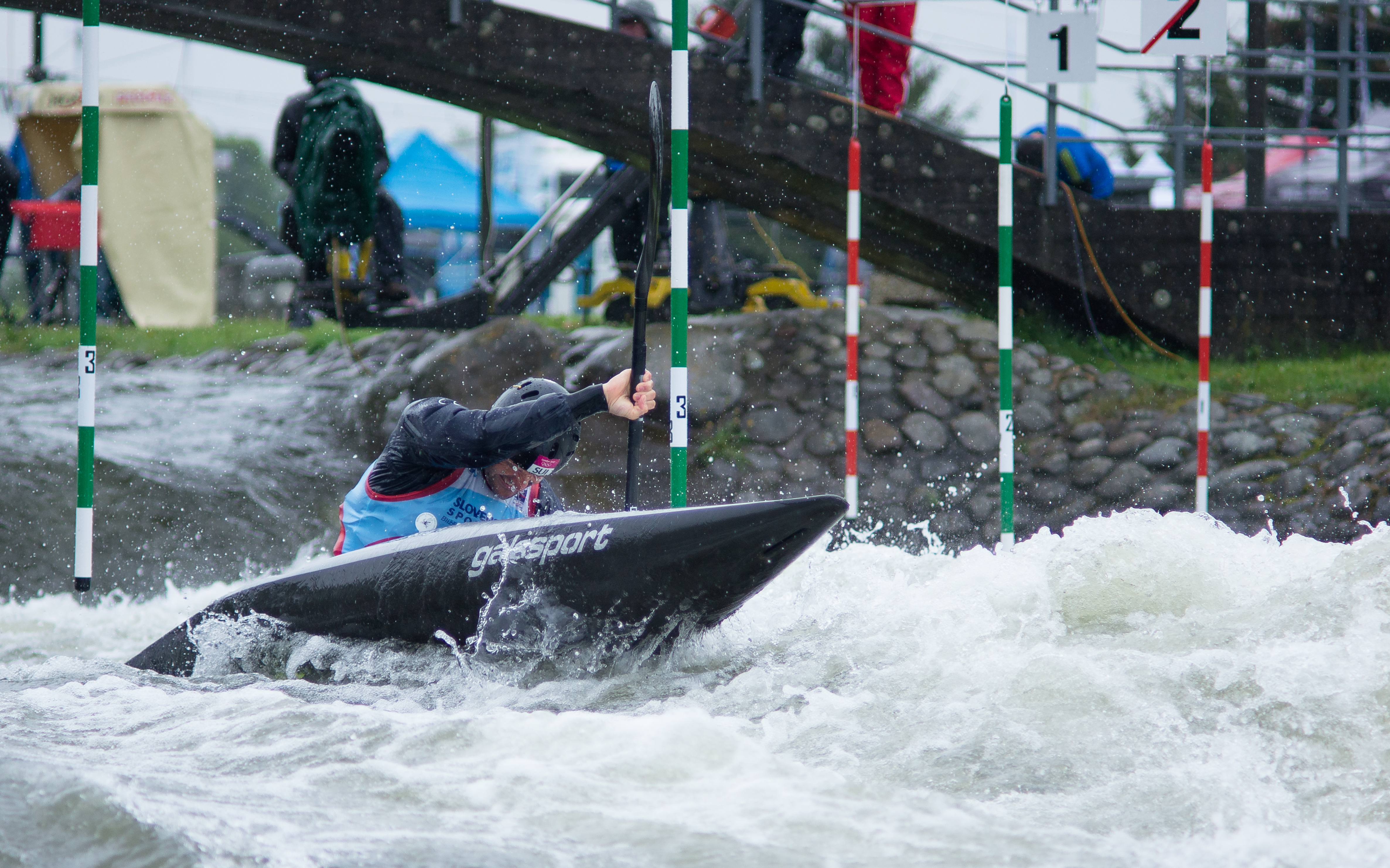
Mike Kurt, ici en 2016, participe à ces troisièmes Jeux olympiques

Deux Suisses participent aux épreuves de slalom en kayak monoplace : Mike Kurt et Elise Chabbey. Mike Kurt a été deuxième de la coupe du monde de slalom en 2007 et en 2010. Après une 20e place aux Jeux de 2004 et une 17e place à ceux de 2008, il espère faire mieux : « J'ai investi quatre ans supplémentaires pour gagner. Je ne suis pas ici pour faire du tourisme. J'ai investi beaucoup d'argent pour être performant et j'ai tout dans mon sac à dos pour mettre la médaille ». La jeune Elise Chabbey participe quant à elle pour la première fois. Avant les Jeux, elle déclare : « Ça va juste être énorme. J’ai encore l’impression de rêver depuis que j’ai décroché ma qualification ».

##### Qualification
Pour les épreuves de kayak monoplace, les 15 meilleurs athlètes des championnats du monde 2011, à Bratislava, en Slovaquie, sont qualifiés pour les Jeux olympiques. Mike Kurt, quatorzième, est donc qualifié. Elise Chabbey se place à la 46e place. Pour se qualifier aux Jeux olympiques, elle participe aux Championnats d'Europe 2012 où des places sont attribuées aux deux meilleurs athlètes venant de pays qui n'ont pas encore de sportif qualifié dans l'épreuve. Elise Chabbey prend de justesse la deuxième place qualificative.

##### Résultats
Mike Kurt commence bien ses Jeux olympiques. Le Bernois se qualifie pour les demi-finales en prenant la 6e place des éliminatoires, alors que les 15 premiers sont qualifiés. Après avoir réussi son départ en demi-finale et bien passé les premières portes, il reçoit 50 secondes de pénalité pour en avoir manqué une. Il finit 13e sur 15, alors que les 10 meilleurs athlètes vont en finale. Déçu, il explique : « J'ai entendu un bruit suspect. J'ai vite senti que je manquais de puissance. J'ai douté pendant une fraction de seconde et j'ai manqué une porte. À l'arrivée, j'ai compris que ma pagaie avait heurté un « caillou ». Ce genre d'incident n'arrive jamais, je ne peux pas y croire. Je suis triste pour les gens qui ont embarqué avec moi. Après 20 ans de carrière, j'avais la chance de finir comme je l'ai toujours voulu. Voilà, c'est raté »,.
Elise Chabbey réussit moins bien les éliminatoires que son compatriote. Après une pénalité de 50 secondes pour avoir manqué une porte dans la première manche, la Genevoise de 19 ans ne réussit pas à se qualifier malgré une deuxième manche meilleure que la première mais dans laquelle elle fait aussi des erreurs. Elle se classe 20e et avant-dernière, alors que les 15 premières places mènent aux demi-finales. « Dommage. Ces Jeux n’étaient pas vraiment planifiés pour moi, mais c’est super d’avoir pu y participer à 19 ans. J’ai essayé de profiter au maximum et de me forger une expérience »,.
| Athlète       | Compétition | Éliminatoires | Éliminatoires | Éliminatoires | Éliminatoires | Éliminatoires | Éliminatoires | Demi-finales  | Demi-finales  | Finale        | Finale        | Total         | Rang          |
| Athlète       | Compétition | Course 1      | Rang          | Course 2      | Rang          | Meilleur      | Rang          | Temps         | Rang          | Score         | Rang          | Total         | Rang          |
| ------------- | ----------- | ------------- | ------------- | ------------- | ------------- | ------------- | ------------- | ------------- | ------------- | ------------- | ------------- | ------------- | ------------- |
| Mike Kurt     | K1 hommes   | 88,14         | 3e            | 88,48         | 5e            | 88,14         | 6e            | 147,35        | 13e           | Non qualifié  | Non qualifié  | Non qualifié  | Non qualifié  |
| Elise Chabbey | K1 femmes   | 162,92        | 17e           | 126,46        | 18e           | 126,46        | 20e           | Non qualifiée | Non qualifiée | Non qualifiée | Non qualifiée | Non qualifiée | Non qualifiée |

### Cyclisme

#### Cyclisme sur route

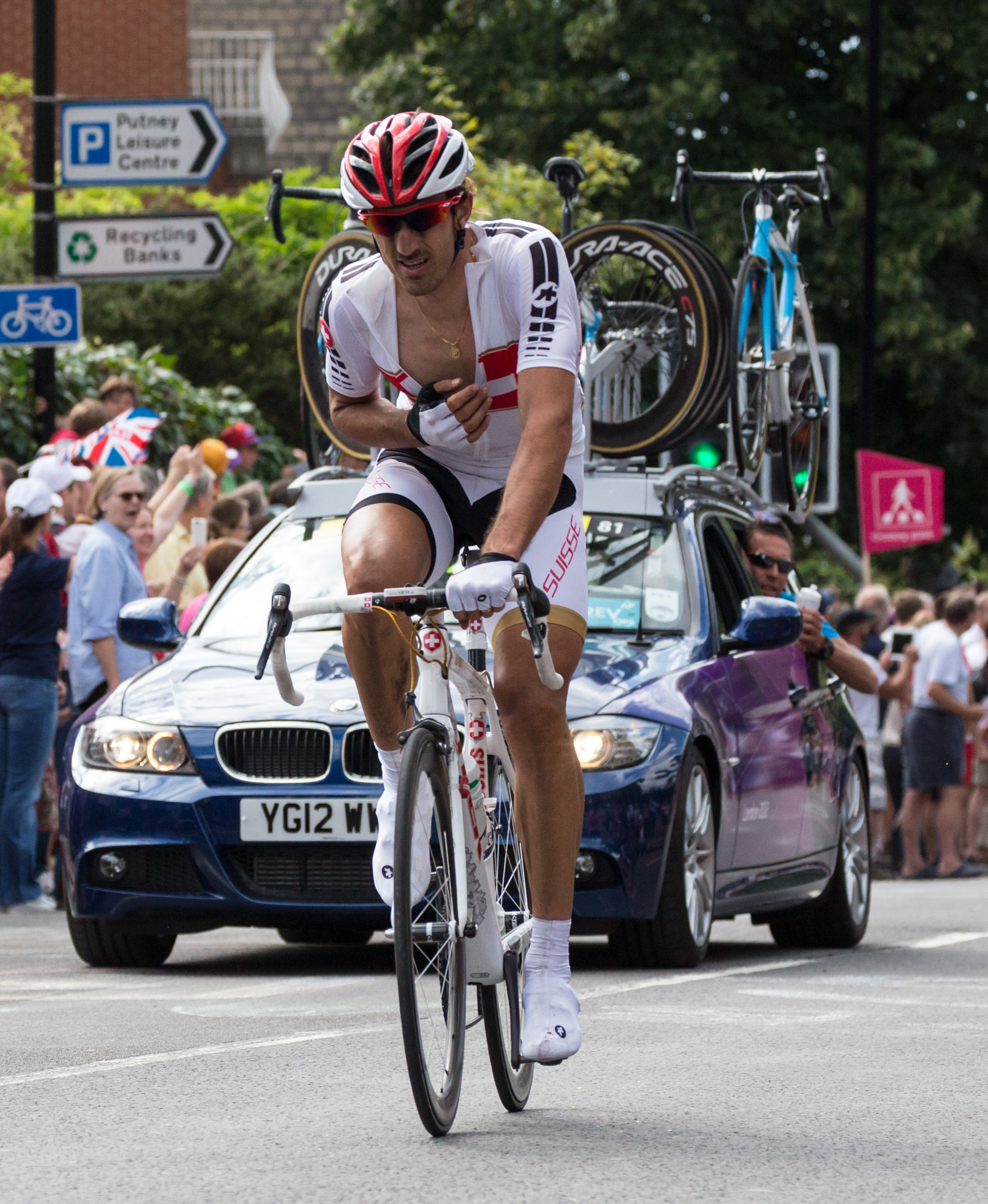
Fabian Cancellara à 8 kilomètres de l'arrivée de la course en ligne, après sa chute.

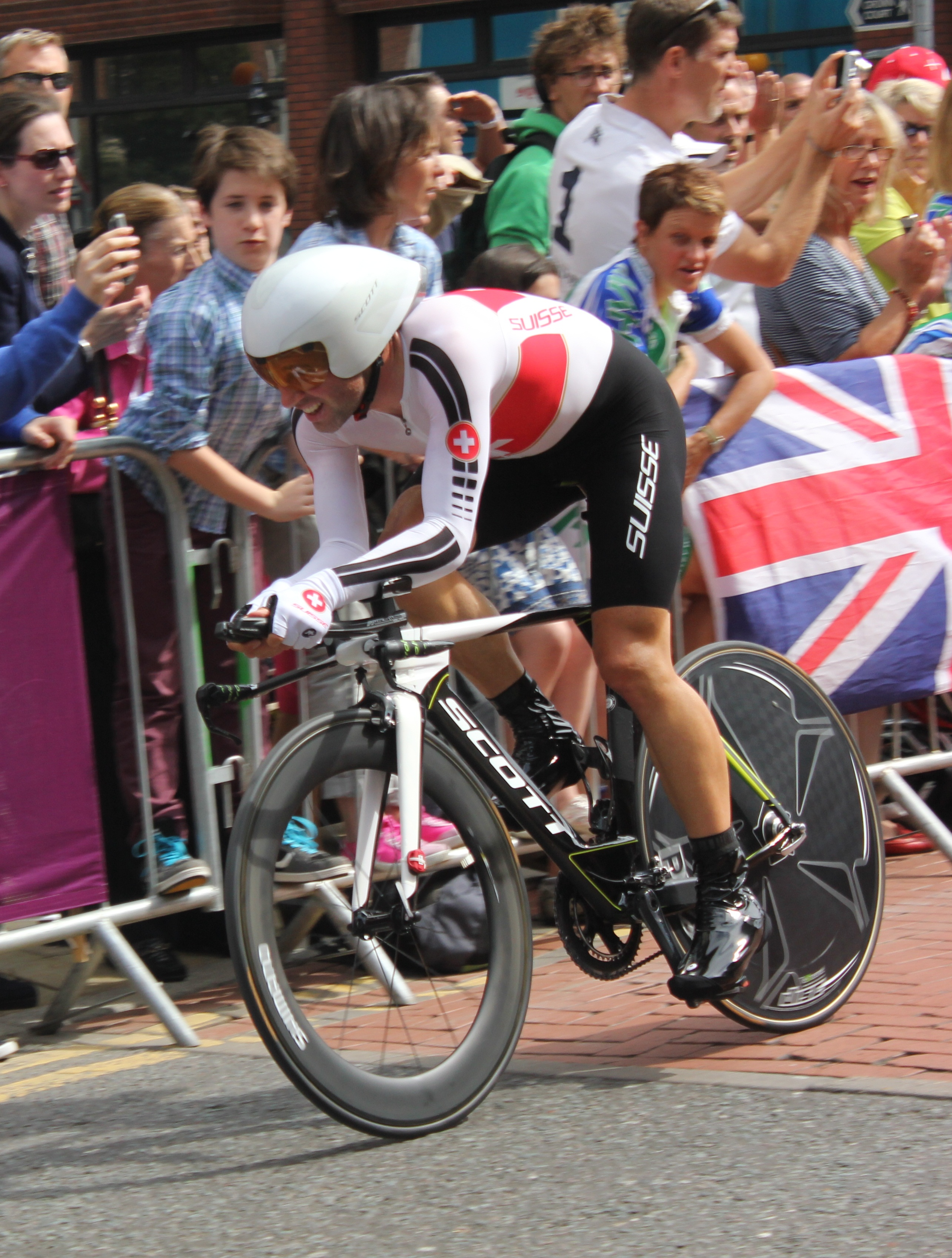
Michael Albasini pendant le contre-la-montre.

Cinq coureurs représentent la Suisse aux compétitions de cyclisme sur route. Fabian Cancellara et Michael Albasini participent à la course en ligne et au contre-la-montre et Martin Elmiger, Grégory Rast et Michael Schär sont alignés à la course en ligne uniquement. Fabian Cancellara, champion olympique en titre du contre-la-montre et également médaillé d'argent sur la course en ligne à Pékin, et 10e du contre-la-montre à Athènes, participe à ces troisièmes Jeux olympiques. Ce sont les deuxièmes Jeux pour Elmiger, qui a terminé 29e à la course en ligne et Rast, qui a abandonné en 2004,, alors qu'Albasini et Schär sont alignés aux Jeux pour la première fois,.
Après avoir remporté le prologue du Tour de France 2012, porté le maillot jaune pendant sept jours et quitté la compétition pour assister à la naissance de son deuxième enfant en juillet, Fabian Cancellara est ambitieux avant la course en ligne : « Tout le monde rêve de la médaille d'or. La 2e et la 3e place sont cependant importantes aux JO. Certains sont même là simplement pour tenter d'accrocher l'argent ou le bronze. Mais, moi, je suis là pour donner le meilleur de moi-même afin de m'imposer ». Alors qu'il a obtenu l'argent seul à Pékin, le Bernois peut compter sur ses quatre équipiers pour l'aider pendant la course à Londres.

##### Qualification
Les 10 premiers pays du classement UCI World Tour 2011 peuvent envoyer cinq cyclistes à la course en ligne. Grâce à son 10e rang, la Suisse obtient cinq places.
Pour le contre-la-montre, chacune des 15 premières nations du classement UCI World Tour 2011 obtient une place. Le 10e rang de la Suisse lui en attribue donc une. Les 10 premiers coureurs du classement individuel des Championnats du monde de cyclisme sur route 2011 ont aussi une place. Fabian Cancellara, troisième, offre une deuxième place à la Suisse. La Suisse a deux places, ce qui est le nombre maximal de cyclistes par nation.

##### Course en ligne
Les Suisses gèrent bien la course, longue de 250 kilomètres. Michael Schär roule souvent en tête pour son leader. Après plus de 200 kilomètres, Fabian Cancellara se trouve dans le groupe de tête, composé de 30 coureurs, et a réussi à laisser plusieurs favoris, dont les Britanniques Bradley Wiggins et Mark Cavendish, derrière lui. À 16 kilomètres de l'arrivée, alors que « Spartacus » est bien placé, il chute dans un virage mal négocié. Les espoirs de médaille s'envolent. Il ne subit pas de fracture, mais il souffre de contusions et d'hématomes à l'épaule, à l'endroit de sa clavicule cassée en avril lors d'une autre chute. Il se relève et termine la course avec six minutes de retard sur Alexandre Vinokourov, champion olympique. Gregory Rast, meilleur Suisse, est huitième. Les Suisses sont évidemment très déçus. Cancellara ne parle à personne après la course, mais écrit sur le réseau social Twitter : « Les mots me manquent et mes larmes sont plus fortes que la douleur ». Plus tard, dans un communiqué, il annonce être « déçu et fâché d'être tombé de la sorte ». Alors que Michael Schär dit avoir eu de très bonnes jambes et qu'il était là pour Fabian, il déclare : « On a fait le maximum et toute l'équipe a été formidable ». Martin Elmiger regrette : « On est malchanceux, mais c'est la vie ». À ce moment-là, Cancellara n'est pas sûr de pouvoir défendre son titre au contre-la-montre, qui a lieu quatre jours plus tard.

##### Contre-la-montre
La veille de la course, Fabian Cancellara décide de prendre le départ du contre-la-montre. Après les 7 premiers kilomètres du parcours qui en compte 44, le Bernois occupe le troisième rang provisoire. Mais, toujours diminué physiquement, il perd du temps et finit à la septième place avec plus de deux minutes de retard sur le Britannique Bradley Wiggins, médaillé d'or dans son pays. Des douleurs sont apparues dès le premier virage : « Je n'arrivais pas à appuyer sur mon guidon ». Cancellara n'est pas déçu de sa performance, contrairement à celle de la course en ligne : « J'avais plus de chances de perdre que de gagner, mais finalement, j'ai le sentiment d'avoir plus gagné que perdu. J'ai donné le maximum et je peux me montrer content avec ce résultat ». Michael Albasini est 30e, à environ six minutes de Wiggins.
| Athlète           | Compétition               | Temps           | Rang |
| ----------------- | ------------------------- | --------------- | ---- |
| Michael Albasini  | Course en ligne masculine | 5 h 46 min 47 s | 96e  |
| Michael Albasini  | Contre-la-montre masculin | 56 min 38 s 38  | 30e  |
| Fabian Cancellara | Course en ligne hommes    | 5 h 51 min 40 s | 106e |
| Fabian Cancellara | Contre-la-montre hommes   | 52 min 53 s 71  | 7e   |
| Martin Elmiger    | Course en ligne hommes    | 5 h 46 min 37 s | 57e  |
| Grégory Rast      | Course en ligne hommes    | 5 h 46 min 5 s  | 8e   |
| Michael Schär     | Course en ligne hommes    | 5 h 46 min 37 s | 87e  |

#### VTT

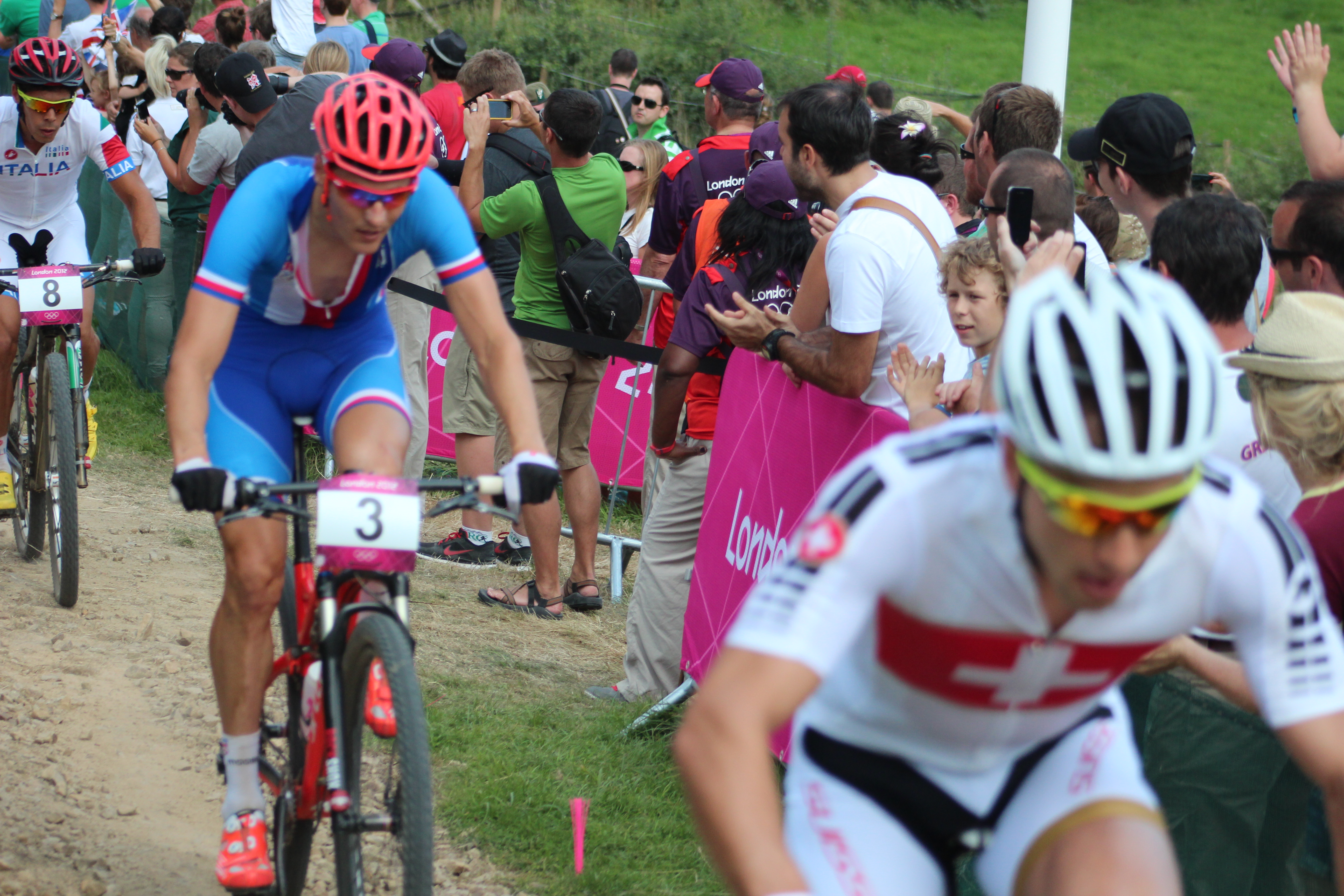
Nino Schurter devant Jaroslav Kulhavý et Marco Aurelio Fontana.

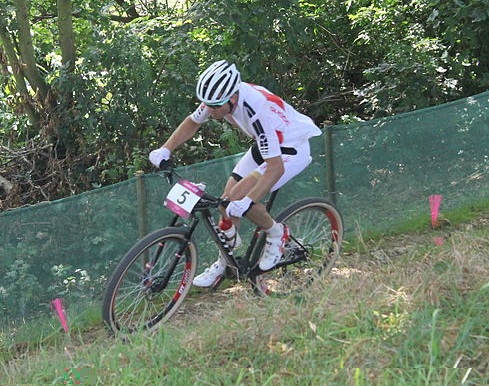
Florian Vogel.

Cinq athlètes représentent la Suisse lors des épreuves de VTT : Ralph Näf, Nino Schurter, Florian Vogel, Katrin Leumann et Esther Süss. Médaillé de bronze en 2008 à l'âge de 22 ans, Nino Schurter participe pour la deuxième fois aux Jeux olympiques. Champion du monde en 2009 et vice-champion du monde en 2011, il a remporté le classement général de la Coupe du monde de VTT 2012. À Londres, estimant que la piste, « très nerveuse », lui convient bien, il vise le titre olympique : « Je veux réussir la course parfaite ». Plusieurs fois champion d'Europe, Ralph Näf participe aussi pour la deuxième fois aux Jeux après une sixième place en 2004. Champion d'Europe en 2008 et plusieurs fois médaillé aux Championnats du monde, Florian Vogel en est également à ces deuxièmes Jeux après un abandon en 2008. Ralph Näf explique : « Nino est pleinement concentré sur son sujet. Il est notre leader. Florian et moi devons lui laisser le champ libre ».
Chez les dames, Katrin Leumann, championne d'Europe en 2010, participe aux Jeux pour la deuxième fois après une 19e place en 2004. Esther Süss, vice-championne d'Europe en 2012, participe aux Jeux olympiques pour la première fois. Leurs ambitions sont moins élevées. Leurs Jeux seraient réussis avec une place parmi les huit meilleures.

##### Qualification
L'équipe suisse masculine de VTT est première du classement pour la qualification olympique de l'UCI. Grâce à cette place parmi les cinq meilleurs pays, Swiss Olympic peut sélectionner trois athlètes. Nino Schurter est déjà choisi en septembre 2011 pour sa deuxième place aux Championnats du monde. En mai 2012, Swiss Olympic choisit donc deux coureurs parmi les cinq autres athlètes ayant atteint les critères de sélection suisses : Ralph Näf et Florian Vogel ainsi que Christoph Sauser, médaillé de bronze olympique en 2000 et 12e du classement UCI en mai, Fabian Giger, 7e, et Lukas Flückiger, 8e. Näf et Vogel sont finalement retenus et les trois autres athlètes, malgré leurs bons résultats, ne vont pas aux Jeux olympiques,. L'équipe suisse féminine et troisième du classement pour la qualification olympique de l'UCI. Cette place parmi les huit meilleurs pays donne deux places pour les Jeux olympiques. La sélection de Swiss Olympic est plus simple que chez les hommes : Katrin Leumann et Esther Süss sont les seules à atteindre ses critères.

##### Résultats
Dès le premier tour de la course masculine, le Français Julien Absalon, champion olympique en 2004 et 2008, est lâché à cause d'une crevaison et un groupe se forme à l'avant avec Nino Schurter, le Tchèque Jaroslav Kulhavý et l'Italien Marco Fontana. Rejoints par deux autres coureurs ensuite lâchés, ce trio reste en tête jusqu'au dernier des sept tours. Nino Schurter passe une grande partie de la course en première position, malgré les attaques du Tchèque. Au dernier tour, Marco Fontana est lâché après avoir perdu sa selle lors d'une attaque de Jaroslav Kulhavy dans la plus longue montée. Encore en tête à 200 mètres de l'arrivée, Schurter se fait dépasser quand Kulhavy prend un virage par l'intérieur. Plus puissant dans le sprint final, Kulhavy gagne la course avec seulement une seconde d'avance sur Schurter,,. Le Grison décrit sa course : « J'ai pris un départ idéal, attaquant dès le premier tour pour contrôler la course à l'avant. Ma course fut parfaite, jusqu'à 200 mètres de la ligne d'arrivée. J'ai alors pensé que je pourrais m'imposer. Cela aurait été superbe de remporter une épreuve si serrée. J'aurais pu lui fermer la porte dans le dernier virage, mais cela n'aurait pas été fair-play ». Il est d'abord déçu : « J'espère pouvoir me réjouir de cette médaille demain, mais il est clair que j'étais très déçu dans un premier temps ». Ralph Näf et Florian Vogel ne finissent qu'aux 18e et 25e places.
Après 10 des 29,3 kilomètres de parcours dans la course féminine, Esther Süss est 10e. Elle accélère et atteint la sixième place au milieu du parcours. Elle prend la cinquième place en dépassant la Britannique Annie Last, qui ralentit. Elle n'est cependant à aucun moment proche du podium. Cinquième après le premier tour, Katrin Leumann est huitième à mi-parcours. Victime d'une crevaison, elle finit à la 19e place. Süss est satisfaite de sa performance : « J’ai pris beaucoup de plaisir lors de cette course ». En revanche, Leumann regrette son incident : « C’est dommage, car j’étais en forme et en confiance »,.
| Athlète        | Compétition              | Temps           | Rang                               |
| -------------- | ------------------------ | --------------- | ---------------------------------- |
| Ralph Näf      | Cross-country VTT hommes | 1 h 32 min 58 s | 18e                                |
| Nino Schurter  | Cross-country VTT hommes | 1 h 29 min 8 s  | Médaille d'argent, Jeux olympiques |
| Florian Vogel  | Cross-country VTT hommes | 1 h 34 min 36 s | 25e                                |
| Katrin Leumann | Cross-country VTT femmes | 1 h 38 min 23 s | 19e                                |
| Esther Süss    | Cross-country VTT femmes | 1 h 32 min 46 s | 5e                                 |

#### BMX
Le Zurichois de 31 ans Roger Rinderknecht représente la Suisse lors des épreuves de BMX. Vice-champion du monde de Four Cross en 2011, il a orienté sa saison 2012 vers le BMX pour participer aux Jeux olympiques. C'est sa deuxième participation aux Jeux après une élimination aux demi-finales en 2008. En BMX, il a aussi été 18e aux championnats du monde en 2011 et en 2012. À Londres, son objectif est d'atteindre la finale.

##### Qualification
Le premier critère de qualification, qui qualifie des cyclistes des 11 meilleurs pays du classement UCI au 28 mai 2012, ne qualifie aucun Suisse. Le deuxième critère permet aux six meilleurs pays des Championnats du monde de BMX 2012 qui n'ont pas reçu de place grâce au premier critère de sélectionner un athlète pour les Jeux olympiques. Roger Rinderknecht prend la deuxième de ces six places grâce à son 18e rang.

##### Résultats
Lors des séries servant à répartir les athlètes dans les quarts de finale, Roger Rinderknecht atteint la 23e place sur 32 coureurs, à 1 s 839 du meilleur. Aligné dans la troisième série des quarts de finale, il termine troisième, cinquième, troisième, quatrième et troisième sur huit. Il est quatrième du classement général de la série, un point devant le cinquième. Il atteint de justesse les demi-finales, puisque les 4 meilleurs sont qualifiés. Lors de la première manche des demi-finales, il est pris dans une chute collective et termine septième. Ensuite pénalisé par un mauvais couloir de départ, il termine septième et cinquième des manches suivantes, ce qui le place à la septième place sur huit de sa demi-finale, loin des quatre places qualificatives pour la finale. Le Zurichois est très déçu : « J'ai manqué mon but. Une demi-finale aux Jeux ne vaut rien. Je suis très déçu, même s'il est possible que je retire des éléments positifs de cette aventure olympique d'ici à quelques semaines ».
| Athlète            | Compétition | Qualifications | Qualifications | Quarts de finale | Quarts de finale | Quarts de finale | Quarts de finale | Quarts de finale | Repêchages | Repêchages | Repêchages | Repêchages | Demi-finales | Demi-finales | Demi-finales | Demi-finales | Demi-finales | Finale       | Finale       |
| Athlète            | Compétition | Résultat       | Rang           | Manche 1         | Manche 2         | Manche 3         | Total            | Rang             | Manche 4   | Manche 5   | Total      | Rang       | Manche 1     | Manche 2     | Manche 3     | Total        | Rang         | Résultat     | Rang         |
| ------------------ | ----------- | -------------- | -------------- | ---------------- | ---------------- | ---------------- | ---------------- | ---------------- | ---------- | ---------- | ---------- | ---------- | ------------ | ------------ | ------------ | ------------ | ------------ | ------------ | ------------ |
| Roger Rinderknecht | BMX hommes  | 39 s 618       | 23e            | 3                | 5                | 3                | 11               | 3e               | 4          | 3          | 18         | 4e         | 7            | 7            | 5            | 19           | 7e           | Non qualifié | Non qualifié |

### Équitation

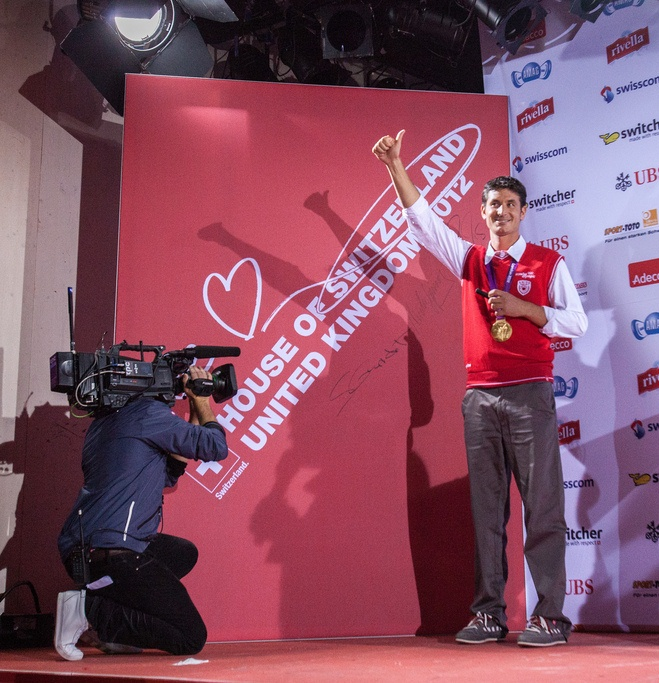
Steve Guerdat célèbre sa médaille d'or à la Maison de la Suisse.

#### Saut d'obstacles
Quatre athlètes suisses participent à l'épreuve de saut d'obstacle par équipe et en individuel : Paul Estermann, Steve Guerdat, Werner Muff et Pius Schwizer. Steve Guerdat participe pour la troisième fois aux Jeux olympiques. En 2004, il s'est classé 50e en individuel et 5e par équipe. En 2008, il a été 10e en individuel et a obtenu la médaille de bronze par équipe. Il a aussi eu la troisième place de la coupe du monde en individuel en 2007, le titre de champion d'Europe par équipe en 2009 et la deuxième place de la coupe du monde en individuel en 2012. Pius Schwizer est à ses deuxièmes Jeux olympiques. Il a aussi été médaillé de bronze par équipe en 2008, et il s'est classé 23e en individuel. Également champion d'Europe par équipe en 2009, il a été deuxième à la Coupe du monde en 2010 et troisième en 2012 en individuel. Paul Estermann et Werner Muff participent quant à eux pour la première fois aux Jeux olympiques,. À Londres, Steve Guerdat espère remporter une médaille. Il estime qu'« on est 15 pour trois médailles, la chance fait partie du sport » et il pense que Nino des Buissonnets, « un génie », est le meilleur cheval qu'il ait jamais monté. Pius Schwizer est ambitieux : « Carlina et moi avons tout pour réaliser une grande performance. La jument est en grande forme, je ne l'ai que très peu alignée durant la saison en extérieur. Si chacun fait son travail, nous remporterons une médaille par équipes et moi également en individuel ».

##### Qualification
L'équipe suisse, composée de Steve Guerdat, Beat Mändli, Clarissa Crotta et Pius Schwizer, termine sixième des Championnats d'Europe de saut d'obstacle par équipe en 2011. Les trois meilleures équipes, l'Allemagne, la France et la Grande-Bretagne, étaient déjà qualifiées pour les Jeux olympiques lors Jeux équestres mondiaux de 2010 ou par le fait d'être la nation hôte. La Suisse prend donc une des trois places attribuées aux Championnats d'Europe. Les athlètes qualifiés en équipe le sont aussi en individuel. En juin, après le Grand Prix de Rotterdam, Swiss Olympic choisit la Tessinoise Clarissa Crotta pour concourir aux Jeux olympiques avec Steve Guerdat, Pius Schwizer et Werner Muff. À la suite de ses bons résultats, Paul Estermann est choisi pour participer aux Jeux à la place de Clarissa Crotta.

##### Résultats
Au premier tour, Steve Guerdat, Paul Estermann et Werner Muff réussissent un sans-faute. Pius Schwizer, 60e avec huit points de pénalité, se qualifie de justesse pour le tour suivant. Paul Estermann réalise un nouveau sans-faute au deuxième tour et Steve Guerdat et Werner Muff, 17e avec quatre points, sont aussi qualifiés. Pius Schwizer fait aussi un sans-faute. Les huit points du tour précédent le placent à la 31e place et le font passer à nouveau tout près de l'élimination. Au troisième tour, Guerdat, avec quatre points, Estermann, avec huit points et Schwizer après un nouveau sans-faute sont 11e avec huit points au total et se qualifient pour la finale. Werner Muff, qui fait 12 points, est 33e avec 16 points au total, a un résultat assez bon pour aller en finale, mais le maximum est de trois cavaliers par pays. Dans la première manche de la finale, Steve Guerdat, comme cinq autres cavaliers, fait un sans-faute. Pius Schwizer, 7e avec un point et Paul Estermann, 20e avec cinq points, se qualifient aussi pour la dernière manche. Au dernier tour, Pius Schwizer fait huit points. Avec les scores des deux manches, il est 12e avec neuf points. Paul Estermann fait à nouveau cinq points, et il est 17e avec dix points. Steve Guerdat réussit le seul sans-faute de cette manche et devient champion olympique : « J'ai dit pendant toute la semaine que mon cheval sautait de manière fantastique. J'avais un sentiment extraordinaire. Le cheval était sous contrôle, et j'étais confiant. Je savais que si je montais bien et que le chance revenait de mon côté, je pouvais faire deux sans-faute. Je n'ai rien lâché et me suis battu jusqu'au bout. C'est magnifique ». Il est le deuxième Suisse champion olympique de saut d'obstacle après Alphonse Gemuseus en 1924.
Le deuxième et le troisième tour de la compétition individuelle comptent comme le premier et le second tour de la compétition par équipe. Les résultats des trois meilleurs cavaliers de chaque équipe sont pris en compte à chaque manche. Au premier tour, Pius Schwizer et Paul Estermann font un sans-faute et leurs coéquipiers font quatre points. Le score de l'équipe est donc de quatre points, et elle est deuxième à égalité avec trois autres pays. Au second tour, Pius Schwizer, avec son sans-faute, Steve Guerdat avec quatre points et Paul Estermann avec huit points réalisent un total de 12 points. Leur total de 16 points les place à la quatrième place, à seulement deux points de l'équipe saoudienne, médaillée de bronze. Les cavaliers suisses sont très déçus d'être passés si près de la médaille de bronze. Steve Guerdat évoque le manque de chance sur une barre effleurée qui est finalement tombée et Pius Schwizer estime que « la 4e place reste un beau résultat ».
| Athlète                                                | Cheval               | Compétition | Qualification | Qualification | Qualification | Qualification | Qualification | Qualification | Qualification | Qualification | Finale       | Finale       | Finale       | Finale       | Finale       | Finale                         |
| Athlète                                                | Cheval               | Compétition | 1er tour      | 1er tour      | 2e tour       | 2e tour       | 2e tour       | 3e tour       | 3e tour       | 3e tour       | Finale A     | Finale A     | Finale B     | Finale B     | Total        | Total                          |
| Athlète                                                | Cheval               | Compétition | Pénalités     | Rang          | Pénalités     | Total         | Rang          | Pénalités     | Total         | Rang          | Pénalités    | Rang         | Pénalités    | Rang         | Pénalités    | Rang                           |
| ------------------------------------------------------ | -------------------- | ----------- | ------------- | ------------- | ------------- | ------------- | ------------- | ------------- | ------------- | ------------- | ------------ | ------------ | ------------ | ------------ | ------------ | ------------------------------ |
| Paul Estermann                                         | Castlefield Eclipse  | Individuel  | 0             | 1er           | 0             | 0             | 1er           | 8             | 8             | 11e           | 5            | 20e          | 5            | –            | 10           | 17e                            |
| Steve Guerdat                                          | Nino des Buissonnets | Individuel  | 0             | 1er           | (4)           | 4             | 17e           | 4             | 8             | 11e           | 0            | 1er          | 0            | –            | 0            | Médaille d'or, Jeux olympiques |
| Werner Muff                                            | Kiamon               | Individuel  | 0             | 1er           | 4             | 4             | 17e           | (12)          | 16            | 33e           | Non qualifié | Non qualifié | Non qualifié | Non qualifié | Non qualifié | Non qualifié                   |
| Pius Schwizer                                          | Carlina              | Individuel  | 8             | 60e           | 0             | 8             | 31e           | 0             | 8             | 11e           | 1            | 7e           | 8            | –            | 9            | 12e                            |
| Paul Estermann Steve Guerdat Werner Muff Pius Schwizer | Voir ci-dessus       | Par équipes | NC            | NC            | 4             | NC            | 2e            | 12            | 16            | 4e            | NC           | NC           | NC           | NC           | NC           | NC                             |

### Escrime

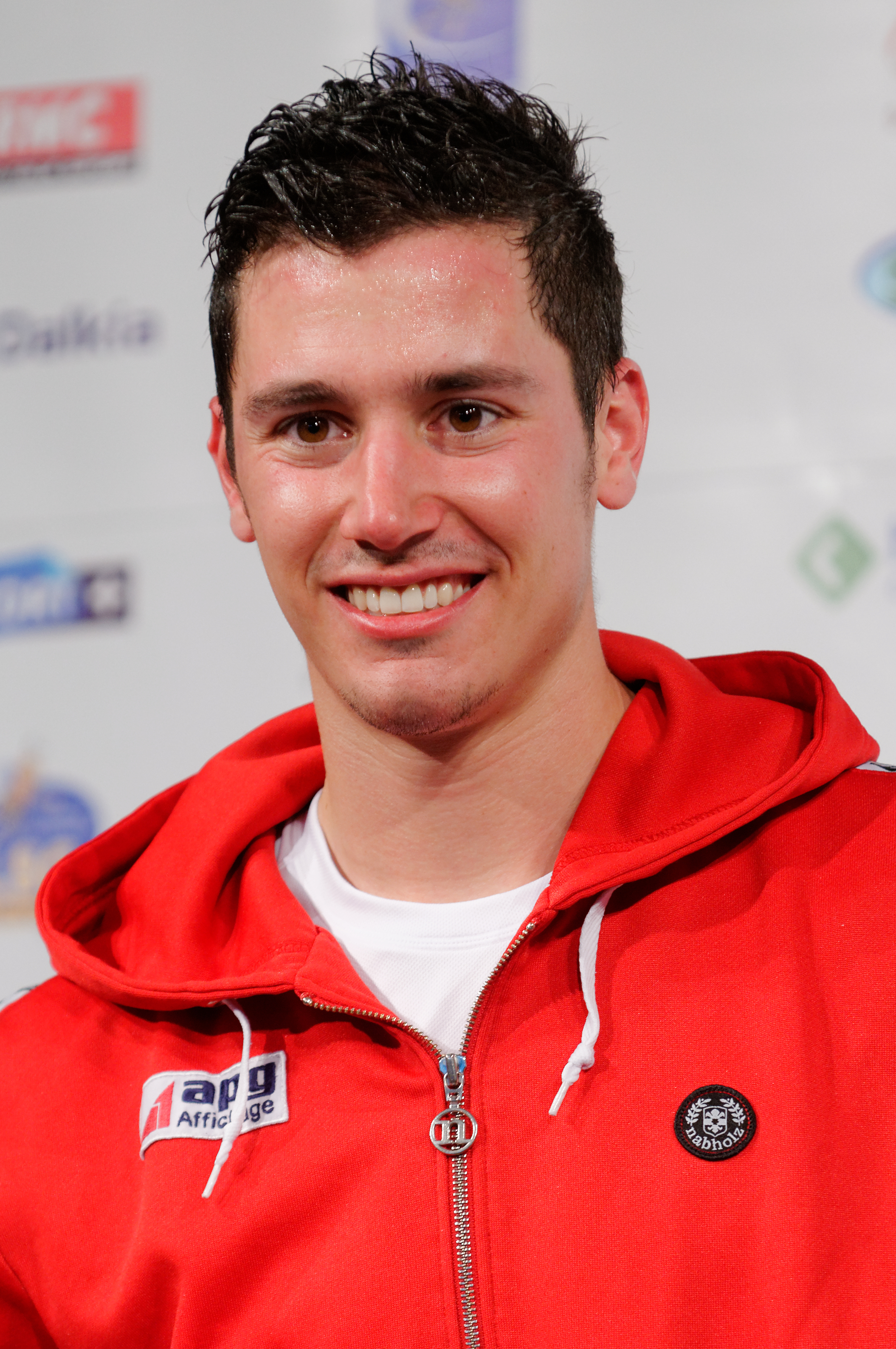
Fabian Kauter est numéro 2 mondial au début des Jeux olympiques.

Trois épéistes suisses participent aux Jeux olympiques. Il s'agit de la Valaisanne Tiffany Géroudet, du Bernois Fabian Kauter et du Schwytzois Max Heinzer. Tiffany Géroudet a notamment été championne d'Europe en 2011. Onzième aux Championnats du monde 2011 puis aux Championnats d'Europe 2012, elle est au 18e rang mondial après des moins bons résultats en début de saison,. Elle participe en 2012 à ses premiers Jeux olympiques et rêve d'une médaille. Max Heinzer, cinquième mondial au moment des Jeux, a notamment été troisième aux Championnats d'Europe en 2011 et en 2012. Il participe à ses premiers Jeux olympiques. À Londres, il est confiant : « Je me serais volontiers contenter du rôle d'outsider, mais j'ai prouvé, par le passé, que je suis capable de résister à la pression ». Fabian Kauter est quant à lui 2e mondial. Il s'est classé troisième aux Championnats du monde 2011. Également à ses premiers Jeux olympiques, il pense aussi avoir sa chance : « Mon adversaire ne me battra jamais si je suis en forme, souple et cool ».

#### Qualification
Pour l'épée masculine, les 12 meilleurs athlètes du classement mondial de la Fédération internationale d'escrime au 2 avril 2012 (au maximum deux par pays), les deux meilleurs de chaque zone au classement et les 10 meilleurs des qualifications olympiques sont qualifiés. Fabian Kauter va aux Jeux olympiques grâce à son 2e rang mondial et Max Heinzer grâce à son 6e rang mondial.
Pour l'épée féminine, les 24 escrimeuses participant à la compétition par équipe sont également qualifiées en individuel. Les 12 places restantes sont attribuées aux meilleures athlètes des zones au classement mondial et aux gagnantes des qualifications. Concernant l'Europe, les deux meilleures épéistes du continent au classement de la Fédération internationale d'escrime du 2 avril 2012 sont qualifiées pour les Jeux olympiques. Tiffany Géroudet, grâce à son 6e rang mondial, prend la première des deux places attribuées à l'Europe par le classement mondial.

#### Résultats
Exempte du premier tour, Tiffany Géroudet affronte en seizième de finale la Polonaise Magdalena Piekarska, quinzième mondiale. La Suissesse perd les deux premiers points, puis rattrape et dépasse de trois points Piekarska. La Polonaise revient et, après un score toujours très serré, mène 14-13. Géroudet marque les deux derniers points du combat et s'impose de justesse 15-14. 90 minutes plus tard en huitième de finale, elle est face à la Chinoise de 1 mètre 92 Sun Yujie, numéro un mondiale. Menée d'abord 6-2, la Valaisanne revient ensuite à 8-7, toujours menée au score. Quand Sun mène 10-8, un problème technique interrompt le combat pendant plusieurs minutes. Après cet arrêt, la Chinoise gagne cinq points pendant que son adversaire en obtient deux et remporte le combat 15-10,. Tiffany Géroudet déclare après le combat : « Je suis très déçue de sortir aussi prématurément. Je n'ai pas su prendre le dessus ».
Max Heinzer affronte en seizième de finale le Chilien Paris Inostroza. Il gagne 12 points de suite de 1-1 à 13-1 et s'impose très largement 15-2. Au tour suivant, il défie le Vénézuélien Rubén Limardo, qualifié pour son 13e rang mondial. Le Suisse mène d'abord 3-0 puis 4-1 avant de se faire rattraper et dépasser au score. Heinzer repasse devant et mène 10-9 avant de gagner un seul point pendant que son adversaire en obtient six pour remporter le combat 15-11. Limardo devient plus tard champion olympique. Le Schwytzois est très déçu : « Je ne peux pas imaginer que c'est fini ». L'entraîneur Angelo Mazzoni évoque une faiblesse tactique : « Il a fait l'erreur de gagner 3-0 et d'attendre derrière ».
Fabian Kauter, exempté du premier tour, affronte en huitième de finale le Français Yannick Borel, tête de série numéro 18. Mené au score dès le début, Kauter perd 10-3 avant de revenir à 14-11. Il perd le point suivant et, comme Max Heinzer, s'incline 15-11. Le Bernois déclare que « Le scénario du pire est arrivé. Tout ce qu'il était possible de faire faux aujourd'hui, je l'ai fait faux. J'étais comme un gamin sur la piste ». Il explique : « Mes flèches ne sont pas venues, mes touches à la main non plus et je n'ai touché qu'avec une ou deux parades ». Il se dit stressé par l'atmosphère des Jeux. Selon son entraîneur, Kauter a la technique pour gagner les Jeux, mais pas le mental : « Ici, ce n'est pas sa routine, il n'a pas osé ».
| Athlète          | Compétition                 | 1/32 de finale   | 1/16 de finale                      | 1/8 de finale                       | Quarts de finale | Demi-finales     | Finale           | Finale        |
| Athlète          | Compétition                 | Adversaire Score | Adversaire Score                    | Adversaire Score                    | Adversaire Score | Adversaire Score | Adversaire Score | Rang          |
| ---------------- | --------------------------- | ---------------- | ----------------------------------- | ----------------------------------- | ---------------- | ---------------- | ---------------- | ------------- |
| Max Heinzer      | Épée masculine individuelle | NC               | Bat Paris Inostroza (CHI) 15-2      | Battu par Rubén Limardo (VEN) 11-15 | Non qualifié     | Non qualifié     | Non qualifié     | Non qualifié  |
| Fabian Kauter    | Épée masculine individuelle | NC               | exempt                              | Battu par Yannick Borel (FRA) 11-15 | Non qualifié     | Non qualifié     | Non qualifié     | Non qualifié  |
| Tiffany Géroudet | Épée féminine individuelle  | exempte          | Bat Magdalena Piekarska (POL) 15-14 | Battue par Sun Yujie (CHN) 10-15    | Non qualifiée    | Non qualifiée    | Non qualifiée    | Non qualifiée |

### Football
L'équipe de Suisse masculine participe au tournoi olympique après avoir atteint la finale du Championnat d'Europe de football espoirs 2011. L’entraîneur Pierluigi Tami annonce que l'objectif de l'équipe suisse est d'atteindre les quarts de finale. Les Suisses affrontent l'équipe du Gabon, l'équipe du Mexique et l'équipe de Corée de Sud, qui se sont toutes qualifiées grâce à la première place de leur zone respective.

#### Qualification
En plus du pays organisateur, automatiquement qualifié, trois équipes européennes disputent le tournoi olympique. Les trois meilleures équipes du Championnat d'Europe de football espoirs 2011, au Danemark, sont qualifiées. L'équipe de Suisse obtient son billet pour les Jeux en terminant première de son groupe, puis en battant la République tchèque en demi-finale,. C'est la première fois que la Suisse se qualifie aux Jeux d'été dans un sport collectif depuis l'équipe masculine de handball en 1996.

#### Sélection
Le sélectionneur de l'équipe suisse espoirs, le Tessinois Pierluigi Tami, doit choisir 18 joueurs, dont 3 peuvent être âgés de plus de 23 ans. Plusieurs des joueurs qui permettent la qualification de la Suisse en 2011 ne sont pas présents au tournoi olympique. Le sélectionneur a de la peine à convaincre les dirigeants de clubs de libérer leurs joueurs. Il envisage même de retirer l’équipe du tournoi olympique. Gian Gilli, chef de la délégation suisse, se dit déçu des clubs ayant donné leur accord, et changé d'avis par la suite. Le buteur Xherdan Shaqiri, transféré en 2012 au Bayern Munich, est retenu par son club, tout comme Granit Xhaka, récemment arrivé au Borussia Mönchengladbach. Le gardien Yann Sommer reste aussi avec son club, le FC Bâle, pour les qualifications de la Ligue des champions,. Le défenseur Jonathan Rossini renonce quant à lui à participer. Les trois joueurs de plus de 23 ans sont le défenseur Timm Klose et l'attaquant Xavier Hochstrasser, âgés de 24 ans et participants à la qualification, ainsi que le gardien de 28 ans Diego Benaglio, qui remplace Sommer. Après ces changements et la réduction de l'effectif à 18 joueurs, seuls 10 des 23 joueurs finalistes de l'Euro participent aux Jeux olympiques.
| #  | Nom                 | Position  | Club                    | Âge | Joués | But inscrit | Averti | Carton jaune · Carton jaune · Carton rouge | Carton rouge |
| -- | ------------------- | --------- | ----------------------- | --- | ----- | ----------- | ------ | ------------------------------------------ | ------------ |
| 1  | Diego Benaglio      | Gardien   | VfL Wolfsbourg          | 28  | 3     | 0           | 0      | 0                                          | 0            |
| 18 | Benjamin Siegrist   | Gardien   | Aston Villa FC          | 20  | 0     | 0           | 0      | 0                                          | 0            |
| 3  | Fabio Daprelà       | Défenseur | Brescia Calcio          | 21  | 1     | 0           | 1      | 0                                          | 0            |
| 5  | François Affolter   | Défenseur | Werder Brême            | 21  | 1     | 0           | 1      | 0                                          | 0            |
| 6  | Alain Wiss          | Défenseur | FC Lucerne              | 21  | 2     | 0           | 0      | 0                                          | 0            |
| 13 | Ricardo Rodriguez   | Défenseur | VfL Wolfsbourg          | 19  | 3     | 0           | 0      | 0                                          | 0            |
| 15 | Timm Klose          | Défenseur | 1. FC Nuremberg         | 24  | 2     | 0           | 1      | 0                                          | 0            |
| 16 | Fabian Schär        | Défenseur | FC Bâle                 | 20  | 2     | 0           | 0      | 0                                          | 0            |
| 17 | Michel Morganella   | Défenseur | Novare Calcio           | 23  | 2     | 0           | 1      | 0                                          | 0            |
| 2  | Xavier Hochstrasser | Milieu    | FC Lucerne              | 24  | 2     | 0           | 1      | 0                                          | 0            |
| 4  | Oliver Buff         | Milieu    | FC Zurich               | 19  | 2     | 0           | 0      | 1                                          | 0            |
| 8  | Amir Abrashi        | Milieu    | Grasshopper Club Zurich | 22  | 3     | 0           | 0      | 0                                          | 0            |
| 9  | Fabian Frei         | Milieu    | FC Bâle                 | 23  | 3     | 0           | 0      | 0                                          | 0            |
| 10 | Pajtim Kasami       | Milieu    | Fulham FC               | 20  | 3     | 0           | 1      | 0                                          | 0            |
| 7  | Innocent Emeghara   | Attaquant | FC Lorient              | 23  | 3     | 1           | 1      | 0                                          | 0            |
| 11 | Admir Mehmedi       | Attaquant | Dynamo Kiev             | 21  | 3     | 1           | 0      | 0                                          | 0            |
| 12 | Josip Drmić         | Attaquant | FC Zurich               | 19  | 2     | 0           | 1      | 0                                          | 0            |
| 14 | Steven Zuber        | Attaquant | Grasshopper Club Zurich | 20  | 2     | 0           | 0      | 0                                          | 0            |

#### Résultats
Les 16 équipes du tournoi masculin sont réparties en quatre groupes dans lesquelles chaque équipe affronte les trois autres. Les deux meilleures équipes de chaque groupe sont qualifiées pour les quarts de finale. La Suisse est dans le groupe B avec le Gabon, la Corée du Sud et le Mexique.
La Suisse commence par affronter l'équipe du Gabon à Newcastle la veille de la cérémonie d'ouverture. Elle commence bien son match. À la 5e minute, une faute de Henri Ndong sur Innocent Emeghara permet à Admir Mehmedi d'ouvrir le score. L'équipe de Pierluigi Tami est supérieure pendant les 20 premières minutes. Le niveau des Suisses baisse ensuite, alors que celui des Gabonais augmente. Pierre-Emerick Aubameyang égalise alors qu'il se retrouve seul entre Timm Klose et Ricardo Rodriguez. Les Suisses ne se montrent plus dangereux après la mi-temps. Tami déclare après ce match : « Nous avons beaucoup souffert face à l’agressivité du Gabon. Nous n'avons pas su trouver le juste équilibre ». Les deux autres équipes font aussi un match nul.
Trois jours plus tard à Coventry, les Suisses sont face à l'équipe de Corée du Sud. Les Asiatiques dominent une rencontre longtemps fermée. Ils ouvrent la marque 57e minute par Park Chu-young. Les Suisses réagissent et Ricardo Rodriguez sert Innocent Emeghara qui égalise de la tête. Les espoirs suisses ne durent pas longtemps, puisque Kim Bo-kyung marque à la 64e avec une volée hors de portée de Diego Benaglio. Après cette nouvelle déception, les Suisses doivent battre les Mexicains par deux buts d'écart pour se qualifier pour les quarts de finale.
Le lendemain de cette rencontre, le défenseur suisse Michel Morganella, hué pendant le match, publie des propos insultants envers les Sud-Coréens sur le réseau social Twitter. Malgré ses excuses, Gian Gilli, chef de mission de la délégation suisse, annonce dans la soirée son exclusion du tournoi olympique. Il annonce : « Nous condamnons ces propos qui contredisent de façon injurieuse la Charte olympique du CIO et la charte éthique de Swiss Olympic ». Qualifiée de « comportement inexcusable » par René Fasel, président de la Fédération internationale de hockey sur glace et membre suisse du CIO, cette dérive est reprise par la presse internationale.
Le 1er août 2012, les Suisses jouent leur dernier match de groupe à Cardiff face au Mexique. Les Suisses jouent bien pendant la première mi-temps, mais peinent dans les 30 derniers mètres. Leur niveau baisse ensuite et le Mexicain Oribe Peralta marque à la 69e minute. Les Suisses ne reviennent pas au score. Ils n'ont pas les deux buts nécessaires à une qualification pour les quarts de finale, et sont donc éliminés.
Pierluigi Tami conclut ce tournoi olympique par ces phrases : « Il n'y a rien à dire. Le Mexique et la Corée du Sud méritent de passer ».
| Gabon-Suisse                 | Gabon | 1 - 1   | Suisse | St James' Park, Newcastle                      |                                                |
| 26 juillet 2012 18 h 15 CEST | Aubameyang 45e | (1 - 1) | Mehmedi 5e (pen.) | Spectateurs : 15 748 Arbitrage : Wilmar Roldán | Spectateurs : 15 748 Arbitrage : Wilmar Roldán |
| 26 juillet 2012 18 h 15 CEST | Rapport |         | | Spectateurs : 15 748 Arbitrage : Wilmar Roldán | Spectateurs : 15 748 Arbitrage : Wilmar Roldán |
| 26 juillet 2012 18 h 15 CEST | Ovono - N'Dong, Dinda - Boussoughou, Engonga, Madinda, N'Doumbou, Obiang, Tandjigora ( 49e) - Aubameyang, Nono ( 18e, 74e Meye) | Équipes | Benaglio - Klose ( 14e), Morganella, Rodriguez, Schär - Buff ( 32e, 78e), Frei, Hochstrasser - Emeghara ( 84e Abrashi), Mehmedi, Zuber ( 68e Kasami) | Spectateurs : 15 748 Arbitrage : Wilmar Roldán | Spectateurs : 15 748 Arbitrage : Wilmar Roldán |

| Corée du Sud-Suisse          | Corée du Sud | 2 - 1   | Suisse | City of Coventry Stadium, Coventry           |                                              |
| 29 juillet 2012 18 h 15 CEST | Park 57e · Kim B-k. 64e                                                                                               | (0 - 0) | Emeghara 60e | Spectateurs : 30 114 Arbitrage : Raúl Orosco | Spectateurs : 30 114 Arbitrage : Raúl Orosco |
| 29 juillet 2012 18 h 15 CEST | Rapport |         | | Spectateurs : 30 114 Arbitrage : Raúl Orosco | Spectateurs : 30 114 Arbitrage : Raúl Orosco |
| 29 juillet 2012 18 h 15 CEST | Jung - Hwang, Kim C-s., Kim Y-g., Yun - Ki, Kim B-k., Koo, Nam ( 61e Baek), Park J-w ( 68e) - Park C-g ( 71e, 73e Ji) | Équipes | Benaglio - Klose, Morganella ( 66e), Rodriguez, Schär - Abrashi, Frei, Kasami ( 1e, 85e Wiss) - Emeghara ( 88e), Mehmedi, Zuber ( 71e Drmić ( 92e)) | Spectateurs : 30 114 Arbitrage : Raúl Orosco | Spectateurs : 30 114 Arbitrage : Raúl Orosco |

| Mexique-Suisse             | Mexique | 1 - 0   | Suisse | Millennium Stadium, Cardiff                      |                                                  |
| 1er août 2012 18 h 00 CEST | Peralta 68e | (0 - 0) | | Spectateurs : 50 000 Arbitrage : Ravshan Irmatov | Spectateurs : 50 000 Arbitrage : Ravshan Irmatov |
| 1er août 2012 18 h 00 CEST | Rapport |         | | Spectateurs : 50 000 Arbitrage : Ravshan Irmatov | Spectateurs : 50 000 Arbitrage : Ravshan Irmatov |
| 1er août 2012 18 h 00 CEST | Corona - Chávez, Mier, Reyes, Salcido, Vidrio ( 46e I. Jiménez) - Aquino, Enríquez - dos Santos ( 84e R. Jiménez), Fabián ( 79e Ponce), Peralta | Équipes | Benaglio - Affolter ( 45+1e, Daprelà ( 39e, Klose, Rodriguez - Abrashi ( 76e Wiss), Frei, Kasami ( 85e Hochstrasser ( 87e)) - Emeghara, Mehmedi, Zuber ( 61e Drmić) | Spectateurs : 50 000 Arbitrage : Ravshan Irmatov | Spectateurs : 50 000 Arbitrage : Ravshan Irmatov |

| Rang | Équipe       | Pts | J | G | N | P | Bp | Bc | Diff |
| ---- | ------------ | --- | - | - | - | - | -- | -- | ---- |
| 1    | Mexique      | 7   | 3 | 2 | 1 | 0 | 2  | 0  | +2   |
| 2    | Corée du Sud | 5   | 3 | 1 | 2 | 0 | 2  | 1  | +1   |
| 3    | Gabon        | 2   | 3 | 0 | 2 | 1 | 1  | 3  | -2   |
| 4    | Suisse       | 1   | 3 | 0 | 1 | 2 | 2  | 4  | -2   |

|  | Qualifié pour les quarts de finale                                                                                 |
|  | Pts points ; G victoires ; N match nuls ; P défaites Bp buts marqués ; Bc buts encaissés ; Diff différence de buts |

### Gymnastique

#### Artistique
Deux athlètes suisses participent aux épreuves de gymnastique artistique : le Bernois de 26 ans Claudio Capelli et la Saint-Galloise de 18 ans Giulia Steingruber. Au concours général, Claudio Capelli s'est classé 16e aux Championnats du monde en 2005, 23e en 2006 et 19e en 2007. Il a fait des moins bons résultats lors de ses premiers Jeux olympiques en 2008, où il s'est placé 35e, et aux Championnats du monde en 2010 et 2011,. À Londres, son objectif est d'atteindre la finale. Notamment cinquième aux Championnats du monde en 2011 et troisième aux Championnats d'Europe en 2012 dans les concours de saut de cheval, Giulia Steingruber participe quant à elle à ses premiers Jeux olympiques. Bien que la finale de l'épreuve de saut de cheval, qui regroupe les huit meilleures athlètes, soit son principal objectif, elle espère aussi se qualifier pour la finale du concours général, où 24 athlètes sont qualifiées. Alors qu'une médaille « serait un rêve » pour elle, son entraîneur estime qu'avec la pression sur les favorites, tout deviendra possible si elle va en finale.

##### Qualification
Chez les hommes comme chez les femmes, les premiers qualifiés aux Jeux olympiques sont les athlètes des huit meilleures équipes et les médaillés individuels aux Championnats du monde en 2011 et les athlètes invités. Les autres participent aux épreuves de qualification ayant lieu en janvier 2012 à Londres, où les meilleurs athlètes du concours général sont qualifiés jusqu'à ce que le nombre de 98 hommes et 98 femmes qualifiés soit atteint. Chez les hommes, Claudio Capelli est 29e et Pascal Bucher est 53e. Swiss Olympic a le choix entre ces deux athlètes et retient Capelli. Du côté féminin, Giulia Steingruber est 7e avec le meilleur résultat au saut de cheval et Nadia Mülhauser est 54e. Swiss Olympic peut choisir les deux et retient Steingruber.

##### Résultats

###### Homme
Lors des qualifications, Claudio Capelli est 25e au sol et 26e au cheval d'arçons. Il obtient des moins bons résultats aux anneaux, où il est 49e, et au saut de cheval, où il est 52e après une petite erreur à la réception. Il est 38e aux barres parallèles et 22e à la barre fixe. Grâce à son score total de 87,598 points, il est 19e au classement du concours complet et se qualifie pour la finale, qui regroupe les 24 meilleurs gymnastes, avec un maximum de deux par pays. Le Bernois est satisfait : « Je suis surpris moi-même par ma prestation. Je suis resté très concentré tout au long du concours, sans jamais gamberger »,. En finale, il est 9e au sol, 7e au cheval d'arçons et 20e aux anneaux. Il pose un pied hors du tapis à la réception du saut de cheval et est 23e. Capelli est aussi 15e aux barres parallèles et 13e à la barre fixe. Son score total est de 87,314 points, soit un peu moins que lors des qualifications. Il est au 17e rang final, ce qui est le meilleur résultat d'un gymnaste suisse aux Jeux olympiques depuis la 11e place de Sepp Zellweger en 1984, lors du boycott des pays communistes,.
| Athlète         | Compétition                 | Qualifications | Qualifications | Qualifications | Qualifications | Qualifications | Qualifications | Qualifications | Qualifications | Finale    | Finale    | Finale     | Finale     | Finale     | Finale     | Finale | Finale |
| Athlète         | Compétition                 | Appareil       | Appareil       | Appareil       | Appareil       | Appareil       | Appareil       | Total          | Rang           | Appareil  | Appareil  | Appareil   | Appareil   | Appareil   | Appareil   | Total  | Rang   |
| Athlète         | Compétition                 | S              | CA             | A              | SC             | BP             | BF             | Total          | Rang           | S         | CA        | A          | SC         | BP         | BF         | Total  | Rang   |
| --------------- | --------------------------- | -------------- | -------------- | -------------- | -------------- | -------------- | -------------- | -------------- | -------------- | --------- | --------- | ---------- | ---------- | ---------- | ---------- | ------ | ------ |
| Claudio Capelli | Concours général individuel | 14,766 25e     | 14,133 26e     | 14,133 49e     | 15,200 52e     | 14,600 38e     | 14,766 22e     | 87,598         | 19e            | 14,866 9e | 14,366 7e | 14,166 20e | 14,566 23e | 14,850 15e | 14,500 13e | 87,314 | 17e    |

###### Femme
Lors des qualifications, Giulia Steingruber est 19e au premier saut de cheval, comptant aussi pour le concours général, avec 14,783 points. Au deuxième saut, comptant seulement pour concours de saut de cheval, elle tente pour la première fois en compétition une double vrille, mais chute à la réception. Elle a un score de 13,066 points, pour une moyenne de 13,924 points. Elle est 9e du concours du saut de cheval, alors que les huit meilleures vont en finale. Elle est déçue : « J'étais assez nerveuse, mais ce n'est pas une excuse ». Au sol, elle chute à la réception d'un salto et est 62e. Elle est aussi 48e aux barres asymétriques et 29e à la poutre. Grâce à un total de 54,715 et un 23e rang au concours complet, Giulia Steingruber se qualifie pour la finale,. La Saint-Galloise réussit mieux en finale. Elle est 6e au saut, 21e aux barres asymétriques, 11e à la poutre et 21e au sol. Son total est de 56,148 points, soit environ 1,5 point de plus qu'aux qualifications. Elle est 14e au total, ce qui est le meilleur résultat d'une gymnaste suisse depuis celui de Romi Kessler en 1984,,.
| Athlète            | Compétition                 | Qualifications | Qualifications | Qualifications | Qualifications | Qualifications | Qualifications | Finale        | Finale        | Finale        | Finale        | Finale        | Finale        |
| Athlète            | Compétition                 | Appareil       | Appareil       | Appareil       | Appareil       | Total          | Rang           | Appareil      | Appareil      | Appareil      | Appareil      | Total         | Rang          |
| Athlète            | Compétition                 | SC             | BA             | P              | S              | Total          | Rang           | SC            | BA            | P             | S             | Total         | Rang          |
| ------------------ | --------------------------- | -------------- | -------------- | -------------- | -------------- | -------------- | -------------- | ------------- | ------------- | ------------- | ------------- | ------------- | ------------- |
| Giulia Steingruber | Concours général individuel | 14,783 19e     | 13,266 48e     | 13,766 29e     | 12,900 62e     | 54,715         | 23e            | 15,116 6e     | 13,600 21e    | 14,166 11e    | 13,266 21e    | 56,148        | 14e           |
| Giulia Steingruber | Saut de cheval              | NC             | NC             | NC             | NC             | 13,924         | 9e             | Non qualifiée | Non qualifiée | Non qualifiée | Non qualifiée | Non qualifiée | Non qualifiée |

### Judo

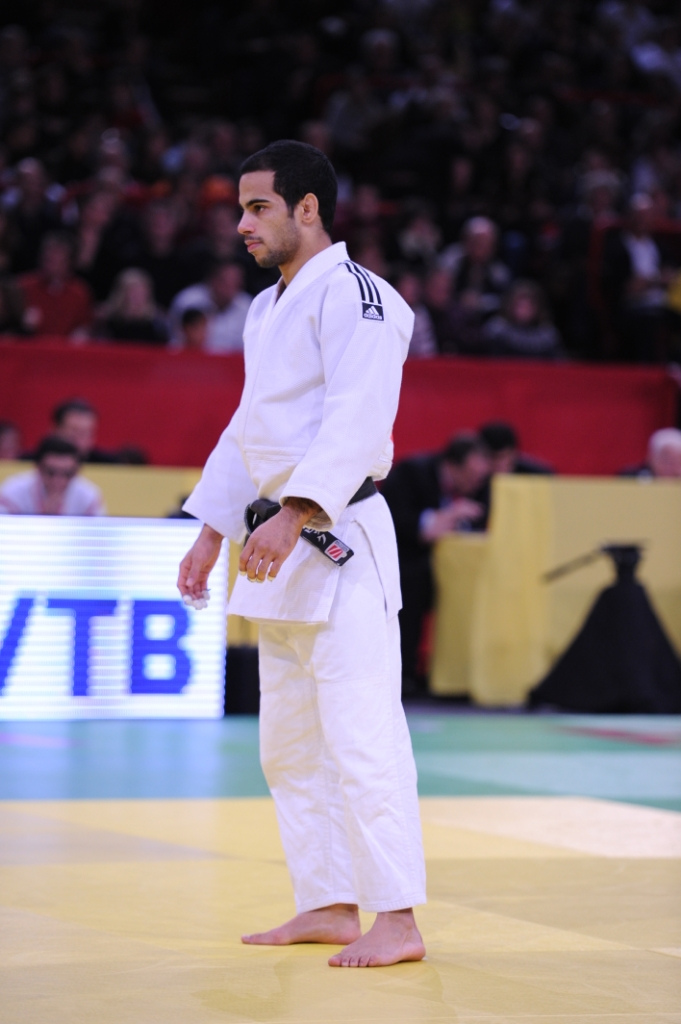
Ludovic Chammartin ici lors du Tournoi Grand Chelem de Paris en 2011, participe à ses premiers Jeux olympiques

Deux judokas représentent la Suisse à Londres : le Fribourgeois de 27 ans Ludovic Chammartin participe à la compétition masculine des moins de 60 kg et la Genevoise de 29 ans Juliane Robra à la compétition féminine des moins de 70 kg. Ils participent pour la première fois aux Jeux olympiques,. Troisième des Championnats d'Europe des moins de 23 ans en 2006, Ludovic Chammartin a été troisième à plusieurs épreuves de Coupe du monde et deuxième en Coupe d'Europe un mois avant les Jeux. À Londres, terminer dans les sept premiers serait pour lui une belle réussite. Vice-championne d'Europe des moins de 23 ans en 2005, Juliane Robra a été médaillée de bronze des Championnats d'Europe de judo en 2010 et en 2012. La Genevoise espère gagner une médaille, malgré le fait que tout puisse aller très vite.

#### Qualification
Les qualifications aux épreuves de judo sont basées sur le classement de la Fédération internationale de judo (IJF) au 1er mai 2012. Les 22 meilleurs hommes et les 14 meilleures femmes de chaque catégorie sont qualifiés, avec au maximum un athlète par pays dans chaque catégorie. Juliane Robra est sélectionnée grâce à son 12e rang. Cent places supplémentaires sont attribuées aux cinq continents d'après leur nombre de fédérations nationales. Les 25 Européens ayant le plus de points au classement IJF, toutes catégories confondues, sont aussi qualifiés. Ludovic Chammartin, 33e de sa catégorie avec 288 points, prend une de ces places,.

#### Résultats
Ludovic Chammartin entre dans la compétition au deuxième tour. Il affronte le Sud-Coréen Choi Gwang-Hyeon, double champion d'Asie et champion du monde militaire. Choi défend et marque le seul point du match par un Seoi-Nage après environ deux minutes. Ludovic Chammartin est donc éliminé pour un yuko après cinq minutes,. Le Fribourgeois explique qu'après un début pas terrible, Choi a marqué d'entrée et ensuite fermé le combat. Il est déçu : « Je pense qu'il me faudra quelques jours pour me remettre, parce que j'ai pris un gros coup. Cela fait quand même quatre ans que l'on prépare ça et perdre au premier tour, même si ce n'est pas une honte contre l'un des favoris, c'est une grosse déception ».
Également exempte du premier tour, Juliane Robra affronte la Sud-Coréenne Hwang Ye-Sul en huitième de finale. Elle perd un yuko et est sanctionnée pour inactivité. La Genevoise est également éliminée après un combat de cinq minutes. Elle explique : « Je n'ai pas été assez précise et je n'ai pas su faire la différence au niveau des accélérations. J'aurais dû davantage utiliser ma garde forte. Je l'ai trop laissée me tenir à distance ». Elle se dit triste, mais « heureuse d'avoir tout donné pour venir ici ».
| Athlète            | Compétition           | 1/32 de finale      | 1/16 de finale                             | 1/8 de finale                                 | Quarts de finale    | Demi-finales        | Repêchage 1         | Repêchage 2         | Finale              | Finale        |
| Athlète            | Compétition           | Adversaire Résultat | Adversaire Résultat                        | Adversaire Résultat                           | Adversaire Résultat | Adversaire Résultat | Adversaire Résultat | Adversaire Résultat | Adversaire Résultat | Rang          |
| ------------------ | --------------------- | ------------------- | ------------------------------------------ | --------------------------------------------- | ------------------- | ------------------- | ------------------- | ------------------- | ------------------- | ------------- |
| Ludovic Chammartin | Moins de 60 kg hommes | exempt              | Battu par Choi Gwang-hyeon (KOR) Seoi-Nage | Non qualifié                                  | Non qualifié        | Non qualifié        | Non qualifié        | Non qualifié        | Non qualifié        | Non qualifié  |
| Juliane Robra      | Moins de 70 kg femmes | NC                  | exempte                                    | Battue par Hwang Ye-sul (KOR) non-combativité | Non qualifiée       | Non qualifiée       | Non qualifiée       | Non qualifiée       | Non qualifiée       | Non qualifiée |

### Lutte
Un lutteur suisse participe aux Jeux olympiques : l'Argovien Pascal Strebel prend part à la compétition de lutte gréco-romaine des moins de 66 kg. Notamment 7e des Championnats du monde en 2010 et 13e en 2011, il participe pour la première fois aux Jeux olympiques.

#### Qualification
La qualification aux épreuves de lutte se déroule en quatre phases. La première est la compétition des Championnats du monde 2011 à Istanbul, en Turquie, où les six meilleurs de chaque catégorie sont qualifiés. Pascal Strebel est 13e. La deuxième est un tournoi de qualification continental à Sofia, en Bulgarie, où une place parmi les deux meilleurs de la catégorie est requise. L'Argovien est à nouveau 13e. Il se qualifie lors de la 3e phase, qui est un tournoi mondial à Taiyuan, en Chine. Les trois meilleurs lutteurs de chaque catégorie sont qualifiés et Strebel est 2e,.

#### Résultats
Exempt du tour de qualifications, Pascal Strebel affronte en huitième de finale le Géorgien Manuchar Tskhadaia, double vice-champion du monde en titre. Il perd 0-2 la 1re période, puis 1-5 la 2e pour une élimination sur un score final de 1-3. Son entraîneur Andrej Malzew explique que « Pascal a tout essayé. Il n'a vraiment pas été gâté par le tirage au sort en devant affronter Tskhadaia. Au début du combat, il a pris des risques. C'est ce qu'il fallait faire. Malheureusement, cela n'a pas payé ».
| Athlète        | Compétition    | Qualification     | 1/8 de finale                          | Quarts de finale  | Demi-finales      | Repêchage 1       | Repêchage 2       | Finale            | Finale       |
| Athlète        | Compétition    | Adversaires Score | Adversaires Score                      | Adversaires Score | Adversaires Score | Adversaires Score | Adversaires Score | Adversaires Score | Rang         |
| -------------- | -------------- | ----------------- | -------------------------------------- | ----------------- | ----------------- | ----------------- | ----------------- | ----------------- | ------------ |
| Pascal Strebel | Moins de 66 kg | exempt            | Battu par Manuchar Tskhadaia (GEO) 1-3 | Non qualifié      | Non qualifié      | Non qualifié      | Non qualifié      | Non qualifié      | Non qualifié |

### Natation

#### Natation sportive
Sept nageurs suisses participent aux Jeux : quatre hommes et deux femmes en piscine et une femme en eau libre.
Dominik Meichtry, nageur de 27 ans s'entraînant en Californie, aux États-Unis, participe aux épreuves de 100, 200 et 400 mètres en nage libre, et en 100 mètres papillon. C'est le plus expérimenté des nageurs suisses, puisque c'est sa troisième participation olympiques. En 2004, il a terminé au 19e rang sur 200 mètres nage libre. En 2008, il s'est classé 16e sur 100 mètres, 6e en ayant terminé premier des séries sur 200 mètres et 27e sur 400 mètres en nage libre, et 13e au relais 4 × 100 mètres nage libre. Septième aux Championnats du monde 2011 et cinquième aux Championnats d'Europe 2012 en 200 mètres nage libre, il n'a pas d'objectifs précis à Londres, relevant qu'« En quatre ans, le plateau a beaucoup changé. Des jeunes sont arrivés, Michael Phelps n'est plus là »…
La Genevoise de 25 ans Swann Oberson participe à l'épreuve en eau libre de 10 kilomètres. Elle prend part aux Jeux olympiques pour la deuxième fois après une sixième place lors de l'introduction de cette épreuve aux Jeux en 2008. Elle a notamment été championne du monde sur 5 kilomètres et 9e sur 10 kilomètres en 2011. À Londres, elle espère remporter une médaille, mais ne serait pas déçue d'un diplôme.
Les cinq autres nageurs suisses participent pour la première fois aux Jeux olympiques. Yannick Kaeser, âgé de 20 ans, participe à l'épreuve du 200 mètres brasse, dans laquelle il s'est classé 7e aux Championnats d'Europe 2012. David Karasek, âgé de 24 ans, prend part à la compétition du 200 mètres 4 nages, où il a eu la 24e place des séries aux Championnats d'Europe 2012. Alexandre Liess, âgé de 21 ans, participe à l'épreuve du 200 mètres papillon, dans laquelle il a été 8e aux Européens 2012. Martina Van Berkel, âgée de 23 ans, dispute le 200 mètres papillon, où elle s'est classée 8e des Championnats d'Europe 2012. Finalement, Danielle Villars, âgée de 19 ans, participe aux épreuves du 200 mètres nage libre et du 100 mètres papillon, épreuves dans lesquelles elle s'est respectivement classée 25e des séries et 15e des demi-finales aux Championnats d'Europe 2012.

##### Qualification
Pour les épreuves en piscine, un pays peut engager deux athlètes à condition qu'ils aient réussi chacun le temps de qualification olympique (TQO), fixé par la Fédération internationale de natation (FINA). Les athlètes atteignant ce temps pendant la période de qualification, entre le 1er mars 2011 et le 18 juin 2012, sont automatiquement qualifiés. La FINA fixe également un deuxième temps plus facile à atteindre que le TQO : le temps de sélection olympique (TSO). Les athlètes atteignant ce temps sont sélectionnés jusqu'à ce que le nombre total de 900 nageurs soit atteint. Après avoir déterminé le nombre d'athlètes ayant atteint le TQO, la FINA sélectionne les neuf meilleurs athlètes ayant réalisé le TSO dans les 26 épreuves d'après un classement incluant au maximum deux nageurs par nationalité et établi pendant la période de qualification,.
Le tableau suivant présente les temps ayant qualifiés les six athlètes suisses participant aux épreuves olympiques en piscine, ainsi que leur rang parmi les neuf athlètes qualifiés par le TSO,. Dominik Meichtry, en réalisant le TQO dans le 200 mètres nage libre, peut également se qualifier dans toutes les épreuves auxquelles il atteint le TSO,,.
| Athlète            | Épreuve               | Temps         | TQO           | TSO           | Rang |
| ------------------ | --------------------- | ------------- | ------------- | ------------- | ---- |
| Yannick Kaeser     | 200 mètres brasse     | 2 min 12 s 09 | 2 min 11 s 74 | 2 min 16 s 35 | 2e   |
| David Karasek      | 200 mètres 4 nages    | 2 min 1 s 79  | 2 min 0 s 17  | 2 min 4 s 38  | 6e   |
| Alexandre Liess    | 200 mètres papillon   | 1 min 58 s 13 | 1 min 56 s 86 | 2 min 0 s 95  | 2e   |
| Dominik Meichtry   | 100 mètres nage libre | 49 s 60       | 48 s 82       | 50 s 53       | NC   |
| Dominik Meichtry   | 200 mètres nage libre | 1 min 47 s 02 | 1 min 47 s 82 | 1 min 51 s 59 | NC   |
| Dominik Meichtry   | 400 mètres nage libre | 3 min 49 s 11 | 3 min 48 s 92 | 3 min 54 s 13 | NC   |
| Dominik Meichtry   | 100 mètres papillon   | 53 s 54       | 52 s 36       | 54 s 19       | NC   |
| Martina Van Berkel | 200 mètres papillon   | 2 min 9 s 68  | 2 min 8 s 95  | 2 min 13 s 46 | 1re  |
| Danielle Villars   | 200 mètres nage libre | 2 min 1 s 47  | 1 min 58 s 33 | 2 min 2 s 47  | 8e   |
| Danielle Villars   | 100 mètres papillon   | 2 min 1 s 47  | 58 s 70       | 59 s 57       | 9e   |

Concernant l'épreuve de 10 kilomètres en eau libre, les 10 meilleures nageuses des Championnats du monde 2011, les neuf meilleures de l'épreuve qualificative et la meilleure de chaque continent suivant ces neuf nageuses sont qualifiées pour les Jeux olympiques. Swann Oberson se qualifie en terminant à la neuvième place des Championnats du monde en 2011.

##### Résultats

###### Hommes
La première épreuve de Dominik Meichtry est le 400 mètres nage libre. Il est dernier de sa série en 3 min 51 s 34, et 19e au total. Le lendemain, il dispute le 200 mètres nage libre. 5e de sa série en 1 min 47 s 97, il obtient la 16e place et se qualifie de justesse pour les demi-finales. Il est sixième après 50 mètres et remonte à la troisième place après 100 mètres, mais termine dernier de sa demi-finale en 1 min 48 s 25. C'est le 15e rang final. Il annonce que ce résultat est sa « plus grosse déception depuis longtemps » et qu'il n'a « pas réussi à être au top le jour J ». Sa compétition suivante est le 100 mètres nage libre, où il est 5e de sa série. En 49 s 95, il est 29e au total. Après cette course, il dit que « C'est dommage que je ne parvienne pas à sortir mes meilleurs temps ici. Physiquement, je suis en forme. J'ai travaillé si dur pendant quatre ans, et les chronos ne correspondent pas aux sensations que j'ai dans l'eau. Cela ne m'était encore jamais arrivé de ne pas atteindre mon pic de forme dans un grand rendez-vous ». Sa dernière compétition est le 100 mètres papillon. Le Saint-Gallois remporte sa série et bat son record de Suisse de 14 centièmes, mais cela ne suffit pas pour aller en demi-finale. Il est 33e au total,. Yannick Kaeser termine dernier de la quatrième série du 200 mètres brasse. Il a le 24e rang final en 2 min 13 s 49, à 1 s 40 de son record de Suisse réalisé en 2012,. Sur 200 mètres 4 nages, David Karasek bat son record de Suisse de 44 centièmes en 2 min 01 s 35, mais termine septième de sa série et 28e au total,. Deuxième après 50 mètres, Alexandre Liess termine dernier de sa série du 200 mètres papillon en deux secondes de plus que son record national. Cela représente le 33e temps total,,.
| Athlète          | Épreuve          | Séries        | Séries | Demi-finales  | Demi-finales | Finale       | Finale       |
| Athlète          | Épreuve          | Temps         | Rang   | Temps         | Rang         | Temps        | Rang         |
| ---------------- | ---------------- | ------------- | ------ | ------------- | ------------ | ------------ | ------------ |
| Yannick Kaeser   | 200 m brasse     | 2 min 13 s 49 | 24e    | Non qualifié  | Non qualifié | Non qualifié | Non qualifié |
| David Karasek    | 200 m 4 nages    | 2 min 1 s 35  | 28e    | Non qualifié  | Non qualifié | Non qualifié | Non qualifié |
| Alexandre Liess  | 200 m papillon   | 2 min 0 s 13  | 33e    | Non qualifié  | Non qualifié | Non qualifié | Non qualifié |
| Dominik Meichtry | 100 m nage libre | 49 s 95       | 29e    | Non qualifié  | Non qualifié | Non qualifié | Non qualifié |
| Dominik Meichtry | 200 m nage libre | 1 min 47 s 97 | 16e    | 1 min 48 s 25 | 15e          | Non qualifié | Non qualifié |
| Dominik Meichtry | 400 m nage libre | 3 min 51 s 34 | 18e    | NC            | NC           | Non qualifié | Non qualifié |
| Dominik Meichtry | 100 m papillon   | 53 s 40       | 33e    | Non qualifié  | Non qualifié | Non qualifié | Non qualifié |

###### Femmes
Danielle Villars commence par le 100 mètres papillon. Elle remporte sa série et bat son record de Suisse en 59 s 42, mais est au 26e rang final et ne se qualifie pas pour les demi-finales,. Sur 200 mètres nage libre, la Zurichoise est deuxième de sa série et 31e au total, à environ deux secondes de son record,. Sur 200 mètres papillon, Martina Van Berkel est septième de sa série en 2 min 12 s 25, soit environ deux secondes de plus que son résultat grâce auquel elle a obtenu sa qualification aux Jeux olympiques. Elle est 25e au total. Lors de la course de 10 kilomètres en eau libre disputée dans une eau à 19 degrés, Swann Oberson reste dans le peloton et est à 10 secondes des premières après cinq kilomètres. Puis, « Mes muscles se sont durcis. Je n'ai pas eu froid, mais inconsciemment, mes bras se sont tétanisés et ne tournaient plus. Du coup, la fin de la course a été très longue et interminable ». Elle termine à la 19e place, à 4 minutes de la championne olympique hongroise Éva Risztov. La Genevoise est très déçue de ce résultat.
| Athlète            | Épreuve          | Séries        | Séries | Demi-finales  | Demi-finales  | Finale         | Finale        |
| Athlète            | Épreuve          | Temps         | Rang   | Temps         | Rang          | Temps          | Rang          |
| ------------------ | ---------------- | ------------- | ------ | ------------- | ------------- | -------------- | ------------- |
| Swann Oberson      | 10 km            | NC            | NC     | NC            | NC            | 2 h 1 min 38 s | 19e           |
| Martina Van Berkel | 200 m papillon   | 2 min 12 s 25 | 25e    | Non qualifiée | Non qualifiée | Non qualifiée  | Non qualifiée |
| Danielle Villars   | 200 m nage libre | 2 min 3 s 55  | 31e    | Non qualifiée | Non qualifiée | Non qualifiée  | Non qualifiée |
| Danielle Villars   | 100 m papillon   | 59 s 42       | 26e    | Non qualifiée | Non qualifiée | Non qualifiée  | Non qualifiée |

#### Natation synchronisée
Un duo suisse participe aux épreuves de natation synchronisée : celui de la Vaudoise de 24 ans Pamela Fischer et la Bernoise de 19 ans Anja Nyffeler. Notamment 10e des Championnats d'Europe 2012, elles participent pour la première fois aux Jeux olympiques. À Londres, elles espèrent faire partie du top 16.

##### Qualification
Chaque continent qualifie un duo aux Jeux olympiques. Pour l'Europe, le pays hôte prend cette place. Les autres duos participent au tournoi de qualification olympique, où 19 places sont attribuées. Il a lieu du 18 au 22 avril 2012 à l'Aquatics Centre de Londres. Le duo suisse se qualifie lors de ce tournoi en terminant à la 17e place.

##### Résultats
Lors du programme technique, le duo suisse reçoit un score de 40,200 points pour l'exécution et 41,000 pour l'impression globale. Ce score de 81,200 points le place au 20e rang. Lors du programme libre, les deux nageuses obtiennent 40,990 points pour leur prestation technique et 41,130 points pour la partie artistique. Avec 82,120, elles sont 19e du programme libre, et 20e du classement total avec 163,320 points. Elles ne se qualifient pas pour la finale réunissant les 12 meilleurs duos. Leur entraîneur Julia Vasilieva est positive : « Elles sont sur la bonne voie. Elles obtiendront un bien meilleur classement en 2013 aux Championnats du monde de Barcelone ».
| Pamela Fischer Anja Nyffeler | Duo | 81,200 (40,200, 41,000) | 20e | 82,120 (40,990, 41,130) | 19e | 163,320 | 20e | Non qualifiées | Non qualifiées | Non qualifiées |

### Tennis

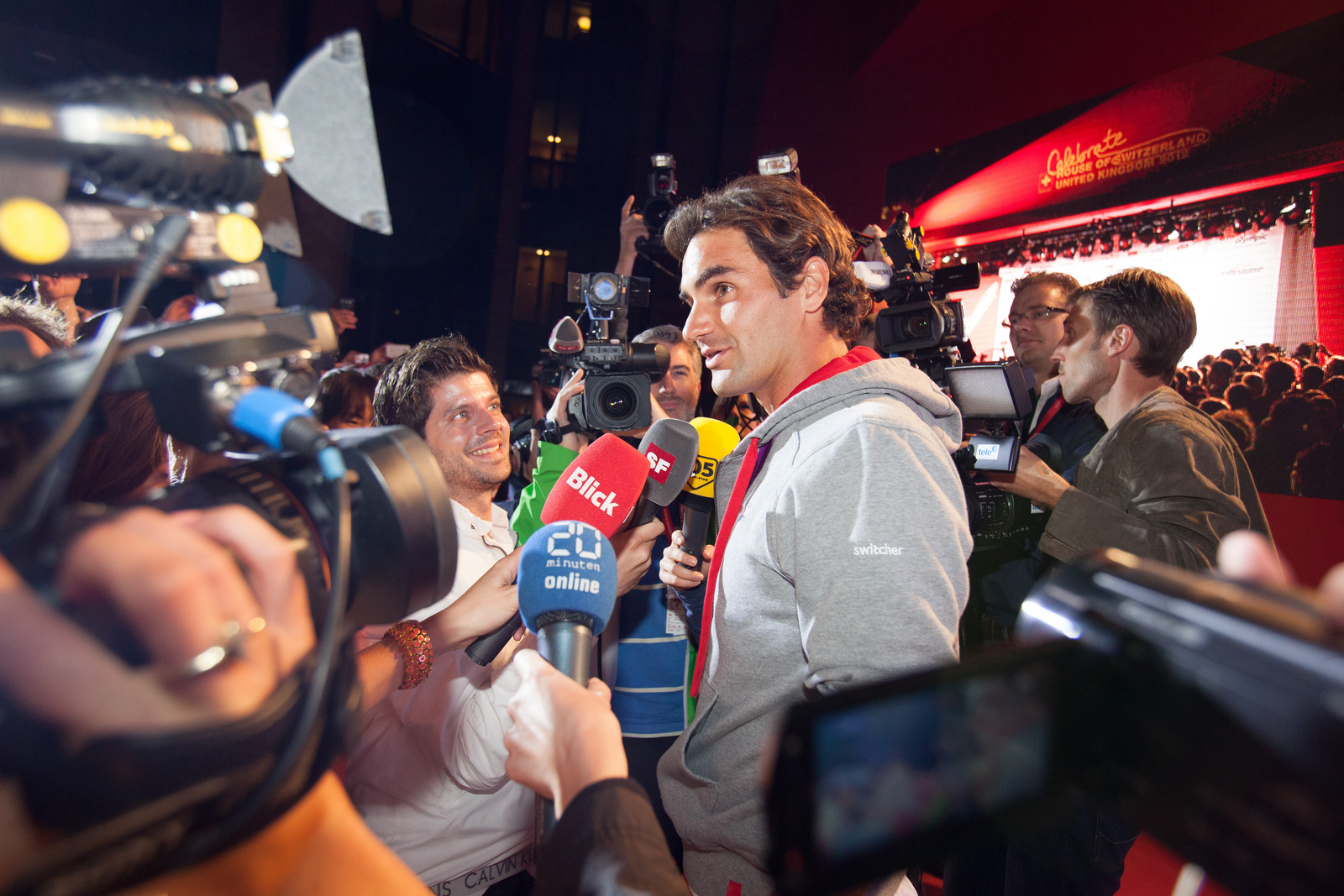
Roger Federer célèbre sa médaille à la Maison de la Suisse.

Roger Federer et Stanislas Wawrinka, tenants du titre olympique en double, participent en simple et en double. Roger Federer participe à ses quatrièmes Jeux. En simple, il a perdu la finale pour la troisième place en 2000, été éliminé aux seizièmes de finale en 2004 et aux quarts de finale en 2008. En 2012, le titre olympique est l'objectif principal de sa saison. Après être redevenu le numéro 1 mondial en remportant son 17e Grand Chelem lors du tournoi de Wimbledon, site du tournoi olympique, un mois avant les Jeux, Federer est le favori du tournoi olympique. Il pense cependant avoir plus de difficultés aux Jeux qu'à Wimbledon,. Stanislas Wawrinka participe pour la deuxième fois en simple après avoir été éliminé aux seizièmes de finale en 2008. Vingt-sixième mondial au moment des Jeux, il est porte-drapeau de la délégation suisse lors de la cérémonie d'ouverture.

#### Qualification
Roger Federer et Stanislas Wawrinka ont été qualifiés en simple pour leur place dans les 56 premiers rangs du classement ATP au 11 juin 2012, directement qualificatifs (3e et 23e),. Pour le double, la Fédération internationale de tennis a sélectionné les équipes parmi celles proposées par les Comités nationaux olympiques sur la base des classements en double et en simple au 11 juin 2012 et en fonction des joueurs déjà admis en simple.

#### Résultats

##### Simple
Roger Federer affronte le Colombien Alejandro Falla, 51e joueur mondial, au premier tour. Il gagne le premier set 6-3. À 5-3 dans la deuxième manche et sur le service adverse, le Suisse manque trois balles de match. Il perd ensuite quatre jeux consécutifs et concède le deuxième set 5-7, avant de gagner le troisième set 6-3 après une heure et quarante-huit minutes de jeu. Il déclare qu'après un match parfait jusqu'à la première balle de match, la perte du deuxième set a été un choc. « La nervosité m'a gagné. Je suis heureux de m'en être sorti ». Au tour suivant, Federer retrouve le Français Julien Benneteau, qu'il a battu en cinq sets au 3e tour du Tournoi de Wimbledon après avoir été mené deux sets à zéro. Cette fois-ci, il le bat facilement 6-2, 6-2 en cinquante-huit minutes. En huitième de finale, il bat l'Ouzbek Denis Istomin 7-5, 6-3 après avoir sauvé trois balles de break à 5-5 dans le premier set. Lors des quarts de finale, Federer affronte l'Américain John Isner. Il gagne la première manche 6-4 en réussissant le seul break du match. Au tie-break du deuxième set, Isner passe plusieurs fois à deux points de remporter la manche, mais perd 5-7, ce qui permet au Suisse d'accéder aux demi-finales. Son adversaire est l'Argentin Juan Martín del Potro, tête de série numéro 8, qu'il a battu cinq fois avant les Jeux en 2012 : « J'aborderai ce match comme s'il s'agissait d'une finale. Je veux saisir la première chance qui s'offre à moi de remporter une médaille ». Federer concède un break à 3-4 au premier set, ce qui permet à del Potro de le remporter 3-6. Dans le deuxième set, Federer remporte le tie-break 7-5 sur un ace. Dans le dernier set, les deux joueurs remportent leurs jeux service jusqu'au break de Federer à 9-9. L'Argentin fait un break immédiatement après et remet les deux joueurs à égalité. Le Suisse fait à nouveau le break à 17-17 et gagne cette fois son jeu de service sur sa deuxième balle de match pour remporter 19-17 un set de deux heures et quarante minutes. Cette demi-finale, d'une durée de quatre heures et vingt-six minutes, est le match en trois sets le plus long de l'ère Open. Federer déclare : « C'était un grand match, difficile du début à la fin. Juan Martin s'est tellement battu et moi j'ai eu de la chance de prendre le deuxième set. Ensuite le troisième a été terrible, ça s'est joué au physique et dans la tête. Évidemment ça me fait mal pour Juan Martin mais il peut être fier de lui. Je suis resté calme, j'ai aimé mon attitude aujourd'hui et je suis très heureux d'être en finale et d'avoir ma première médaille pour la Suisse ». En finale, Federer retrouve le Britannique Andy Murray, 4e au classement mondial avant les Jeux, qu'il a battu un mois plus tôt lors de la finale du tournoi de Wimbledon au même endroit. Cette fois, le Britannique domine le Suisse. À 2-2 dans le premier set, il remporte neuf jeux d'affilée. Le Suisse manque neuf balles de break en deux sets. Murray gagne la finale olympique 6-2, 6-1, 6-4 en une heure et cinquante-six minutes de jeu. Federer n'est pas déçu de son tournoi et de sa médaille d'argent : « Je suis très heureux et très satisfait. Andy était nettement meilleur que moi sur de nombreux aspects du jeu aujourd'hui. Mais je viens de vivre un mois extraordinaire. J'ai gagné Wimbledon, je suis redevenu no 1 mondial et je décroche l'argent. Ce n'est pas trop mal pour moi. Je suis sincèrement très fier d'avoir remporté la médaille d'argent. C'était un tournoi avec beaucoup d'émotions du début à la fin. J'aurais pu perdre au premier tour contre Falla puis face à del Potro. Je me sens donc très, très heureux avec l'argent, je n'ai pas perdu ».
Stanislas Wawrinka affronte Andy Murray dès le premier tour : « Affronter Andy au premier tour, je ne vois pas ça comme un mauvais tirage mais un beau challenge. Très compliqué, mais ça ne me déplaît pas ». Le Suisse gagne ses trois premiers jeux de service avant de se faire breaker à 3-4 et de perdre le set 3-6. Murray fait un break dès le premier jeu du second set. Wawrinka n'arrive pas à le rejoindre et perd à nouveau 3-6 : « J’ai pris les devants et j’ai commis des fautes. Je devais passer par là, c’était mon seul espoir. Mais Andy Murray ne m’en a laissé aucun ». Il se réjouit de retrouver Federer en double : « L’aventure redémarre. J’attends ce moment depuis longtemps ».
| Athlète            | 1/32 de finale                          | 1/16 de finale                      | 1/8 de finale                    | Quarts de finale                    | Demi-finales                                          | Finale                                    | Rang                               |
| Athlète            | Adversaire Résultat                     | Adversaire Résultat                 | Adversaire Résultat              | Adversaire Résultat                 | Adversaire Résultat                                   | Adversaire Résultat                       | Rang                               |
| ------------------ | --------------------------------------- | ----------------------------------- | -------------------------------- | ----------------------------------- | ----------------------------------------------------- | ----------------------------------------- | ---------------------------------- |
| Roger Federer      | Bat Alejandro Falla (COL) 6-3, 5-7, 6-3 | Bat Julien Benneteau (FRA) 6-2, 6-2 | Bat Denis Istomin (UZB) 7-5, 6-3 | Bat John Isner (USA) 6-4, 7-6 (7-5) | Bat Juan Martín del Potro (ARG) 3-6, 7-6 (7-5), 19-17 | Battu par Andy Murray (GBR) 6-2, 6-1, 6-4 | Médaille d'argent, Jeux olympiques |
| Stanislas Wawrinka | Battu par Andy Murray (GBR) 3-6, 3-6    | Non qualifié                        | Non qualifié                     | Non qualifié                        | Non qualifié                                          | Non qualifié                              | Non qualifié                       |

##### Double
En double, les Suisses affrontent au premier tour les Japonais Kei Nishikori et Go Soeda. Favoris, les champions olympiques en titre gagnent leur service, mais ne font pas de break pendant le premier set. Ils perdent le tie-break 5-7. Dans les sets suivants, deux breaks leur permettent de remporter la partie 6-7, 6-4, 6-4. Au tour suivant, la paire « Fedrinka » est face aux Israéliens Jonathan Erlich et Andy Ram, plus expérimentés et spécialistes du double. Ils ont notamment gagné un Grand Chelem en 2008. Les Suisses commencent bien leur match et remportent le premier set 6-1. Ils passent à deux points de la victoire pendant le tie-break du deuxième set avant de le perdre 5-7. Les Israéliens prennent le troisième set 6-3 et remportent le match. Roger Federer évoque les conditions difficiles de ce match joué sur le court 18 : « Il y avait du vent, des zones d’ombre et, dans ces situations, il faut accepter une part d’aléatoire. Nous sommes passés tout près. Au-delà du résultat, nous n’avons rien à regretter. Nous avons disputé un excellent tournoi ».
| Athlètes                         | 1/16 de finale                                     | 1/8 de finale                                           | Quarts de finale    | Demi-finales        | Finale              |
| Athlètes                         | Adversaire Résultat                                | Adversaire Résultat                                     | Adversaire Résultat | Adversaire Résultat | Adversaire Résultat |
| -------------------------------- | -------------------------------------------------- | ------------------------------------------------------- | ------------------- | ------------------- | ------------------- |
| Roger Federer Stanislas Wawrinka | Battent Kei Nishikori/Go Soeda (JPN) 6-7, 6-4, 6-4 | Battus par Jonathan Erlich/Andy Ram (ISR) 6-1, 6-7, 3-6 | Non qualifiés       | Non qualifiés       | Non qualifiés       |

### Tir
Sept tireurs suisses participent aux Jeux olympiques : cinq hommes et deux femmes. Le Fribourgeois de 23 ans Pascal Loretan participe pour la première fois aux Jeux olympiques. Il tire à la carabine à 50 mètres tir couché et à 10 mètres air comprimé et vise une place en finale. Le Bernois de 30 ans Simon Beyeler participe pour la deuxième fois aux Jeux olympiques après une 45e place en carabine à 10 mètres air comprimé et une 48e place en carabine à 50 mètres tir couché en 2008. En 2012, il tire à la carabine à 50 mètres 3 positions et à 10 mètres air comprimé. Le Saint-Gallois de 40 ans Marcel Bürge en est quant à lui à ses troisièmes Jeux, après une 9e place, une 18e place et une 47e place en 2004 et une 32e et une 35e place en 2008. Il est notamment champion du monde au tir à la carabine à 50 mètres 3 positions en 2002. À Londres, il tire à la carabine à 50 mètres à 3 positions et en tir couché. Le Schaffhousois de 32 ans Fabio Ramella participe pour la première fois aux Jeux olympiques. C'est le premier tireur suisse de skeet aux Jeux olympiques depuis 44 ans. Le Nidwaldien de 26 ans Patrick Scheuber est aux Jeux olympiques pour la première fois, et tire en pistolet à 10 mètres air comprimé. La Thurgovienne de 43 ans Heidi Diethelm Gerber, championne d'Europe en pistolet à 25 mètres en 2011, participe pour la première fois aux Jeux, en pistolet à 25 mètres et à 10 mètres air comprimé. La Fribourgeoise de 31 ans Annik Marguet prend part aux Jeux olympiques pour la deuxième fois après une 25e en carabine 50 mètres 3 positions et une 33e place en carabine à 10 mètres air comprimé en 2008. Elle participe aux mêmes épreuves en 2012. Notamment médaillée de bronze aux Championnats du monde en 2010, elle s'estime meilleure qu'en 2008.

#### Qualification
390 tireurs participent aux Jeux olympiques, dont 28 du même pays au maximum. Ils doivent atteindre un score minimum dans les épreuves de qualifications, qui ont lieu durant les 24 mois précédant les Jeux. La qualification débute avec les Championnats du monde de tir 2010. Les compétitions permettant l'obtention de ces « quotas olympiques » sont les championnats du monde et continentaux à partir de 2010 ainsi que les épreuves de la Coupe du monde ISSF 2011.

#### Résultats

##### Hommes
Dans l'épreuve de tir à la carabine à 10 mètres air comprimé, Simon Beyeler commence mal : il marque trois fois neuf points lors des trois premiers des 60 tirs. Ce début ruine son concours et le fait commencer à douter. Il finit les qualifications avec 588 points, ce qui le classe au 39e rang, alors que les huit meilleurs vont en finale. À la carabine à 50 mètres 3 positions, il ne marque que 91 points sur 100 à la quatrième passe debout. Il est au 19e rang avec 1164 points.
Au tir à la carabine à 50 mètres couché, Marcel Bürge est quatrième après 34 des 60 coups. Il marque ensuite plusieurs fois neuf points et termine à la 14e place des qualifications : « J'ai mal géré mon temps à disposition. J'ai dû alors prendre davantage de risques. Des 9 étaient donc inévitables ». Au tir à la carabine à 50 mètres 3 positions, Marcel Bürge réussit mieux que Simon Beyeler. En effet, il est sixième après avoir tiré couché et debout. Il marque 1168 points et termine les qualifications au huitième rang, à égalité avec trois autres tireurs. Ils effectuent un shoot-off de cinq coups pour déterminer le nom du huitième finaliste. Bürge est quatrième du shoot-off avec 45,9 points, alors que le Hongrois Peter Sidi est qualifié avec 48,2 points.
Au tir à la carabine à 10 mètres air comprimé, Pascal Loretan commence bien, mais, après huit points obtenus au 44e tir, la finale devient inatteignable : « J'ai tout à coup ressenti une démangeaison au genou droit. Cela m'a vraiment dérangé. C’est dommage car de telles mésaventures arrivent rarement ». Il est 37e des qualifications, avec 589 points. À la carabine à 50 mètres tir couché, il est 31e avec 591 points.
En skeet, Fabio Ramella n'occupe que la 33e place sur 35 concurrents après la première journée. Il perd un rang et termine 34e avec 109 points. Ramella est loin de son meilleur résultat de l'année : 123 points qui lui auraient permis de faire partie des six meilleurs.
Patrick Scheuber, en pistolet à 10 mètres à air comprimé, se classe 33e. Il dit avoir trouvé la forme de sa vie à l'entraînement, mais est moins bon en compétition. Il marque 569 points, à 19 points du meilleur.
| Athlète          | Compétition                  | Qualification | Qualification | Finale       | Finale       |
| Athlète          | Compétition                  | Points        | Rang          | Points       | Rang         |
| ---------------- | ---------------------------- | ------------- | ------------- | ------------ | ------------ |
| Simon Beyeler    | Carabine à 50 m 3 positions  | 1164          | 19e           | Non qualifié | Non qualifié |
| Simon Beyeler    | Carabine à 10 m air comprimé | 588           | 39e           | Non qualifié | Non qualifié |
| Marcel Bürge     | Carabine à 50 m 3 positions  | 1168          | 11e           | Non qualifié | Non qualifié |
| Marcel Bürge     | Carabine à 50 m tir couché   | 594           | 14e           | Non qualifié | Non qualifié |
| Pascal Loretan   | Carabine à 50 m tir couché   | 591           | 31e           | Non qualifié | Non qualifié |
| Pascal Loretan   | Carabine à 10 m air comprimé | 589           | 37e           | Non qualifié | Non qualifié |
| Fabio Ramella    | Skeet                        | 109           | 34e           | Non qualifié | Non qualifié |
| Patrick Scheuber | Pistolet à 10 m air comprimé | 569           | 32e           | Non qualifié | Non qualifié |

##### Femmes
Heidi Diethelm Gerber ne se qualifie pas pour la finale du tir au pistolet à air comprimé à 10 m. Avec 375 points en 40 tirs, elle se place 35e, à 10 points de la première qualifiée. Au pistolet à 25 mètres, elle occupe la 18e place après les tirs de précision. Elle perd des places lors des tirs de rapidité et termine au 29e rang, avec 575 points.
À la carabine à 10 mètres air comprimé, Annik Marguet commence par deux manches à 97 et 96 points, puis finit mieux avec 99 et 100 points. Avec ce total de 392 points, elle prend la 38e place des qualifications. En carabine 50 mètres 3 positions, elle est 18e avec 196 points en tir couché. Avec 183 points debout et 191 points à genou, elle termine au 40e rang sur 46 concurrentes avec un total de 570 points.
| Athlète               | Compétition                  | Qualification | Qualification | Finale        | Finale        |
| Athlète               | Compétition                  | Points        | Rang          | Points        | Rang          |
| --------------------- | ---------------------------- | ------------- | ------------- | ------------- | ------------- |
| Heidi Diethelm Gerber | Pistolet à 25 m              | 575           | 29e           | Non qualifiée | Non qualifiée |
| Heidi Diethelm Gerber | Pistolet à 10 m air comprimé | 375           | 35e           | Non qualifiée | Non qualifiée |
| Annik Marguet         | Carabine 50 m 3 positions    | 570           | 40e           | Non qualifiée | Non qualifiée |
| Annik Marguet         | Carabine à 10 m air comprimé | 392           | 38            | Non qualifiée | Non qualifiée |

### Tir à l'arc
Deux archers suisses participent aux Jeux : Axel Müller chez les hommes et Nathalie Dielen chez les femmes.
Axel Müller, Valaisan de 20 ans, prend part à ses premiers Jeux olympiques. Ce n'est pas sa première compétition mondiale, puisqu'il était présent aux Jeux olympiques de la jeunesse d'été de 2010, où il a obtenu une 9e place. Avant les Jeux, il déclare qu'il serait content avec une place parmi les 32 meilleurs archers, et que ce serait une expérience pour la suite. La Vaudoise Nathalie Dielen, âgée de 46 ans, a participé aux Jeux olympiques de Pékin en 2008. Elle y a été éliminée au premier tour. Elle s'est notamment classée neuvième aux Championnats d'Europe 2010 et septième d'une épreuve de Coupe du monde en 2011. À Londres, son but est d'atteindre les huitièmes de finale.

#### Qualification
Pour se qualifier, les archers doivent atteindre le score minimal de qualification à partir du 2 juillet 2011, date du début des Championnats du monde 2011. Ces places, à l'exception de trois d'entre elles, sont ensuite réparties selon les résultats des archers lors de ces Championnats du monde, les compétitions continentales qui suivent ainsi qu'un tournoi mondial de qualification.
Axel Müller obtient sa qualification en terminant à la quatrième place du tournoi final de qualification qui se déroule à Ogden, aux États-Unis, en juin 2012. C'est le premier archer suisse aux Jeux olympiques depuis 1984. Nathalie Dielen dépasse le score minimal de qualification, qui est de 600 points, lors d'une épreuve de la coupe du monde à Antalya, en Turquie, en mai 2012. Elle y obtient 615 points.

#### Résultats
La compétition olympique commence difficilement pour Nathalie Dielen. En effet, avec 528 points, elle se classe au 62e rang sur 64 au tour préliminaire. Elle affronte donc la Taïwanaise Tan Ya-Ting, 3e de la première phase de la compétition. Elle est très proche de réaliser l'exploit de la battre, puisque le score est de 4-4 après quatre sets. La Taïwanaise termine par une flèche au centre de la cible, pour battre la Vaudoise sur un score total de 130-129. Nathalie Dielen est satisfaite de son premier tour : « Aujourd'hui, j'ai montré ce que je savais vraiment faire. J'ai réalisé un très bon concours ». En revanche, elle est très déçue de son tour préliminaire : « J'étais une autre personne. Cette série était d'une faiblesse totale »,.
Tout comme sa compatriote, Axel Müller termine le tour préliminaire à la 62e place sur 64. Gêné par une inflammation à une épaule, il obtient le score de 633 points. Il affronte au premier tour le Sud-Coréen Oh Jin-Hyek, 3e au tour initial. Le Valaisan est éliminé sur le score de 6-0,.
| Athlète         | Compétition       | Tour préliminaire | Tour préliminaire | 1er tour                                                             | 2e tour          | 3e tour          | Quarts de finale | Demi-finales     | Finale           | Finale        |
| Athlète         | Compétition       | Score             | Rang              | Adversaire Score                                                     | Adversaire Score | Adversaire Score | Adversaire Score | Adversaire Score | Adversaire Score | Rang          |
| --------------- | ----------------- | ----------------- | ----------------- | -------------------------------------------------------------------- | ---------------- | ---------------- | ---------------- | ---------------- | ---------------- | ------------- |
| Axel Müller     | Individuel hommes | 633               | 62e               | Battu par Oh Jin-Hyek (KOR) 0-6 (25-29, 26-27, 24-28)                | Non qualifié     | Non qualifié     | Non qualifié     | Non qualifié     | Non qualifié     | Non qualifié  |
| Nathalie Dielen | Individuel femmes | 528               | 62e               | Battue par Tan Ya-Ting (TPE) 4-6 (26-26, 25-26, 25-25, 27-24, 26-29) | Non qualifiée    | Non qualifiée    | Non qualifiée    | Non qualifiée    | Non qualifiée    | Non qualifiée |

### Triathlon

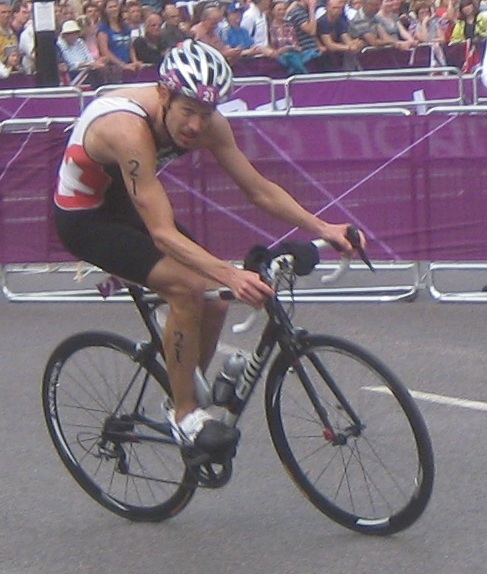
Sven Riederer est dans le groupe de tête pendant la partie à vélo.

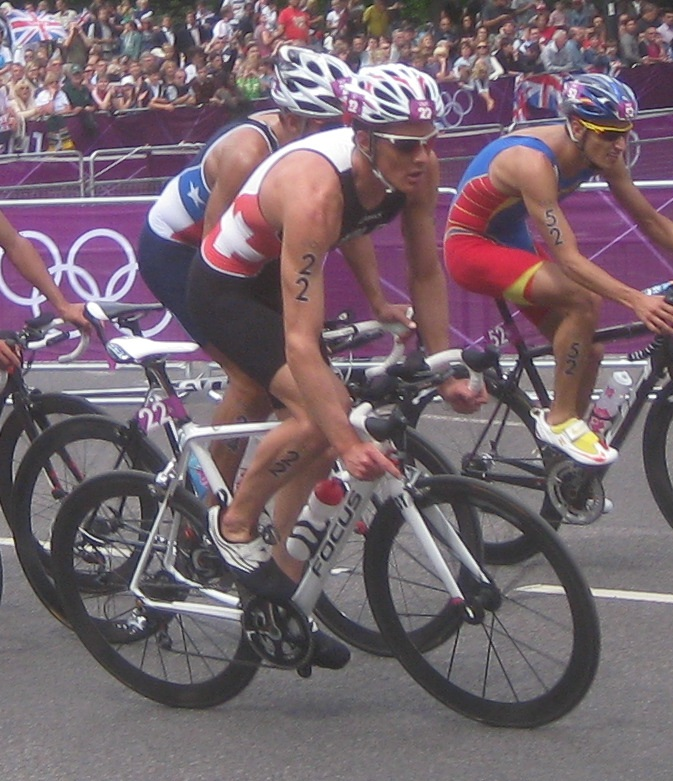
Ruedi Wild est loin des meilleurs pendant la partie à vélo.

Quatre Suisses participent aux épreuves de triathlon : deux femmes et deux hommes. Nicola Spirig, championne d'Europe en 2009, 2010 et 2012 et vainqueure des six derniers triathlons auxquels elle a participé avant les Jeux, prend part aux Jeux olympiques pour la troisième fois après une 19e place en 2004 et une 6e place en 2008,. À Londres, elle pense pouvoir être championne olympique : « Je me suis si bien préparée que je pense être capable de tirer profit de chaque situation. Je pourrais même faire la  course en tête ». Daniela Ryf, qui participe aux Jeux olympiques pour la deuxième fois après une septième place en 2008, est prête à l'aider : « De nombreuses bonnes nageuses sont également à l'aise en course à pied. Nous chercherons donc à les distancer en vélo ». Chez les hommes, Sven Riederer participe pour la troisième fois aux Jeux olympiques après une médaille de bronze en 2004 et une 23e place en 2008. Troisième des séries mondiales après six des neuf courses de la saison avant les Jeux, il espère un bon résultat : « Cela serait une surprise si je décroche une médaille, mais c'est possible ». Il est accompagné de Ruedi Wild, qui dispute pour la première fois le triathlon olympique.

#### Qualification
Nicola Spirig se qualifie grâce à son titre de championne d'Europe en 2012. Trente-neuf places sont attribuées d'après la liste de qualification olympique de la Fédération internationale de triathlon. Melanie Annaheim permet à la Suisse d'avoir une deuxième place grâce à son 27e rang, mais Swiss Olympic choisit Daniela Ryf. Sven Riederer et Ruedi Wild obtiennent leur place en se classant 3e et 22e.

#### Résultats
Après 1,5 kilomètre de natation, Nicola Spirig est à la 18e position, à une minute et sept secondes de la meilleure. Elle remonte à la troisième place pendant la partie à vélo. En tête à 400 mètres de la ligne d'arrivée, elle commence à accélérer. Spirig voit sur l'écran géant le retour de la Suédoise Lisa Norden. Elles réalisent le même temps et sont départagées à la photo-finish. Spirig devient la deuxième championne olympique suisse en triathlon après Brigitte McMahon en 2000, année de l'introduction de ce sport aux Jeux olympiques. Elle déclare : « J’avais le sentiment d’avoir gagné, mais je n’en étais pas sûre. Il a fallu qu'un officiel me le confirme. Ça a pris plusieurs minutes et celles-ci étaient pénibles ». À la suite de cette course, le Comité olympique suédois fait une demande au tribunal arbitral du sport (TAS) pour que Norden reçoive aussi une médaille d'or, ayant réalisé le même temps que Spirig. Cette requête est refusée par la chambre d'appel du TAS. Daniela Ryf termine à la 40e place, à six minutes et quarante-neuf secondes de sa coéquipière.
Sven Riederer, 12e après la natation, est dans le groupe de tête composé de 22 athlètes après la partie cycliste. Il n'arrive pas à suivre les meilleurs à la course à pied et obtient un diplôme en terminant 8e à une minute et vingt-et-une secondes du champion olympique britannique Alistair Brownlee : « Je sais que le public suisse espérait une médaille. Mais je suis satisfait de ma performance ». Ruedi Wild, déjà 45e à une minute et trente-deux secondes après la natation, termine 39e à quatre minutes et quarante-cinq secondes de Brownlee,.
| Athlète       | Compétition | Nage (1,5 km) | Transition 1 | Cyclisme (40 km) | Transition 2 | Course (10 km) | Total           | Rang                           |
| ------------- | ----------- | ------------- | ------------ | ---------------- | ------------ | -------------- | --------------- | ------------------------------ |
| Sven Riederer | Hommes      | 17 min 22 s   | 39 s         | 58 min 52 s      | 30 s         | 30 min 23 s    | 1 h 47 min 46 s | 8e                             |
| Ruedi Wild    | Hommes      | 18 min 28 s   | 42 s         | 59 min 17 s      | 28 s         | 32 min 15 s    | 1 h 51 min 10 s | 39e                            |
| Daniela Ryf   | Femmes      | 19 min 49 s   | 51 s         | 1 h 8 min 28 s   | 31 s         | 36 min 58 s    | 2 h 6 min 37 s  | 40e                            |
| Nicola Spirig | Femmes      | 19 min 24 s   | 40 s         | 1 h 5 min 33 s   | 30 s         | 33 min 41 s    | 1 h 59 min 48 s | Médaille d'or, Jeux olympiques |

### Voile
Sept navigateurs helvétiques, une femme et six hommes, participent aux Jeux olympiques dans quatre épreuves différentes. Nathalie Brugger, Fribourgeoise de 26 ans, participe pour la deuxième fois aux Jeux olympiques en Laser Radial après une sixième place en 2008. C'est le meilleur résultat obtenu par une navigatrice suisse aux Jeux olympiques. Classée 12e mondiale au moment des Jeux, elle espère faire mieux : elle vise une médaille. Pour elle, « Le niveau s’est beaucoup élevé dans ma catégorie depuis un ou deux ans. Nous sommes une douzaine à avoir une chance de monter sur le podium. ». Le Bernois Flavio Marazzi et le Zurichois Enrico De Maria, notamment deuxièmes aux Championnats du monde en 2004, participent en Star. C'est la quatrième participation olympique de Marazzi et la troisième de De Maria. Marazzi, 15e en 2000, déclare que leur objectif « est d’obtenir un meilleur résultat qu'à Athènes et Pékin, où nous nous étions classés quatrièmes et cinquièmes. C’est clair : nous voulons une médaille ». Le Saint-Gallois Richard Stauffacher participe pour la troisième fois aux Jeux olympiques en planche à voile après une 24e place en 2004 et une 14e place en 2008. En 2012, il espère obtenir un diplôme olympique. Enfin, Yannick Brauchli et Romuald Hausser participent en 470, pour la première fois aux Jeux olympiques. Leur objectif est d'engranger de l'expérience et ils espèrent terminer parmi les 15 meilleurs.

#### Qualification
En voile, 75 % des places sont attribuées lors des Championnats du monde de voile 2011 et 25 % lors des Championnats du monde de chaque épreuve en 2012. Il y a un bateau par pays au maximum. Les sept Suisses obtiennent leur place en 2011. Nathalie Brugger, 12e en Laser Radial, est parmi les 29 qualifiées à cette compétition. Flavio Marazzi et Enrico de Maria sont parmi les 11 qualifiés grâce à leur 16e place en Star. Richard Stauffacher, 21e en RS:X, est parmi les 28 qualifiés et Yannick Brauchli et Romuald Hausser, 26e en 470, sont parmi les 19 qualifiés.

#### Résultats
Nathalie Brugger ne commence pas très bien : elle termine entre le 13e et le 25e lors des cinq premières régates. Après une 10e place, elle perd toutes ses chances de participer à la course pour les médailles, qui réunit les 10 meilleures, en étant disqualifiée pour un faux départ lors de la septième régate et en étant 14e à la huitième course. Elle déclare avoir raté son grand objectif de participer à la Medal Race,. La Fribourgeoise termine par une 10e et une 16e place, et est finalement 14e, ce qui est pour elle une « belle conclusion ». Elle déclare aussi avoir eu du plaisir sur l'eau.
Richard Stauffacher commence par une 10e place suivie d'un 21e rang, un 14e rang et un 15e rang. Il réalise une 6e place avant de terminer 18e, 20e et 8e. Le Saint-Gallois occupe le 12e après huit courses, puis se qualifie pour la Medal Race grâce à un 10e et un 12e rangs dans les deux régates suivantes. Il déclare qu'après eu des ennuis techniques au début de la compétition, puis avoir fait des erreurs tactiques, il est heureux d'atteindre la dernière course,. Septième dès le passage de la première marque, il termine la course à ce rang et est finalement 10e. Il dit être très heureux, parce que cette course c'est bien passée, et qu'il aurait son diplôme en poche s'il avait toujours navigué comme lors de cette dernière course.
Flavio Marazzi et Enrico De Maria commencent par être 13e après une collision dans la première course. Ils ne se placent ensuite jamais mieux qu'au 7e rang, et terminent par se classer 13e, 15e et 16e. Leur rang final est la 13e place. Ils sont déçus de ce résultat. Marazzi déclare : « On ne pouvait pas connaître une pire fin de Jeux »,.
Yannick Brauchli et Romuald Hausser commencent par un 11e rang, puis sont 16e, 18e, 22e, 14e avant deux 12e places. Ils terminent la compétition par être 7e, puis 23e et à nouveau 7e pour terminer au 16e rang final. Satisfait, Hausser déclare : « Nous avons prouvé que nous pouvons nous fixer des objectifs élevés et les atteindre »,.
| Athlète                          | Compétition         | Régate | Régate | Régate | Régate | Régate | Régate | Régate | Régate | Régate | Régate | Régate | Points | Rang final |
| Athlète                          | Compétition         | 1      | 2      | 3      | 4      | 5      | 6      | 7      | 8      | 9      | 10     | M      | Points | Rang final |
| -------------------------------- | ------------------- | ------ | ------ | ------ | ------ | ------ | ------ | ------ | ------ | ------ | ------ | ------ | ------ | ---------- |
| Richard Stauffacher              | RS:X hommes         | 10     | 21     | 14     | 15     | 6      | 18     | 20     | 8      | 10     | 12     | 14     | 127    | 10e        |
| Yannick Brauchli Romuald Hausser | 470 hommes          | 11     | 16     | 18     | 22     | 14     | 12     | 12     | 7      | 23     | 7      | EL     | 119    | 16e        |
| Flavio Marazzi Enrico De Maria   | Star hommes         | 13     | 8      | 11     | 9      | 15     | 8      | 10     | 13     | 15     | 16     | EL     | 102    | 13e        |
| Nathalie Brugger                 | Laser Radial femmes | 13     | 25     | 18     | 14     | 15     | 10     | DDN    | 14     | 10     | 16     | EL     | 135    | 14e        |

M = Course pour les médailles; DDN = Discalification par drapeau noir; EL = Éliminé, ne participe pas à la course pour les médailles.

### Volley-ball

#### Beach-volley

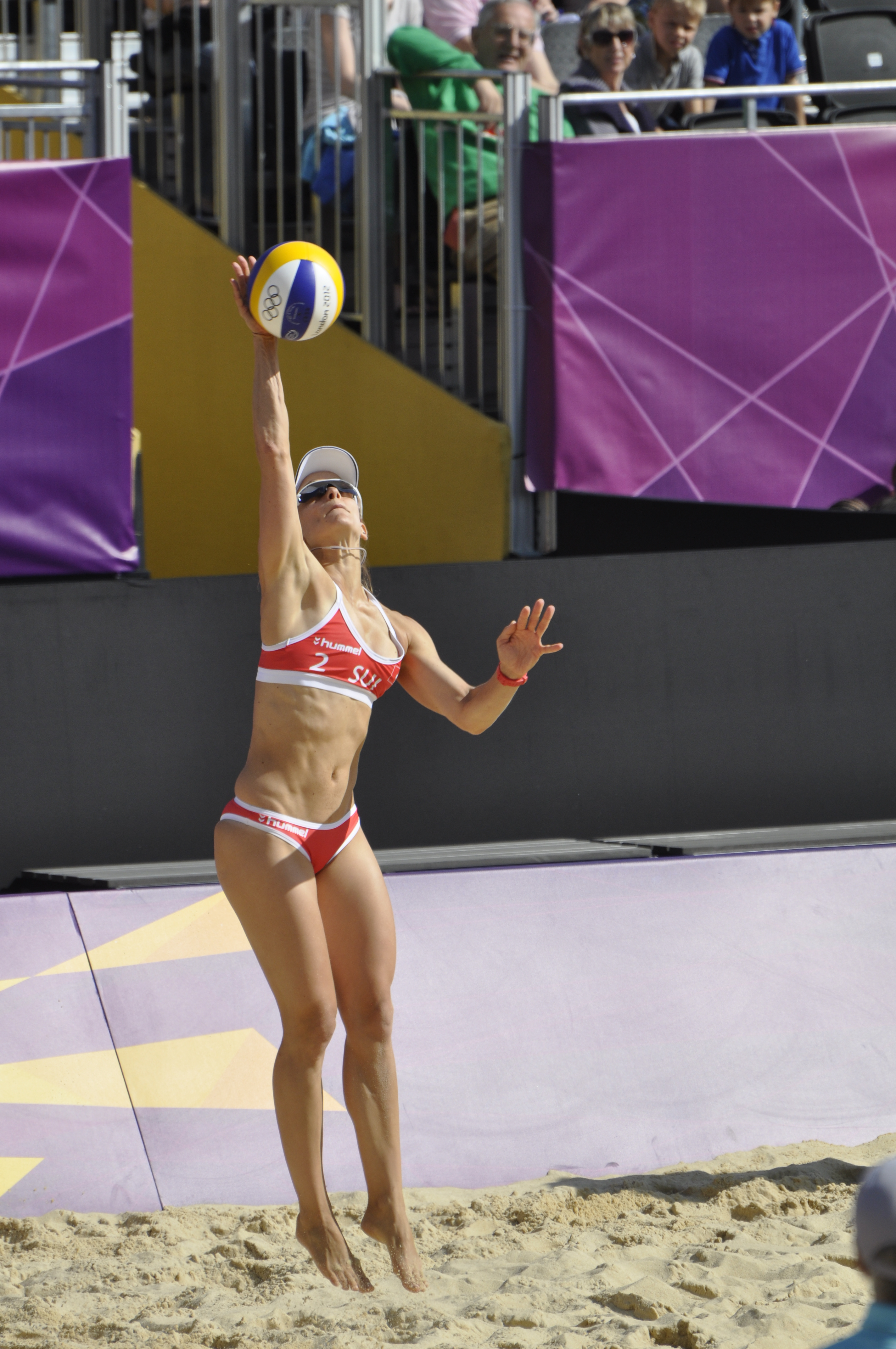
Simone Kuhn lors de son match face à la paire chinoise de Xue et Zhang.

Trois duos suisses participent aux tournois olympiques de beach-volley : deux masculins et un féminin. Il s'agit de Sébastien Chevallier et Sascha Heyer, Jefferson Bellaguarda et Patrick Heuscher et Simone Kuhn et Nadine Zumkehr. Sascha Heyer, Zurichois de 40 ans, est notamment champion d'Europe 2001 et vice-champion du monde 2005. Il participe à ses deuxièmes Jeux olympiques après une élimination au repêchages avec Heuscher en 2008. Son coéquipier, le Genevois de 25 ans Sébastien Chevallier participe pour la première fois aux Jeux olympiques après une première saison chez les professionnels en beach-volley. Leur but est d'atteindre les huitièmes de finale. Le Nidwaldien Patrick Heuscher participe à ses troisièmes Jeux olympiques après une médaille de bronze en 2004 et une élimination aux repêchages en 2008. Son partenaire, le Zurichois d'origine brésilienne Jefferson Bellaguarda, est à ses premiers Jeux olympiques. Ensemble, ils ont été quatrièmes aux Championnats d'Europe 2011. Leur but à Londres est de « donner le maximum pour ne rien regretter en rentrant ». La Bernoise Simone Kuhn, notamment championne d'Europe 2004, participe pour la troisième fois aux Jeux olympiques après des éliminations au premier tour en 2004 et en 2008. Sa coéquipière, la Lucernoise Nadine Zumkehr participe pour la première fois aux Jeux olympiques. Ensemble, elles ont été médaillées de bronze aux Championnats d'Europe 2009. Elles visent un diplôme.

##### Qualification
Les duos suisses de beach-volley vont aux Jeux olympiques grâce à leur classement mondial prenant en compte les résultats entre le 1er janvier 2011 et le 17 juin 2012, qui qualifie 16 paires. Heuscher et Bellaguarda, grâce à leur 10e rang mondial, sont les neuvièmes qualifiés et Chevallier et Heyer, avec leur 19e place sont les 16e qualifiés. Kuhn et Zumkehr sont quant à elle les neuvièmes qualifiées grâce à leur neuvième rang.

##### Résultats
Les tournois masculins et féminins commencent par une phase préliminaire dans laquelle les 24 équipes sont divisées en six groupes de quatre duos. Les deux meilleures équipes de chaque groupe et les deux meilleures terminant aux troisième rang sont qualifiées pour la phase à élimination directe. Les quatre autres équipes terminant au troisième rang participent à un match de repêchage et les deux vainqueurs sont qualifiés pour la phase suivante, alors que les autres sont éliminés.
Sébastien Chevallier et Sascha Heyer commencent par affronter les Chinois Wu Penggen et Xu Linyin. Les Suisses remportent les deux premiers points du premier set, mais sont ensuite rattrapés et constamment menés, à part à 11-11, et perdent le premier set 21-18. Ils remportent au contraire le deuxième set 21-16 sans avoir été menés au score de toute la manche. Dans le set décisif, les Suisses reviennent au score après commencé par perdre 3-1 et devancent les Chinois jusqu'à gagner la manche 15-12. Leur deuxième match, contre le duo russe de Konstantin Semenov et Sergeï Prokopiev, est très serré. En effet, les Suisses s'adjugent le premier set 28-26 après avoir sauvé 5 balles de set. Ils perdent la deuxième manche 21-18 après avoir mené 2-0 puis 8-7. Dans le dernier set, ils perdent d'abord 11-9 puis 13-11 avant de prendre les quatre points suivants et de s'imposer 15-13. Après ces deux victoires, Chevallier et Heyer sont déjà assurés de disputer les huitièmes de finale. Ils affrontent dans leur dernier match de groupe les Allemands Julius Brink et Jonas Reckermann, champions d'Europe en titre. Dès 5-4, les Allemands mènent constamment et remportent le premier set 21-14. Dans le deuxième set, les Suisses gagnent 7-6 avant d'être menés jusqu'à la fin du match. Le fait qu'ils gagnent cinq points consécutifs de 10-17 à 15-17 n'empêche pas une défaite 16-21. Heyer et Chevallier, deuxièmes de leur groupe, se qualifient pour les huitièmes de finale, où ils affrontent le duo polonais de Grzegorz Fijałek et Mariusz Prudel. Après avoir mené 5-3 puis 6-5, les Suisses perdent le premier set 21-18. Ils sont encore devant à 9-8 dans la deuxième manche, mais la perdent 21-17 et sont éliminés. Ils ne regrettent rien. Sébastien Chevallier déclare : « On aurait bien voulu jouer encore une fois ici, en quarts, mais il faut être réaliste, ces Polonais étaient trop forts pour nous ». Il retient surtout ses « deux semaines incroyables et deux ans inoubliables » avec Sascha Heyer, qui prend sa retraite du beach-volley international après les Jeux olympiques.
Jefferson Bellaguarda et Patrick Heuscher commencent par un match contre les Italiens Daniele Lupo et Paolo Nicolai. Après avoir mené 7-4 puis 17-16, ils concèdent le premier set 19-21. Les deux duos sont encore à égalité après avoir remporté 17 points chacun dans une deuxième manche très serrée, mais les Italiens prennent l'avantage et la remportent avec un score de 21-18. Les Suisses affrontent ensuite l'équipe des Brésiliens Alison Cerutti et Emanuel Rego, tête de série numéro 1. Après avoir mené 8-7, ils perdent 12-11. À ce moment-là, ils concèdent quatre points de suite et perdent la manche 17-21. Dans le deuxième set, les Brésiliens prennent de l'avance après 5-5 et remportent la manche 21-12. Après ces deux défaites, Bellaguarda et Heuscher doivent remporter leur dernier match de groupe contre les Autrichiens Clemens Doppler et Alexander Horst pour avoir des chances d'atteindre les huitièmes de finale. D'après le résultat de l'autre match du groupe, les Suisses sont directement qualifiés s'ils battent les Autrichiens avec au moins sept points d'avance. La partie commence bien pour les Suisses, puisqu'ils gagnent 7-3. Ils sont ensuite rattrapés et écartent trois balles de set avant de réussir la première des leurs et de s'adjuger le premier set 24-22. Ils prennent l'avantage après le 3-3 et remportent plus facilement la deuxième manche 21-12. Cette avance de 11 points leur permet de se qualifier pour les huitièmes de finale sans disputer de barrage. Ils y affrontent les Néerlandais Reinder Nummerdor et Richard Schuil, têtes de série numéro 5 et triples champions d'Europe. Le premier set est assez serré et les Suisses obtiennent une balle de set à 20-19. Ils la manquent et perdent la manche 20-22. Ils résistent jusqu'à 10-10 avant de perdre six points consécutifs et de concéder la deuxième manche 21-15. Patrick Heuscher n'est pas déçu de son élimination : « Ils étaient à notre portée en première manche, durant laquelle nous avons très bien joué. Mais sur l'ensemble de la partie, il faut reconnaître qu'ils étaient supérieurs. Nous n'avons rien à nous reprocher ». Il trouve que, d'après leur rang mondial, ils sont à leur place au 9e rang.
Simone Kuhn et Nadine Zumkehr commencent par affronter l'équipe grecque de Vassilikí Arvaníti et Maria Tsiartsiani. Après un début de premier set assez serré, les Suissesses prennent de l'avance dès 7-6 et remportent la manche 21-13. La deuxième manche commence moins bien pour elles. Elles sont menées 5-2 puis 11-6. Elles rattrapent ensuite leur retard et dépassent leurs adversaires à 15-15 pour remporter la manche 21-19. Après cette victoire, elles défient les Chinoises Xue Chen et Zhang Xi, têtes de séries numéro 2. Après un début de match serré, les Suissesses mènent 12-8 puis 15-12 avant de se faire rattraper et de concéder le premier set 21-18. Dans le set suivant, elles prennent l'avantage à 10-10 pour remporter la manche 21-16. Le dernier set commencent mal pour elles, puisqu'elles perdent 4-1. Elles ne rattrapent pas ce retard et perdent le set décisif 15-8. Leur dernier match de groupe est contre la paire russe d'Anastasia Vasina et Anna Vozakova. Kuhn et Zumkehr commencent par gagner 4-2. Devancées à 6-9, elles reviennent à égalité dès 12-13 et perdent le premier set 17-21. Elle commencent bien la manche suivante, puisqu'elles mènent 5-1. Elles sont ensuite devancées à 8-11 avant de revenir à 18-18 et de prendre ce set 21-19. Après avoir mené 5-3 dans la manche décisive, elles sont rattrapées et devancées dès 6-7, pour perdre ce set final 9-15. Avec une victoire et deux défaites, elles sont troisièmes de leur groupe et vont directement en huitièmes de finale, car elles sont parmi les deux meilleures équipes ayant terminé au troisième rang. Elles y affrontent les Américaines Jennifer Kessy et April Ross, têtes de série numéro 4. Les Suissesses mènent 2-0 puis 6-4 avant d'être menées pendant tout le set dès 7-8 et de perdre 21-15. Le deuxième set est très serré, mais elles ne sont devant qu'à deux occasions et perdent 21-19. Zumkehr annonce que la défaite fait mal.
| Athlètes                               | Compétition      | Tour préliminaire | Classement | Rattrapage        | Huitièmes de finale                                      | Quarts de finale  | Demi-finales      | Finale            | Finale         |
| Athlètes                               | Compétition      | Adversaires Score | Classement | Adversaires Score | Adversaires Score                                        | Adversaires Score | Adversaires Score | Adversaires Score | Rang           |
| -------------------------------------- | ---------------- | --- | ---------- | ----------------- | -------------------------------------------------------- | ----------------- | ----------------- | ----------------- | -------------- |
| Sébastien Chevallier Sascha Heyer      | Tournoi masculin | Poule C Battent Wu – Xu (CHN) 2 – 1 (18-21, 21-16, 15-12) Battent Prokopiev – Semenov (RUS) 2 – 1 (28-26, 18-21, 15-13) Battus par Brink – Reckermann (GER) 0 – 2 (14-21, 16-21)          | 2e         | -                 | Battus par Fijalek – Prudel (POL) 0 – 2 (18-21, 17-21)   | Non qualifiés     | Non qualifiés     | Non qualifiés     | Non qualifiés  |
| Jefferson Bellaguarda Patrick Heuscher | Tournoi masculin | Poule A Battus par Lupo – Nicolai (ITA) 0 – 2 (19-21, 18-21) Battus par Cerutti – Rego (BRA) 0 – 2 (17-21, 12-21) Battent Doppler – Horst (AUT) 2 – 0 (24-22, 21-12)                      | 2e         | -                 | Battus par Nummerdor – Schuil (NED) 0 – 2 (20-22, 15-21) | Non qualifiés     | Non qualifiés     | Non qualifiés     | Non qualifiés  |
| Simone Kuhn Nadine Zumkehr             | Tournoi féminin  | Poule B Battent Arvaníti – Tsiartsiani (GRE) 2 – 0 (21-13, 21-19) Battues par Xue – Zhang (CHN) 1 – 2 (18-21, 21-16, 8-15) Battues par Vasina – Vozakova (RUS) 1 – 2 (17-21, 21-19, 9-15) | 3e         | -                 | Battues par Kessy – Ross (USA) 0 – 2 (15-21, 19-21)      | Non qualifiées    | Non qualifiées    | Non qualifiées    | Non qualifiées |

## Bilan

Ce graphique montre l'évolution des médailles remportées par les athlètes suisses aux Jeux d'été depuis 1896. En 2012, ils remportent moins de médailles que lors des quatre éditions précédentes des Jeux d'été.

Les athlètes suisses, avec leurs deux médailles d'or et deux médailles d'argent, se placent au 33e rang du classement des nations officiel prenant d'abord en compte le nombre de médailles d'or et au 42e du classement basé sur le nombre total de médailles. Ils ne réussissent pas l'objectif principal de Swiss Olympic, qui était d'être parmi les 25 meilleures nations, ni celui de remporter au moins cinq médailles. Ils en ont moins que les sept médailles de 1996, les neuf médailles de 2000, les cinq médailles de 2004 et les sept médailles de 2008. La délégation suisse remporte 6 diplômes, contre 13 quatre ans plus tôt. Gian Gilli, chef de la délégation suisse, décrit ce bilan décevant : « Aucun athlète dont le potentiel lui permettait de rêver d'un podium n'a signé d'exploit. Nous n'avons pas suffisamment de diplômes par rapport à ce que nous avions réalisé à Pékin. Trop d'athlètes se sont classées entre la 25e et la 40e place. Moins de 50 sportifs ont su exploiter au maximum leur potentiel le jour J. C'est insuffisant ».

## Aspects extra-sportifs

### Maison de la Suisse

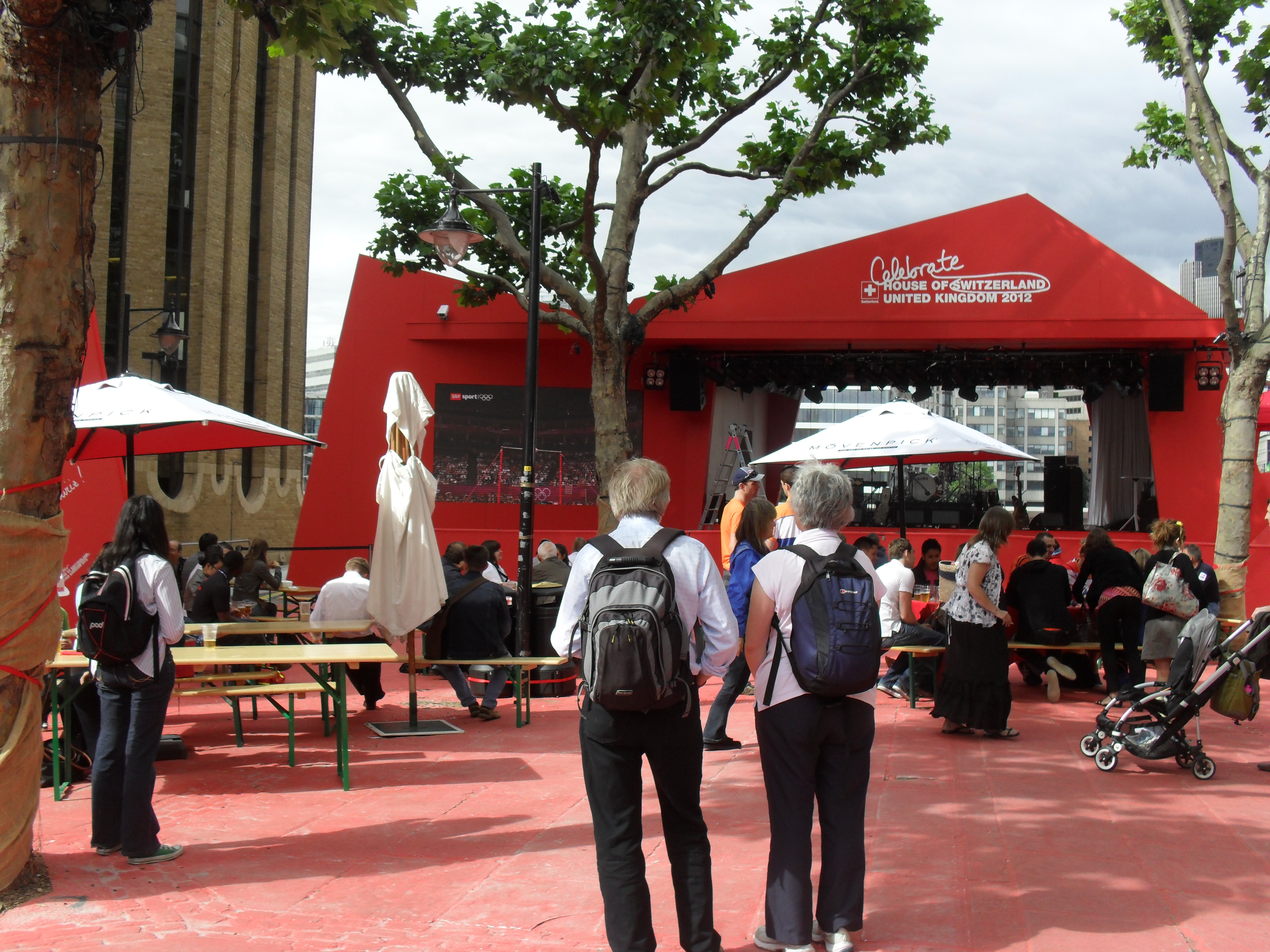
La « Zone rouge » de la Maison de la Suisse.

Située près du London Bridge, au bord de la Tamise, la Maison de la Suisse est la vitrine officielle de la Suisse pendant les Jeux olympiques. Ouvert au public, c'est un projet mené par Présence Suisse, un organisme suisse attaché au secrétariat général du département fédéral des affaires étrangères, en partenariat avec des sponsors privés. Il est budgété à 4,5 millions de francs. On y trouve une « Zone rouge » de 3 000 m2, trois restaurants servant des spécialités suisses ainsi que des animations telles que des concerts, des jeux vidéo créés par des ingénieurs suisses et un mur de grimpe. Ces animations ont pour but de montrer une Suisse variée, créative et divertissante. Nicola Spirig, Roger Federer et Steve Guerdat célèbrent leur médaille à la Maison de la Suisse,,. Trois conseillers fédéraux y font aussi un passage. Le bilan de ce projet est positif : 255 000 personnes visitent la Maison de la Suisse entre le 20 juillet et le 12 août 2012.

### Diffusion des Jeux en Suisse
La Société suisse de radiodiffusion et télévision (SRG), le groupe audiovisuel public suisse, est le diffuseur des Jeux olympiques d'été de 2012 pour la Suisse. Cent-trente personnes travaillent pour la production des émissions de télévision et de radio. Le matériel sert en premier lieu à suivre les athlètes suisses. Un studio de télévision situé à la Maison de la Suisse est utilisé.
La part de marché globale des programmes télévisés de la Radio télévision suisse (RTS), l'unité francophone de la SRG, atteint 36,3 %, soit 10 points de plus que pendant la même période en 2011. Les Suisses romands regardent près de 80 % des retransmissions des Jeux olympiques sur la RTS, 10 % sur France 2, 7 % sur Eurosport et 6 % sur France 3. La finale du 100 mètres masculin en athlétisme ainsi que la finale du tournoi masculin de tennis en simple, opposant Roger Federer à Andy Murray, dépassent les 53 % de part de marché. La compétition la plus regardée sur Schweizer Fernsehen, la division germanophone, est la finale du tournoi de tennis en simple. Elle atteint 53,6 % de part de marché et 586 000 personnes la regardent.

### Vente aux enchères
Pour la cinquième fois depuis les Jeux olympiques d'été de 2004, Swiss olympic organise une vente aux enchères d'objets des membres de l'équipe suisse olympique. Elle a lieu sur le site internet d'enchères Ricardo.ch et les recettes sont destinées à l'Aide sportive suisse, qui soutient les jeunes sportifs du pays. Une raquette de tennis de Roger Federer utilisée lors du tournoi de Roland-Garros 2007 rapporte par exemple 15 101 francs suisses.